# Архітектура Візантійської імперії
Архітектура Візантійської імперії — важливий етап розвитку європейської архітектури доби середньовіччя, заснований імператором Юстиніаном I, більш зосереджений на територіях, які входили як складові частини до Візантійської імперії.

## Історія вивчення

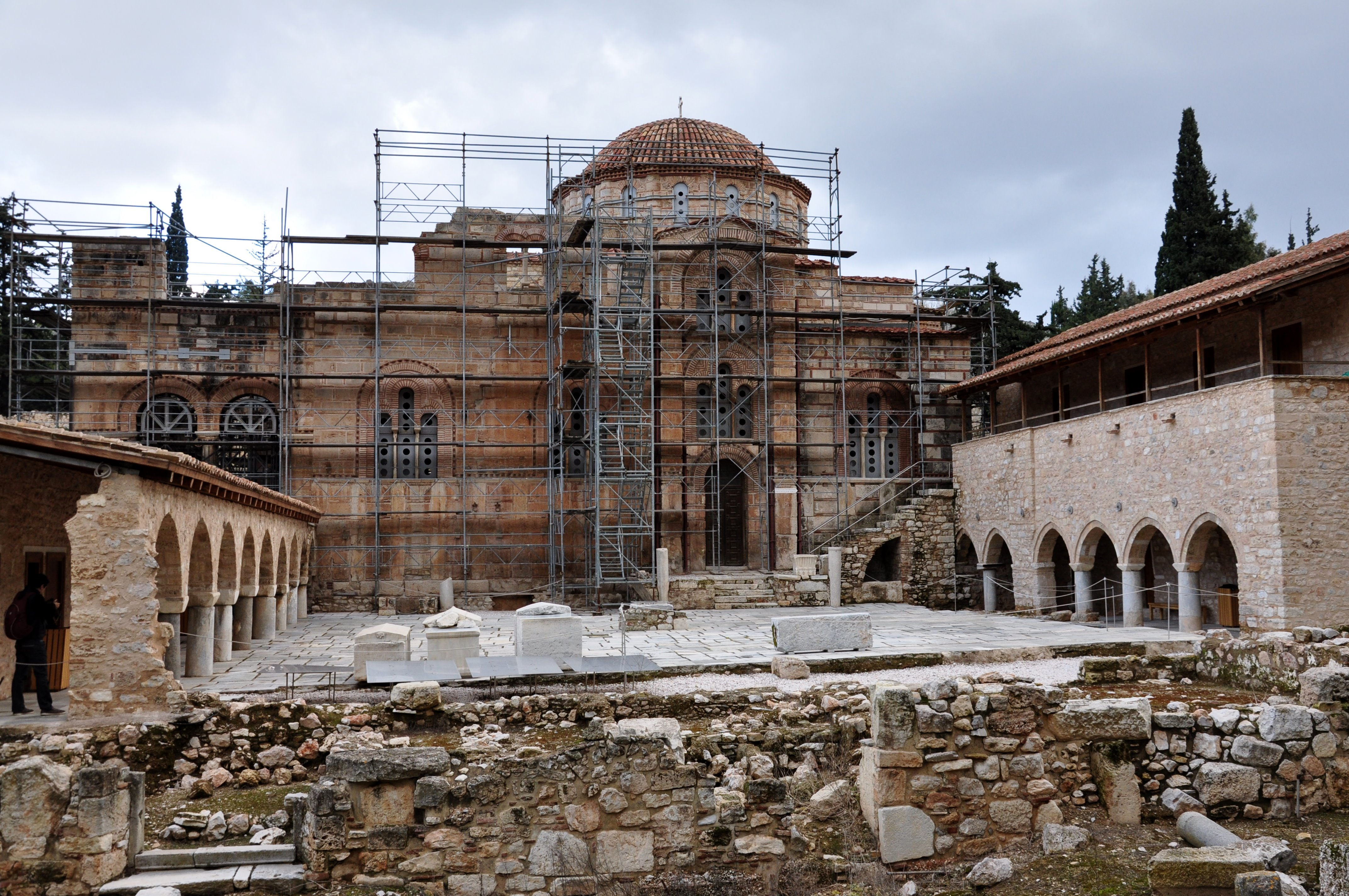
Монастир Дафні, Греція. Відновлення споруди після землетрусу.

«Апостоли Петро і Павло», монастир Рабдуху, ХІІ ст., Афон

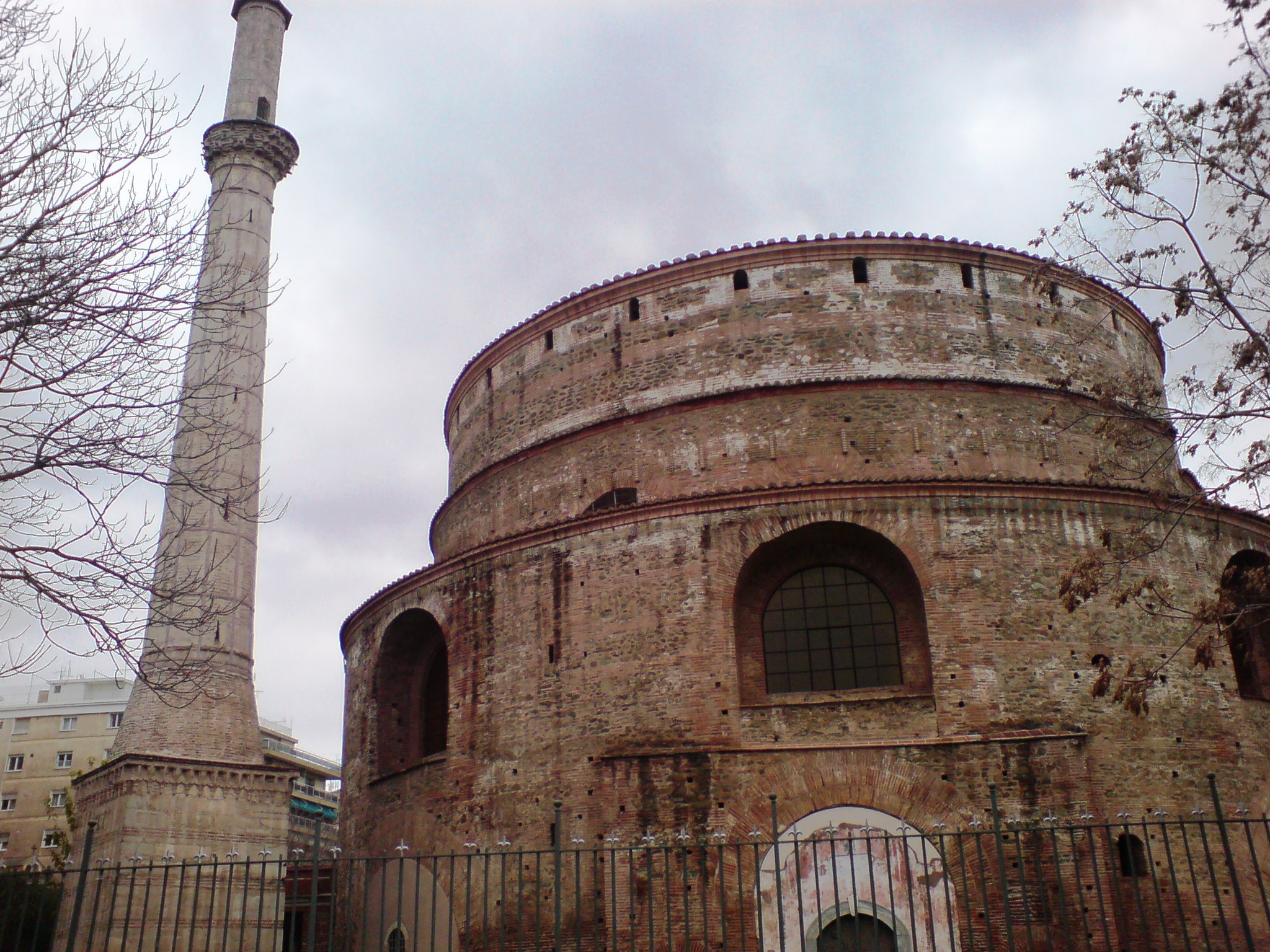
Ротонда Св. Георгія і Мінарет, Салоніки. Греція.

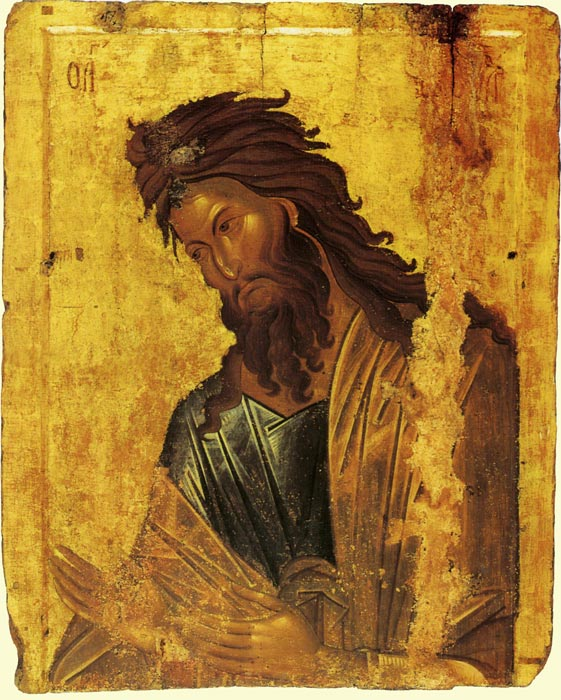
Іван Хреститель, ікона 14 ст.

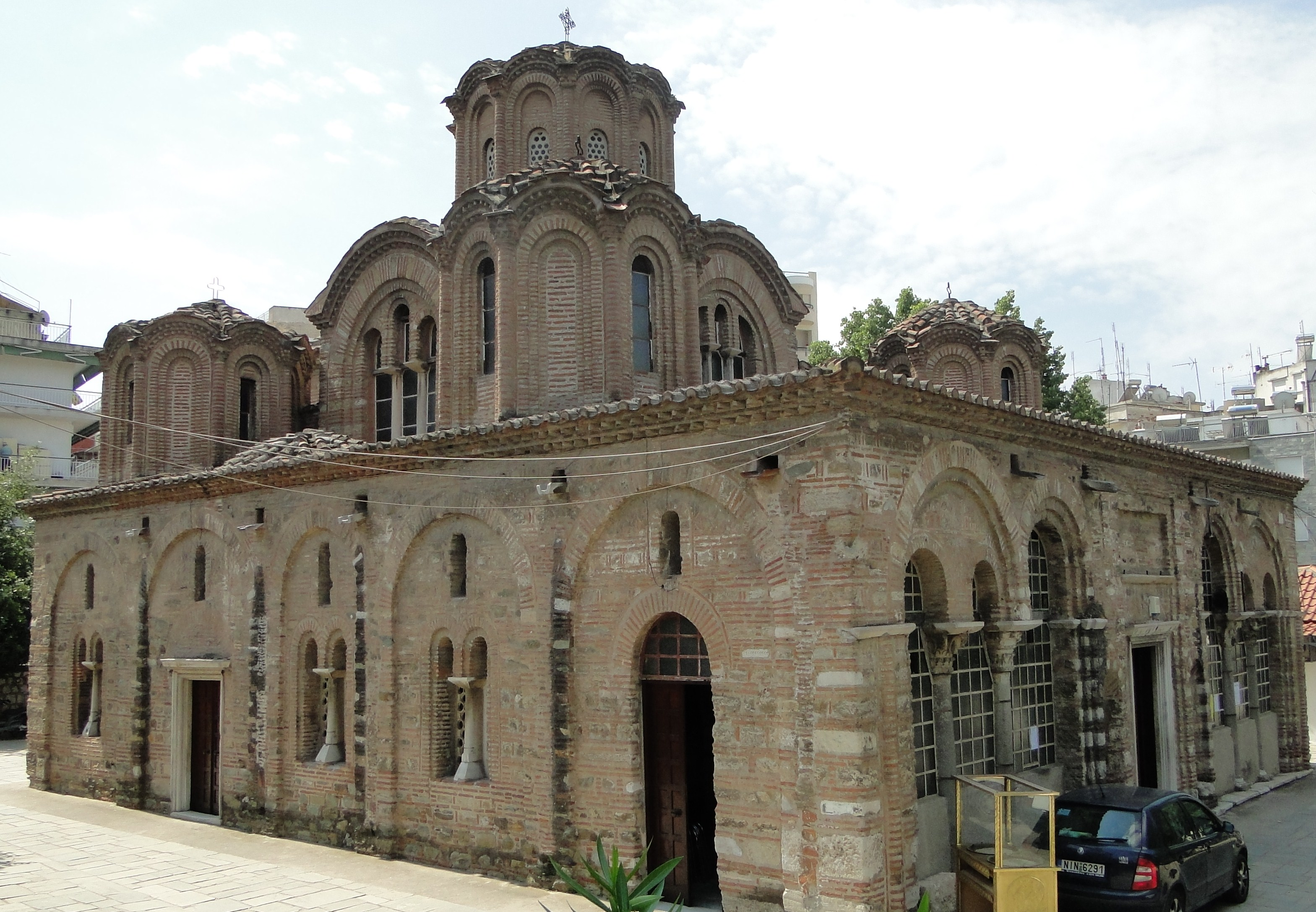
Церква дванадцяти апостолів, Салоніки.

Вивчення архітектури Візантійської імперії розпочалось із значним запізненням в порівнянні з вивченням середньовічної архітектури західноєвропейських країн.
- Британія не мала оригінальних зразків візантійської архітектури і перебувала під довгим гіпнозом досягнень національної готики.
- В південній частині Іспанії були зразки візантійської архітектури, але її руїни, як і руїни доби давньоримської колонізації, не мали значного впливу на художню ситуацію в країні до зламу ХІХ–ХХ ст.
- Німеччина наприкінці ХІХ ст. активно скуповувала пам'ятки середньовіччя в сусідніх країнах, бажаючи мати мистецькі скарби в музеях Берліна, гідні витримати порівняння з колекціями Парижа. Державні гроші були використані на придбання іконопису і примітивів в провінціях Італії, пам'яток середньовіччя в Єгипті, Сирії і, особливо, в Туреччині, ісламська імперія якої розташувалась на історичних землях зниклої Візантійської імперії. В межах зборів середньовічного мистецтва взагалі в Туреччині почали купувати і пам'ятки мистецтва Візантії, абсолютно не потрібні в мусульманській країні. Так в Берлін потрапили уламки скульптур, кераміка, портретні погруддя доби згасання і кризи античної цивілізації, рельєфи, низка старовинних надгробків, середньовічні капітелі і архітектурні уламки[1]. Але це були залишки візантійської культури, специфічні і відірвані від цілого, де не було найкращих її здобутків (іконопису, ювелірних виробів, мозаїк, рукописів і мініатюр).
- Не найкращим був і стан з вивчення культури Візантії і в Російській імперії, де цими проблемами наприкінці ХІХ ст. опікувалась мале число російських науковців і колекціонерів. Оригінальні архітектурні споруди Візантії опинились у віддалених від російських столиць провінційних містах (Севастополь, Керч, Феодосія), поруйновані і практично непотрібні. З поруйнованих візантійських базилік Херсонеса позабирали капітелі і мозаїки з підлог. Про відновлення хоча би однієї з ранніх базилік не йшлося ніколи ні за царату, ні за доби СРСР.

Пильну увагу приділяли лише зборам старовинних ікон, де ще не розрізняли суто візантійські зразки від зразків грецьких островів, Італії, Балкан і майстерень Київської Руси-України, виконаних під впливом здобутків візантійських майстрів. Невелика кількість архітектурних уламків і капітелей була придбана зі збірок Російського археологічного інституту в Стамбулі та під час незаконних розкопок в Херсонесі, Феодосії тощо. Комплексності в вивченні пам'яток в Росії не було ніколи, незважаючи на історичну традицію російського церковного життя в канонах Візантії.
На запізніле вивчення культури Візантії в Європі вплинули негативні інвективи Вольтера, котрий всю культуру середньовіччя безпідставно вважав варварською і жахливою. Нищівно-самовпевнена естетика XVIII ст., орієнтована на пізнє бароко і легковажне рококо, утримала панівні позиції до доби романтизму, коли найкращі представники покоління оголосили важливими для культури і історії всі періоди минувшини. Науковці в Європі розвернулися до пильного вивчення середньовіччя, а відтак — і до Візантії.
До XIX ст. більшість пам'яток Візантії на мусульманських територіях була знищена, пограбована, вивезена в інші країни, втратила історичні корені і провенанс (походження). Частина споруд втратила історичні імена і отримала нові — арабські. Тому досі так багато турецьких назв у візантійських храмів, бо нікому було ні вчасно описати їх, ні зберегти історичні назви, особливо в мусульманських провінціях. Частина візантійських споруд давно перетворена на мечеті, перебудована і отримала відповідне начиння. Мусульманська заборона на реалістичні зображення сприяла нищенню місцевими фанатиками ікон, очей і облич святих на мозаїках і фресках, на рельєфах, котрі розбивали на шматки або переробляли на будівельне вапно. Навіть в православних країнах (Сербія, Болгарія, Росія, Білорусь, Румунія) століттями перебудовували і ремонтували старовинні храми, нищили фрески, записували наново фрески і набряклі ікони тощо. Із історії візантійського мистецтва таким чином випали в небуття і в ніщо цілі періоди. До руйнацій причетні також війни, пожежі, землетруси.
Рятівні заходи прийшли досить пізно, коли шлях розвитку візантійської архітектури і мистецтва можна було окреслити лише пунктиром.

## Видання про середньовіччя
Важливим свідоцтвом зацікавленості в Європі у вивченні проблем і наслідків середніх віків були періодичні видання. Першими подібними виданнями були «Живописні і романтичні подорожі», тобто альбоми з замальовками західноєвропейських соборів і замків, з описами архітектури і окремих антикварних речей. Тематику альбомів наслідували важливі для науки видання наукових журналів «Археологія», які розпочали в Британії, де інтерес до середньовіччя пережив на початку XIX ст. чергове піднесення. До видання «Археології» приєдналося друкування «Записок» місцевими відділками істориків і антикварів, а 1817 р. свій перший том досліджень оприлюднило товариство істориків і антикварів Франції. Французи почали щорічно організовувати історичні конгреси, а з 1834 р. Французьке національне археологічне товариство почало друкувати «Монументальний бюлетень».
Періодичне видання російською «Византийский временник» було засноване 1894 року Василем Васильєвським у Санкт-Петербурзі. Це запізнення в порівнянні з Британією та Францією майже на 70 років.
До 1916 року вийшло 22 томи об'ємом в середньому по 800 сторінок кожний. В цей період у журналі, крім власне історичних, було багато текстів, присвячених релігійним питанням, а особливо історичному та духовному зв'язку між Візантією та Київською Руссю. Під час Першої світової війни процес видання журналу був перерваний. З 1915 до 1928 року головним редактором був інший відомий візантиніст Федір Іванович Успенський. В цей період вийшло лише три тонкі випуски журналу — у 1922, 1925 та 1927 роках. У 1928 році Ф. І. Успенський помер і журнал був закритий через незацікавленість в історії допереворотного періоду 1917 р. більшовицьким урядом.
1947 року журнал відроджений, і його головним редактором став Євгеній Олексійович Космінській. Нумерацію томів журналу почали з нуля, ніби видання до цього не існувало. В цей час журнал відійшов від релігійної тематики та, як заявлено в передмові до першого випуску, сконцентрувався на проблемах внутрішньої історії Візантії — економічної, соціальної, адміністративної. Але на видання чатувала сталінська цензура, яка вирізала ідеологічно неприпустимі статті або взагалі конфіскувала з бібліотек СРСР окремі числа наукового журналу.
Не найкращим був і стан збереження візантійських пам'яток на території СРСР. Згідно радянського циркуляру від 1928 року формально дотримувались хронологічного принципу: все вибудоване до 1825 р. вважали мистецькі вартісним (у випадках необхідності дозволяли перебудовувати при збереженні фасадів, але необхідність знаходили завжди), все після 1825 р. — гідним знищення, перебудування чи пристосування до новітніх потреб. Підхід був абсолютно безглуздий, бо і серед старовинних споруд XI–XIV-XVIII століть не всі шедеври, а серед споруд XIX ст. було чимало значущих і мистецьки важливих. Саме цей непрофесійний і безглуздий підхід приведе до знищення навіть архітектурних комплексів чи храмів XI—XII ст., на фундаментах яких урочисто поставили знаки з позначками про колишнє існування тут старовинних споруд середньовіччя (Михайлівський Золотоверхий собор і монастир в Києві, Десятинна церква XVII ст. там же та ін.)

## Використання античних архітектурних типів

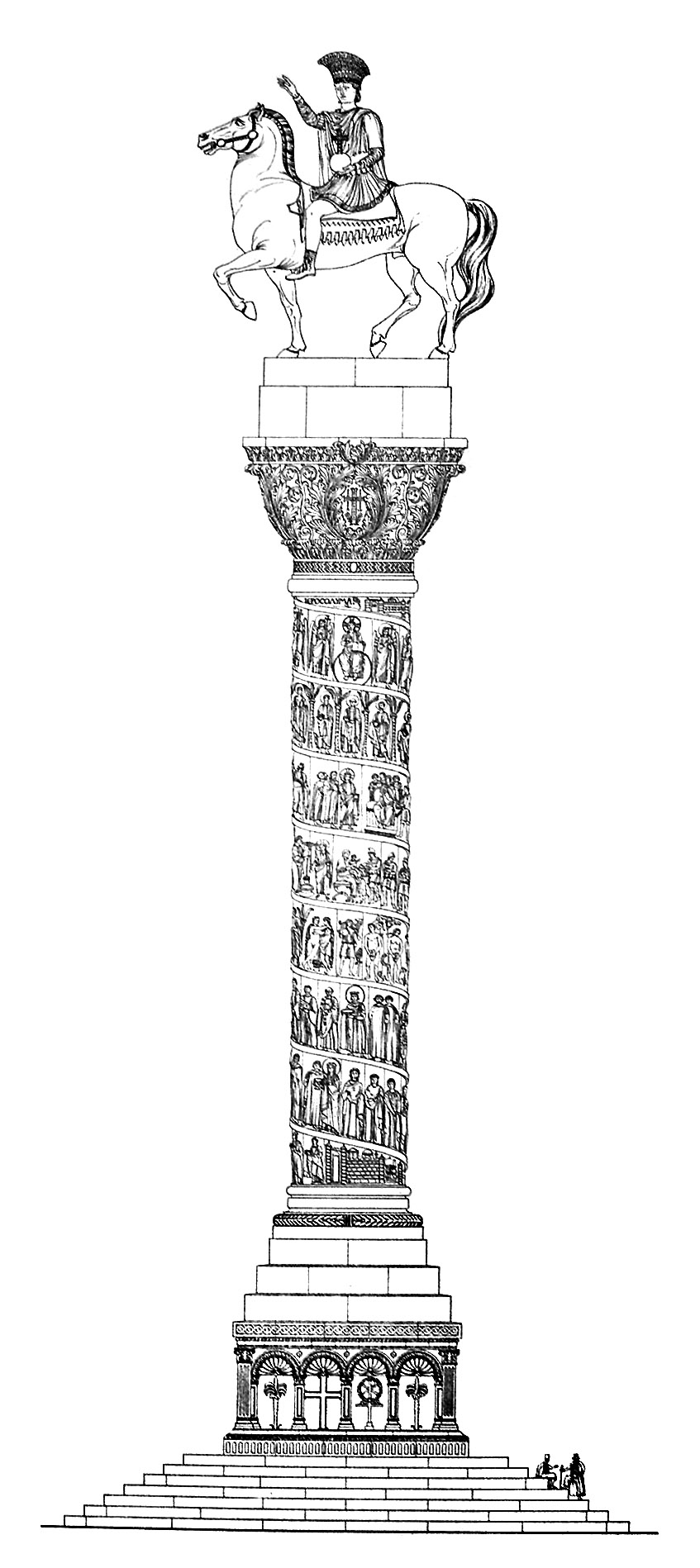
Кінний монумент Юстиніана І.

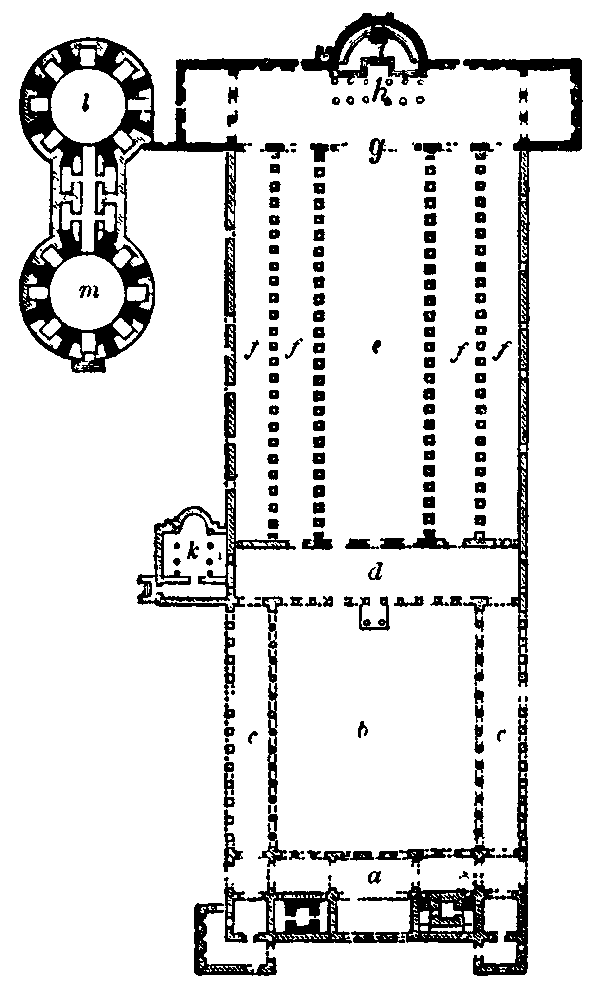
Базиліка, план

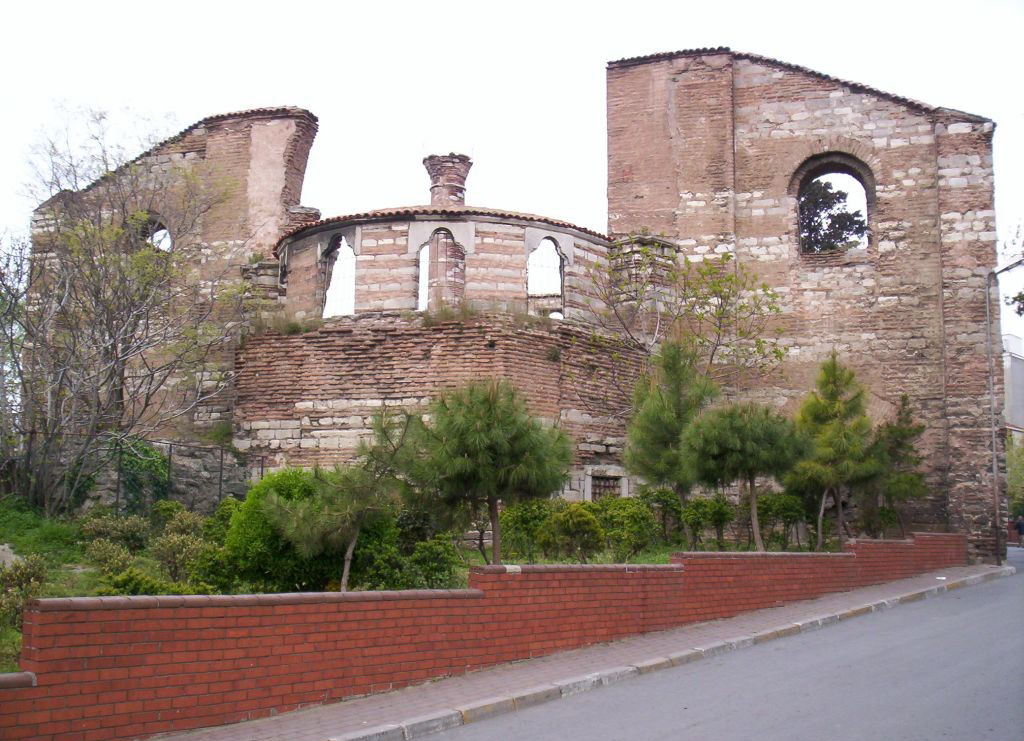
Залишки базиліки Івана Предтечі Студійського монастиря

Перенесення столиці Східної Римської імперії (котру пізніше називатимуть Візантією) в невелике містечко Візантій потребувало перетворення його на столицю. Нову столицю 11 травня 330 року заснував імператор Костянтин Велич споруд нової столиці мала не поступатися Риму, виникає нове кільце фортечних мурів і веж, нові імператорські палаци і храми, палаци вельмож і пересічна забудова. Частку аристократичних родин переселяли сюди силоміць за наказом імператора. Головна вулиця тримала назву Меса. Саме її прикрасили низкою античних скульптур, вивезених з інших міст без розбору. За традицією розпланування давньоримських міст в центрі нової столиці створили майдан-форум. Форум мав форму овалу, на кінцях кого вибудували дві тріумфальні арки. Середину овального форуму прикрасила колона з порфіру, на верхівку якої встановили скульптуру Аполлона.
Новий (другий) Рим мало походив на Рим в Італії, а подальші перебудови міста взагалі відійшли від зразка. Головна брама отримала назву Золоті ворота. Непотрібного місту Аполлона замінили на кінний монумент імператора Костянтина. Часу на вироблення нового типу храмів не було. Тому широко використовували два типи давньоримських споруд, що мали колись світське призначення: базиліку та центричну споруду.
- Базилі́ка (лат. basilica від грец. βασιλικη —

«царський дім») — прямокутна у плані споруда, розділена в середині низкою колон або стовпів на 3—5 частин — нав. Середня нава, найвища, освітлюється через вікна над дахами бічних нав і зазвичай закінчується півкруглою прибудовою — абсидою. Перед входом до базиліки будували поперечне в плані приміщення — нартекс (притвор). В античній Греції базиліка слугувала для засідань суду. Бічні нави віддавали під крамнички торгівців. Базиліка доби раннього християнства — храм, де могли розмістити великий натовп вірян. Базиліка була орієнтована на схід, як натяк на Єрусалим, святе місто для християн. Вхід в велику базиліку мав двір, оточений колонадою. Базиліка через століття втратить значення в православ'ї і характерна лише для раннього християнства. Тому їх знайдуть в Грузії та в античних містах в Криму як свідків впливу візантійських храмових зразків на дальні провінції. Ранні візантійські базиліки в своїй більшості або знищені, або значно перебудовані. Найраніша із відомих нині столичних базилік 463 року побудови — базиліка Івана Предтечі Студійського монастиря, що належала константинопольському патріарху — давно перебудована і значно поруйнована.
- Центрична споруда — компактна, симетрична, невелика, але мала низку варіантів у плані (кругла, квадратна, гранчаста, хрещата). Християни будували їх на місцях загибелі власних святих або на місцях їх поховань, а також як хрещальні для неофітів — до їх введення в храм. Центричні споруди, навпаки, отримають надзвичайне поширення, незважаючи на негнучкість типу при збільшенні їх розмірів, що не завжди вдавалось через значні технічні і будівельні складності.

## Власні зразки раннього середньовіччя

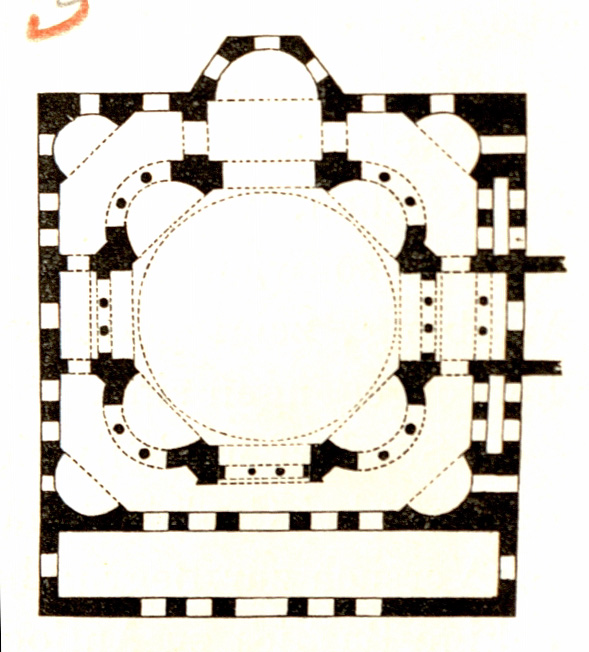
План церкви Сергія і Вакха.

В VI ст. Візантія переживала економічне і культурне піднесення. Завдяки військовим перемогам на заході до держави приєднали території північної Італії, південний схід Іспанії, Сицилію, Сардинію, Корсику, узбережжя північної Африки, Далмацію. Військові захоплення на сході були більш скромними — до її складу входили Босфор, Херсон, Таманський півострів. Візантія на недовгий період завдяки захопленням імператора Юстиніана І мала найбільші власні розміри, яких не мала ні до, ні після. Посилення адміністративного тиску відбилось в християнізації філософської думки та мистецтва, в ліквідації 529 року Юстиніаном І Афінського університету, головного центру світської науки і ще язичницької освіти в імперії.
Будівництво отримало поштовх для розвитку. З ініціативи імперського уряду розпочато будівництво нових храмів, фортець, палаців в столиці, відновлювали і зміцнювали старі і закладали нові міста і порти. В столиці вибудували сорок нових цистерн для збереження питної води на випадок облоги, зміцніли фортечні мури. Про це сповіщав офіційний історіограф імператора Прокопій в трактаті «Про споруди».
Купольні споруди стануть головувати в візантійській архітектурі з VI ст. Саме до VI ст. завершилось формування церковних обрядів, в першу чергу літургії. Вона проводилась в центрі храму під куполом і неподалік вівтаря, що мимоволі сприяло виділенню його в структурі споруди. Нові храми будують в різних містах імперії від Равенни до Єрусалиму, котрий поки що належить Візантії. Серед ранніх храмів доби Юстиніана — церква Св. Сергія та Вакха (527—536 рр.). Вважають, що ідея поєднання базиліки та куполів, центричного храму вперше була реалізована в церкві св. Ірини в Константинополі.
Зовнішньо візантійська архітектура цього періоду справляла враження важкої, суворої маси. Її мури викладали з кам'яних брил та вузької червоної цегли, що чергувалась із товстими шарами розчину. Зовнішні мури споруд не тинькували.

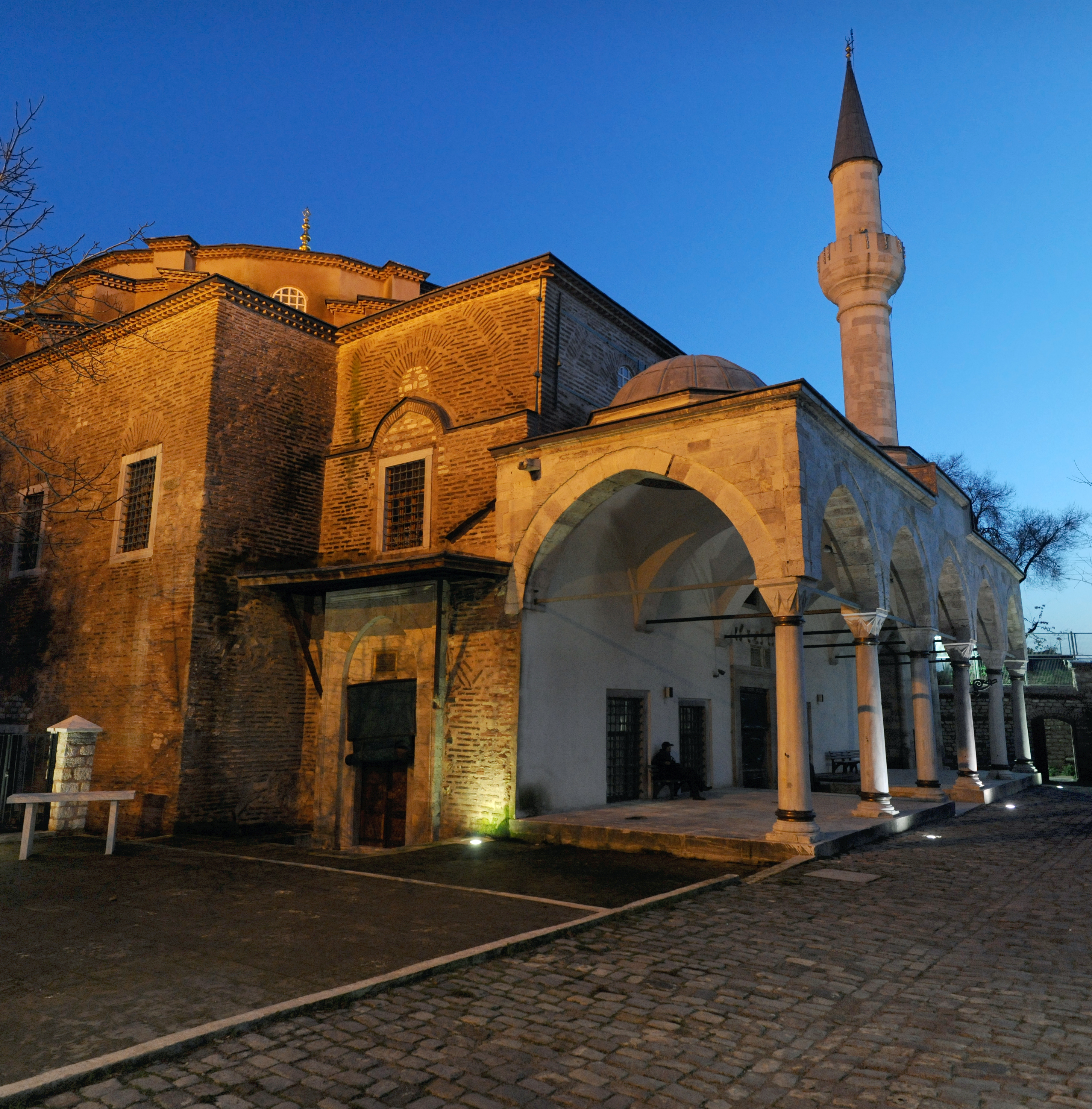
Колишня церква Сергія і Вакха, перетворена на мечеть.
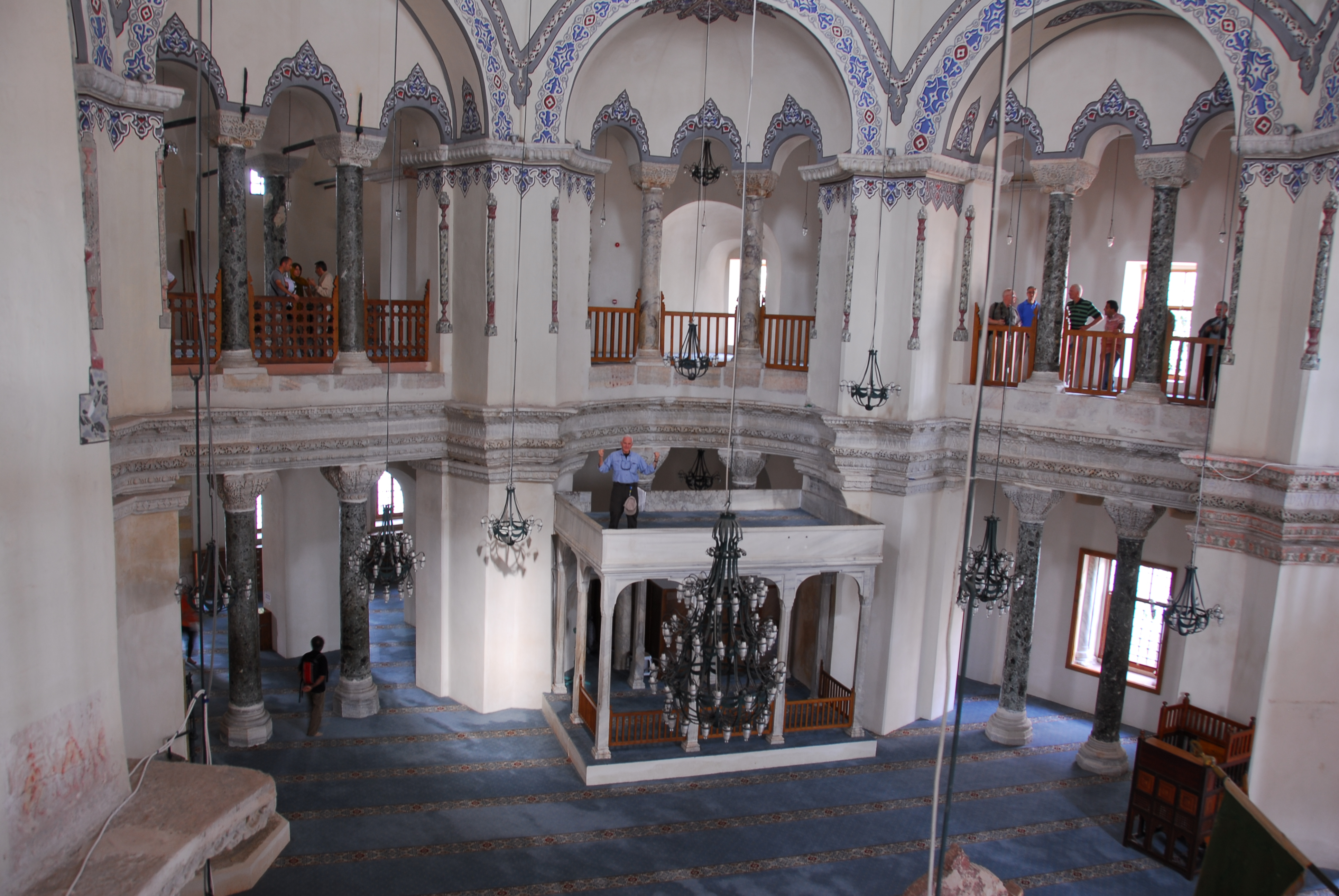
Колишня церква Сергія і Вакха давно перетворена на мечеть. Стамбул.
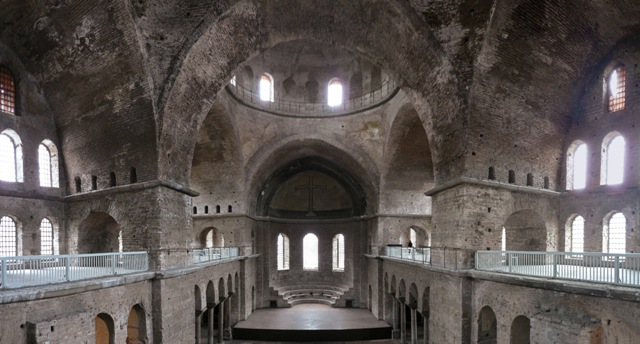
Церква святої Ірини, інтер'єр.
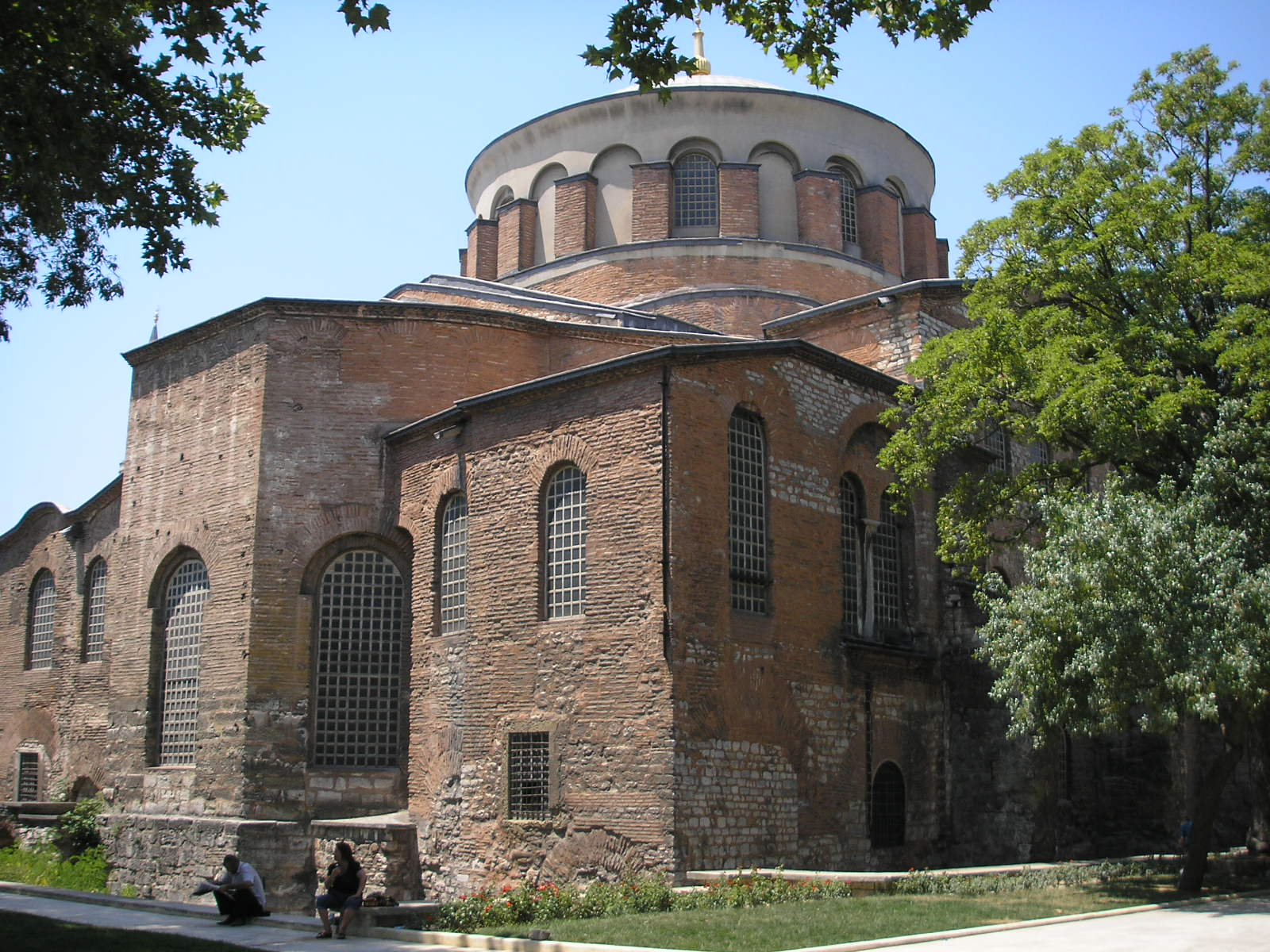
Церква святої Ірини, східний фасад.Стамбул.

Першим п'ятибанним храмом Візантії вважають церкву Святих апостолів в Константинополі. Церква давно поруйнована, але свого часу вразила візантійців і відвідувачів столиці, що відбилося в спробах повторити її план і об'єми. Серед численних місцевих повторів — церква Сен-Фрон в Перігйо на півдні Франції та Собор Святого Марка в Венеції. Венеційців настільки полонив красою храм Святих апостолів, що будувати головний храм Венеції в XI столітті запросили візантійських архітекторів.
В другій половині IX століття візантійський престол у кривавих сутичках здобув Василій І (867—886), засновник Македонської династії. Його прихід на трон був результатом убивства імператора Михайла ІІІ. Василій І Македонянин ініціював значне палацове та храмове будівництво. Серед низки започаткованих ним споруд сучасникам запам'яталась так звана Нова церква, прикрашена коштовними мозаїками та кольоровим мармуром. Її схвальний образ зафіксував патріарх Фотій. План церкви нагадував храм Святих апостолів, мав п'ять бань. Споруда була центричною, рамена його хреста були однакові за довжиною. Церква була вщент поруйнована в роки Латинської імперії.
Значно менше пощастило світським спорудам столиці. Найзначішими серед них були імператорські палаци, розташовані між морським узбережжям, іподромом та храмом Святої Софії. Колись вони обіймали площу в 600 000 кв.м. Тут були як житлові приміщення для імператора та його родини і дітей, так і приміщення для варти і казарми, численні зали для візитерів та аудієнцій, кухні, надвірні церкви і каплиці, внутрішні дворики і сади. Споруд було декілька і їх розмежовували навіть окремі вулиці. В комплексі споруд виділяли склади і майстерні, особливо для імператорських ткачів і ремісників. Бурхливі політичні події, запекла боротьба за владу і психопати-володарі сприяли постійним перебудовам комплексу. Розкопки на території колишніх палаців проведені лише в 1930-х рр., де знайшли лише архітектурні уламки та мозаїки підлог, особливо мозаїки так званого Хризотриклініума. Про декор деяких приміщень і колишні мозаїки (на Халкських воротах, парадному порталу імператорського палацу) відомо лише зі стародавніх описів.

## Головний храм імперії

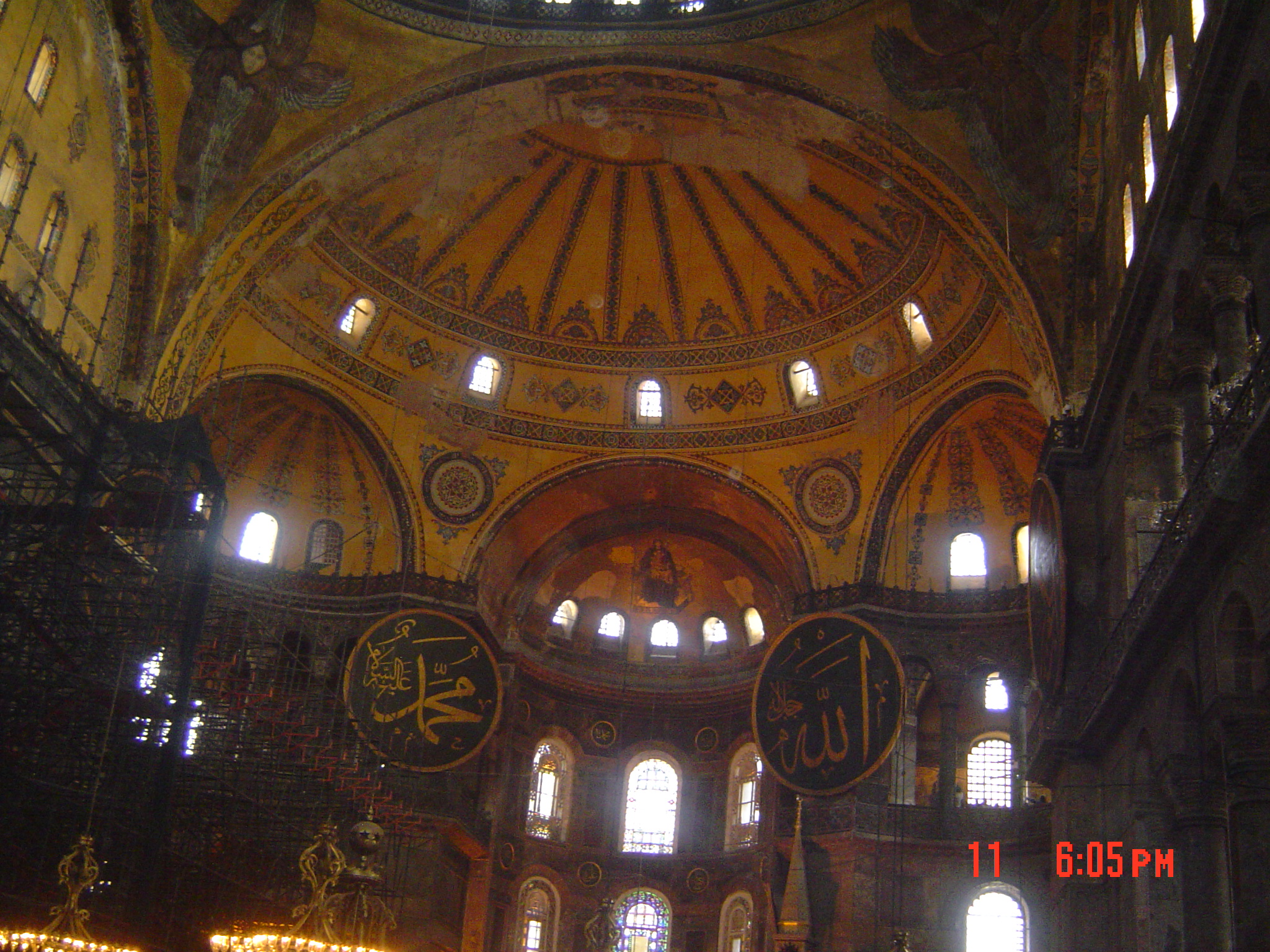
Вівтарна частина колишнього Софійського собору, Стамбул.

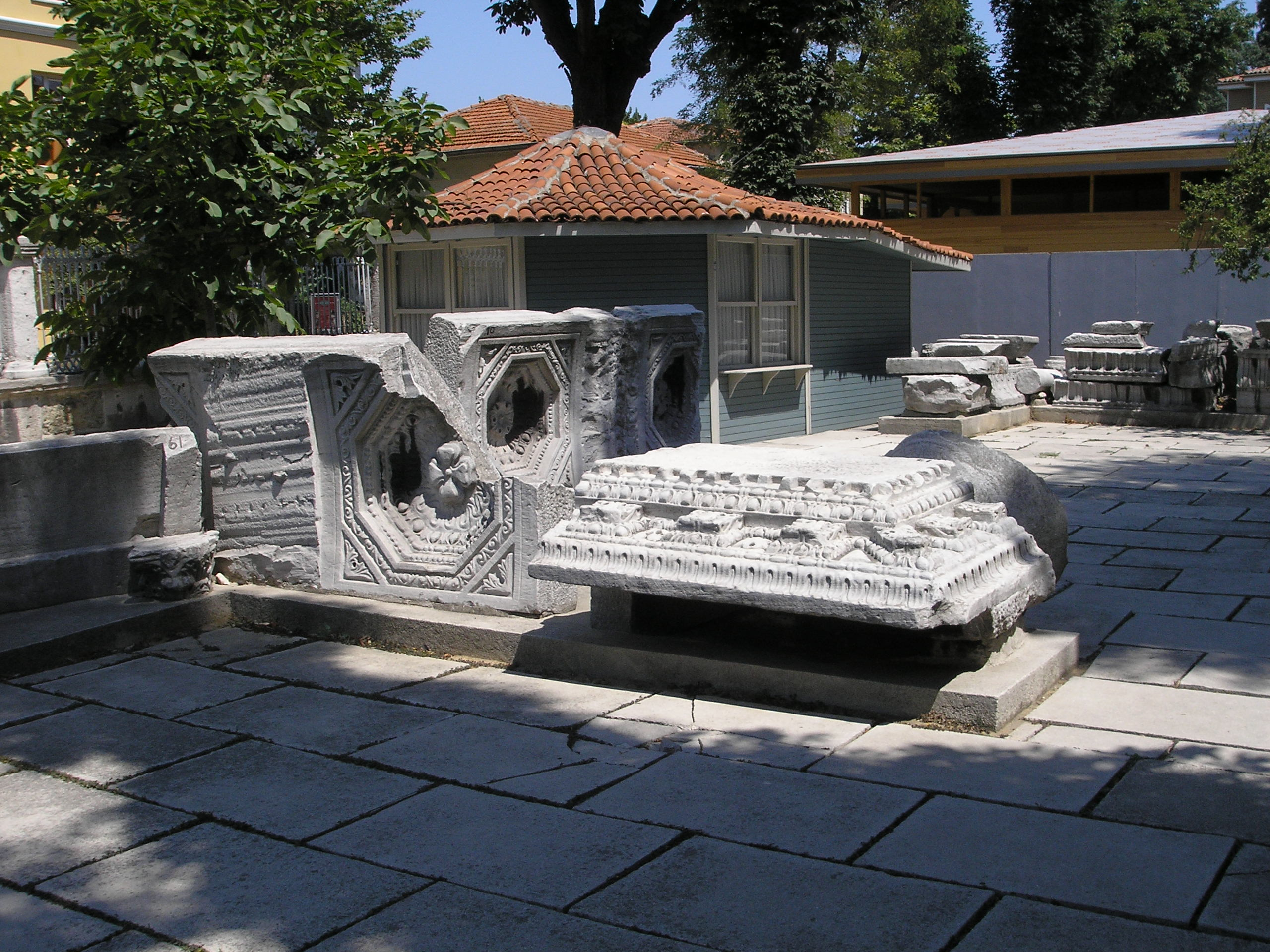
Архітектурні уламки базиліки імператора Феодосія ІІ. Сучасна музеєфікація.

Перший храм, що відігравав роль головного в столиці, вибудували за імператора Констянтина І на площі Августейон. В історичних джерелах з цього приводу є розбіжності. Сократ Схоластик відносив перший храм до правління імператора Костянтина II. В період з 360 до 380 рр. храм належав аріанам. Імператор Феодосій ІІ передав його Григорію Богослову, котрого невдовзі зробили константинопольським архієпископом. Цей храм постраждав від пожежі 404 року під час народного повстання. Храм відновили, але він знову горів 415 року. Імператор Феодосій ІІ повелів відновити базиліку, котру прикрасили мармуровим декором. Базиліка Феодосія ІІ постраждає від пожежі 532 року під час повстання «Ніка». Величні залишки мармурового декору базиліки Феодосія ІІ знайдуть під час розкопок лише 1936 року і виставлять на подвір'ї. Відомості щодо базиліки Феодосія ІІ надто малі, але вона вже мала посвяту св. Софії, премудрості божої. За припущеннями, вона мала великі розміри та двоярусні бічні галереї на кшталт церкви святої Ірини, котру вибудували в той же період.
По придушенню повстання «Ніка» імператор Юстиніан І (котрий ледь не втратив трон) дав наказ відновити храм, але з завданням зробити його найбільшим в імперії. Константинополь і до цього відігравав роль художнього центру, куди прибували талановиті майстри з усіх усюд. Імператор викупив земельні ділянки навколо руїн, споруди поруйнували і вивільнили ділянку для небаченого храму. Головний храм доручили проектувати і будувати двом архітекторам, імена яких дивом збережені з доби середньовіччя. Ними були Анфемій із Трал та Ісидор із міста Мілет, котрі вже відзначилися побудовою храму св. Сергія та Вакха. Освічені і обдаровані архітектори були відомі також як автори математичних трактатів.
На будівництві працювало до 10 000 осіб щоденно. Використали найкращі будівельні матеріали (мармур, готові колони з Риму та Ефесу, золото, срібло, коштовне каміння тощо). Будівництво тривало три роки і коштувало державі три річні бюджети. Храм вибудували неподалік від імператорських палаців на найвищому зі столичних схилів, аби його було видно з усіх кінців тодішньої столиці.
Висота Софійського собору — 55 метрів, діаметр бані — 31 метр, довжина храму досягала 77 метрів. Декілька століть цей храм був найбільшим в християнському світі. (Собор Святого Марка в Венеції мав довжину 76,5 метра разом із вівтарною частиною. Довжину Софійського собору перебільшать готичні собори Франції).

## Візантійська архітектура доби іконоборства
Розвиток архітектури не припинився і в тривожну добу іконоборства. Він йшов шляхом пошуків нових різновидів хрестово-купольних споруд. Частина цих храмів або перебудована пізніше, або зруйнована.
Серед них — церква Св. Софії в місті Салоніки, датована 780–797 рр. Її вибудували на місці меншої церкви, збільшивши розміри до 35 на 43 метри. Центральний купол підтримували чотири напівкуполи, що утворювало хрест. Але простір храму вийшов більш статичний і важкуватий.

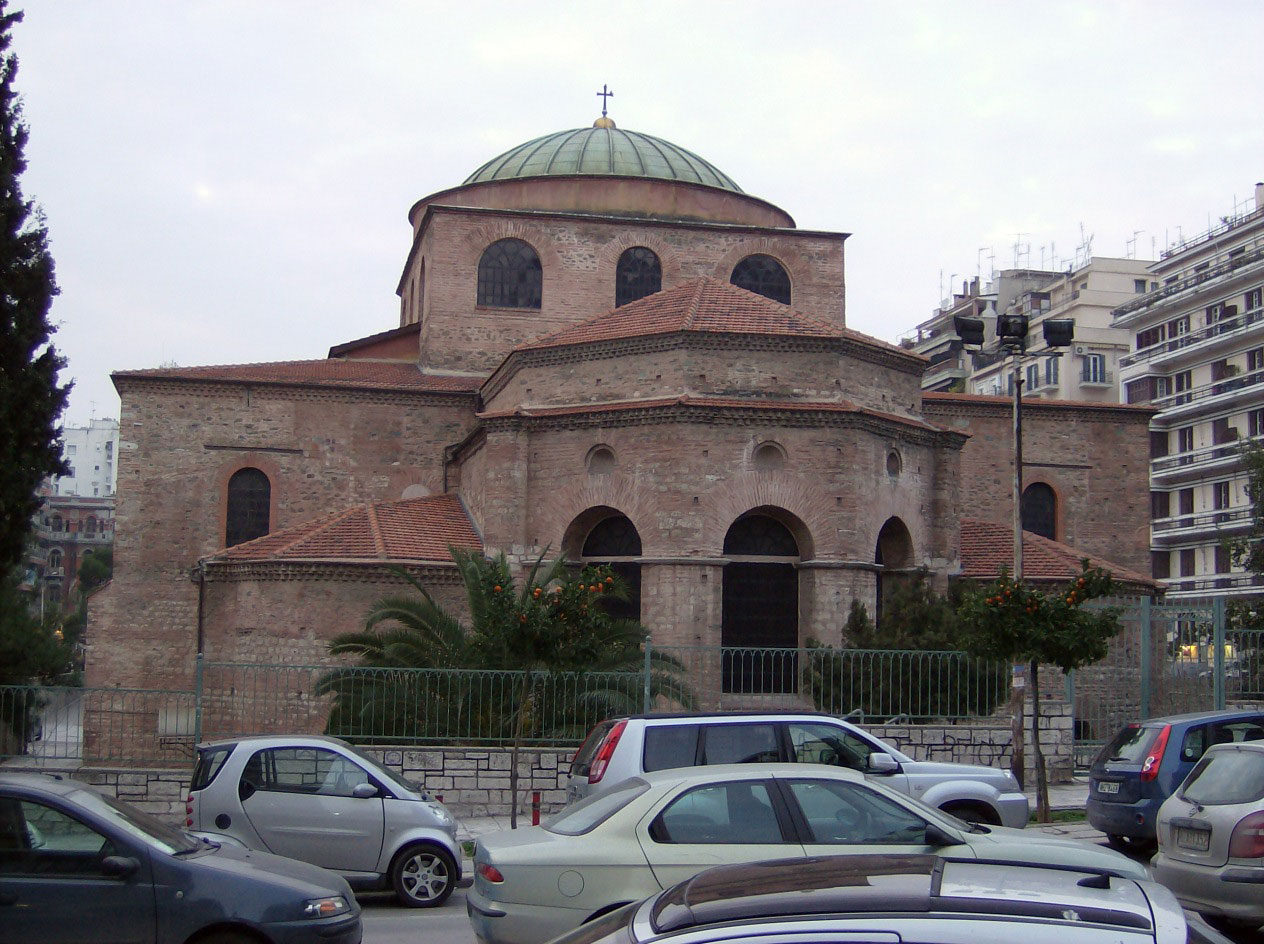
Церква св. Софії, Салоніки, вівтарна частина.
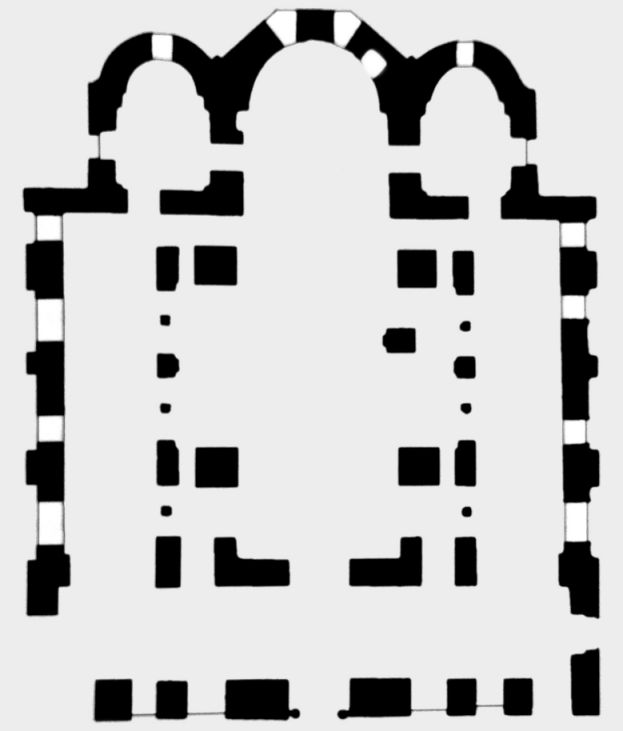
Церква св. Софії, Салоніки, план.
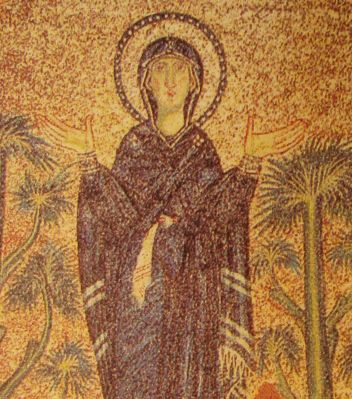
Церква св. Софії, Салоніки, мозаїка в куполі
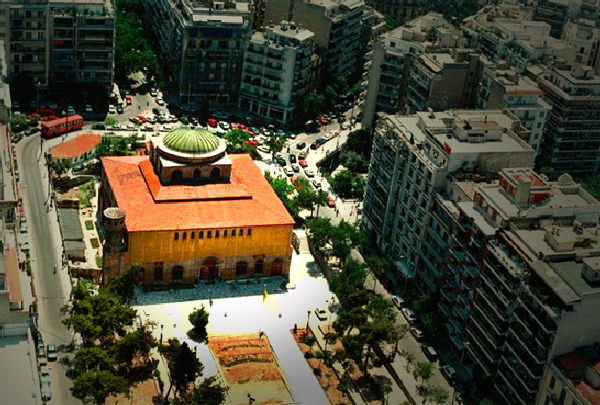
Церква св. Софії, Салоніки, сучасне оточення в місті.

Храмове будівництво стримували як землетруси, так і війни з арабами та слов'янами. Тому будівельні матеріали використовували для збільшення та зміцнення фортечних мурів навколо Константинополя та для ремонтів постраждалих від землетрусів церков св. Ірини та храму св. Софії.

## Церква в Дере-Агзи і Чернігів

Церква в Дере-Агзи, IX століття, поземий план поруйнованої споруди..

До візантійських церков, що випадково знайдені, але давно втратили власне історичне ім'я, належить церква в Дере-Агзи на півдні Малої Азії. Храм давно втратив не тільки ім'я, але і декор та всі дахи. Збереженість стін дозволила виміряти розміри та відтворити поземний план споруди. Церква була 21 метр завширшки та 39 метрів довжиною. В центрі — хрещата центрична структура, перекрита поруйнованим зараз єдиним куполом. Діаметр бані становив сім (7) метрів.
Дослідників пам'ятки архітектури здивували довершеність плану, виважене рішення хрестово-купольної композиції, збагачене на сході видовженим тричастинним вівтарем, а на заході — нартексом та екзонартексом. Три нави церкви закінчувались трьома абсидами. Храм мав дві бічні прибудови-вежі, де розмістили сходи на галереї-хори. Вежі зі сходинками не затісняли внутрішній простір церкви і збагачували західний фасад споруди.
Незвичною сторінкою споруди в Дере-Агзи були дві гранчасті і центричні прибудови на південному та на північному фасадах. Це вказівка на ранній етап побудови малоазійського храму, коли за церемоніалом для нехрещених неофітів виділяли окреме приміщення — баптистерій. Лише після обряду хрещення їх допускали до постійної громади вірян в храм. (Згодом і обряд хрещення перенесуть в храм, а необхідність в окремих хрещальнях відпаде.)
Початок кам'яного будівництва візантійського зразка в Київській Руси-Україні датують останніми десятиліттями X століття. Спасо-Преображенський собор в місті Чернігів почали будувати за наказом князя Мстислава Володимировича, коли той на недовгий період не поступався впливовістю київському узурпатору, відомому як Ярослав Мудрий. В рік смерті чернігівського князя (1036) храм встигли вибудували лише на 3,5 або чотири метри. Прагнення мати у власному центрі князівства довершений храм спонукало до копіювання тих візантійських храмів, яскравий зразок яких являла церква в далекому Дере-Агзи. Провінційні майстри навряд чи були в Дере-Агзи, але точно перенесли всі споруди малоазійської церкви в Чернігів. Тотожність планів церкви в Дере-Агзи та в Чернігові довели розкопки. Обидва храми, незважаючи на значну географічну відстань, успадкували єдину планувальну схему. Відмінностей небагато. Чернігівський храм був вибудований дещо грубувато, відсутній не потрібний тут екзонартекс, а вежа ліворуч вибудована круглою. Тоді як в церкві Дере-Агзи професійно витримано симетрію, тому обидві вежі квадратні, а фасади відтворені більш професійно і якісно.
Це також доводило, що церковна культура і архітектура Київської Руси-України були складовою частиною візантійської архітектури і суто поєднаною з культурою Європи на рівних.

## Капітелі візантійських споруд

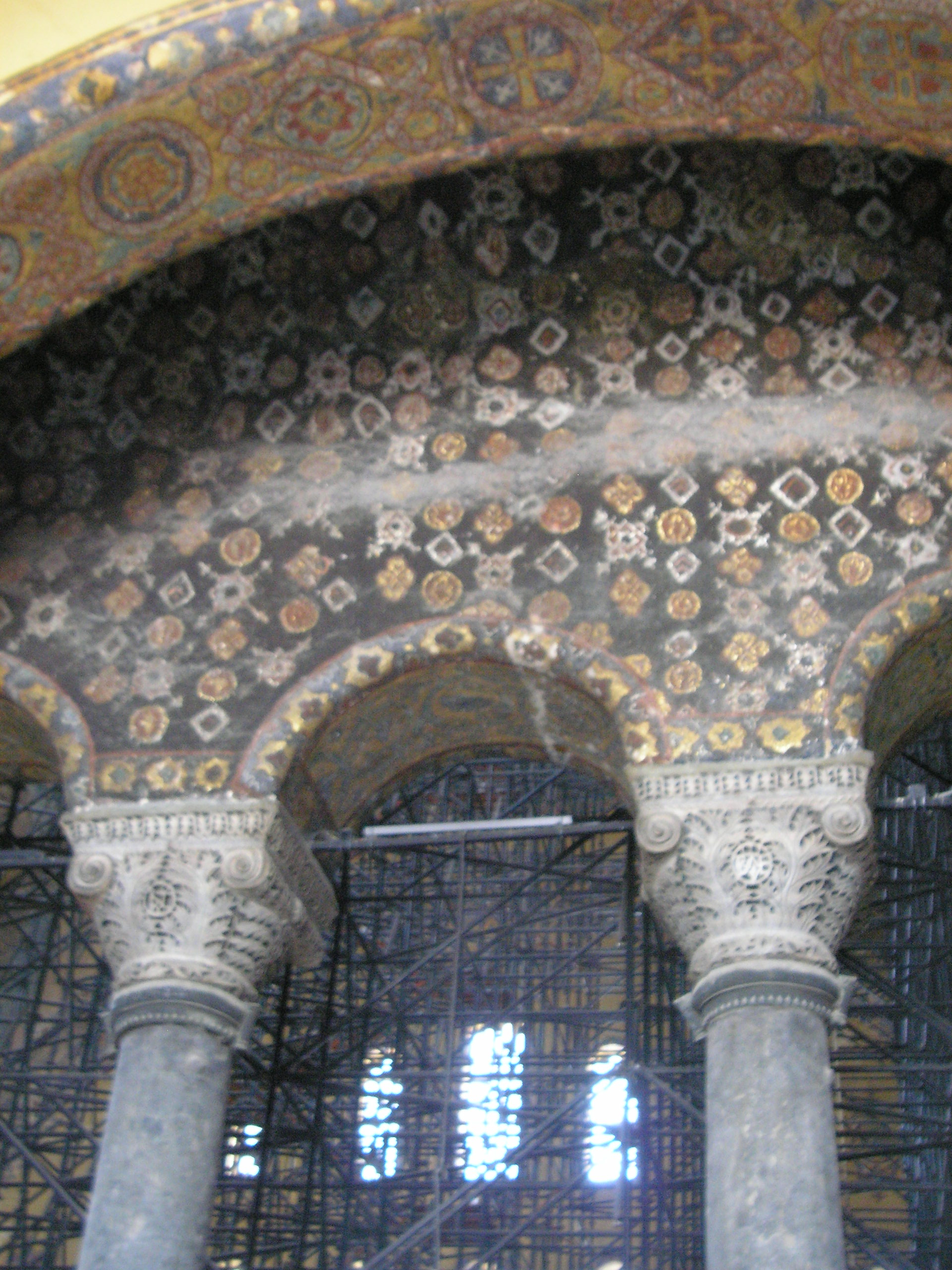
Капітелі на галереї в соборі Св. Софії, Константинополь
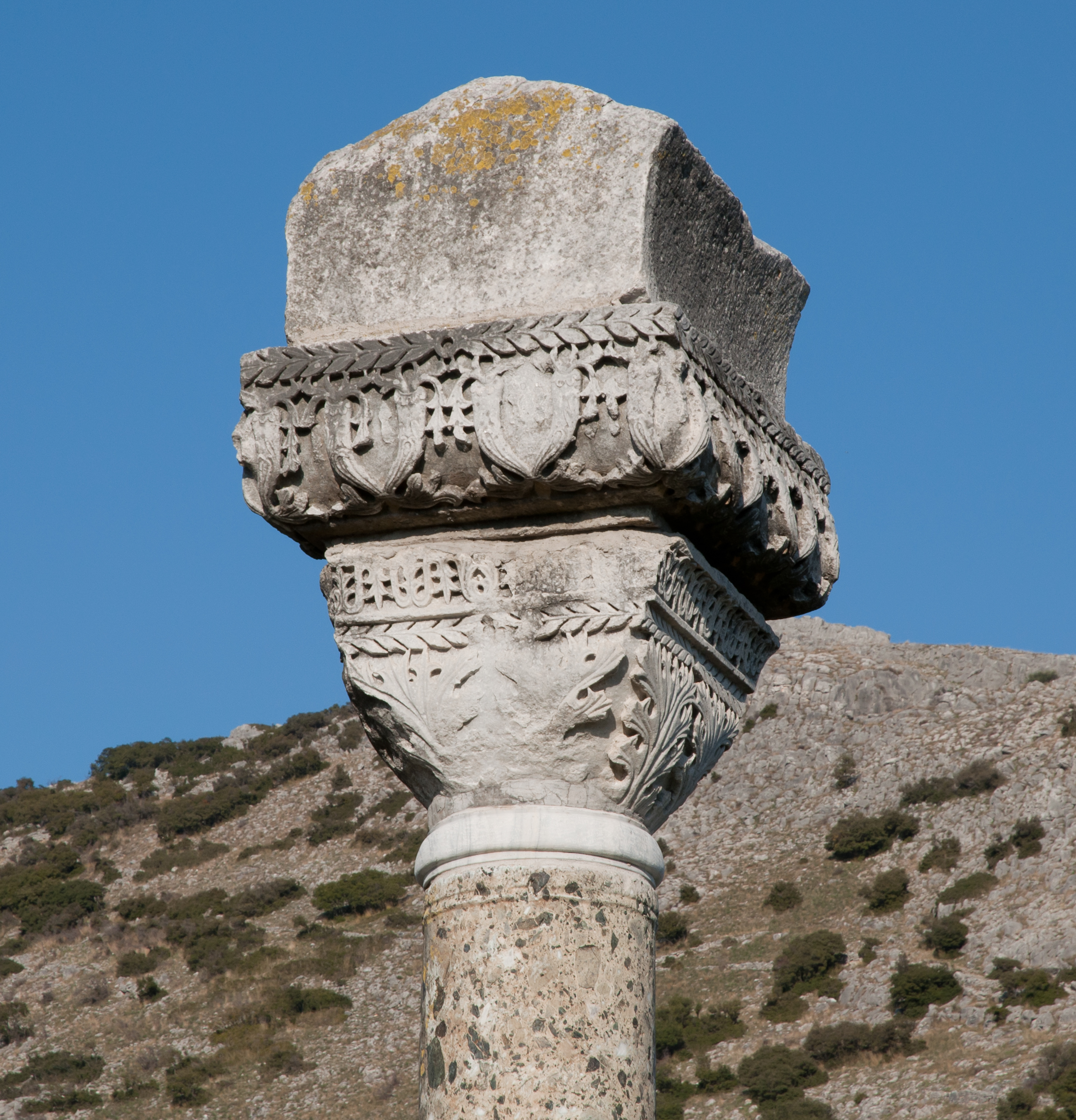
Залишки колони і капітелі в місті Філіппи (базиліка В), Греція
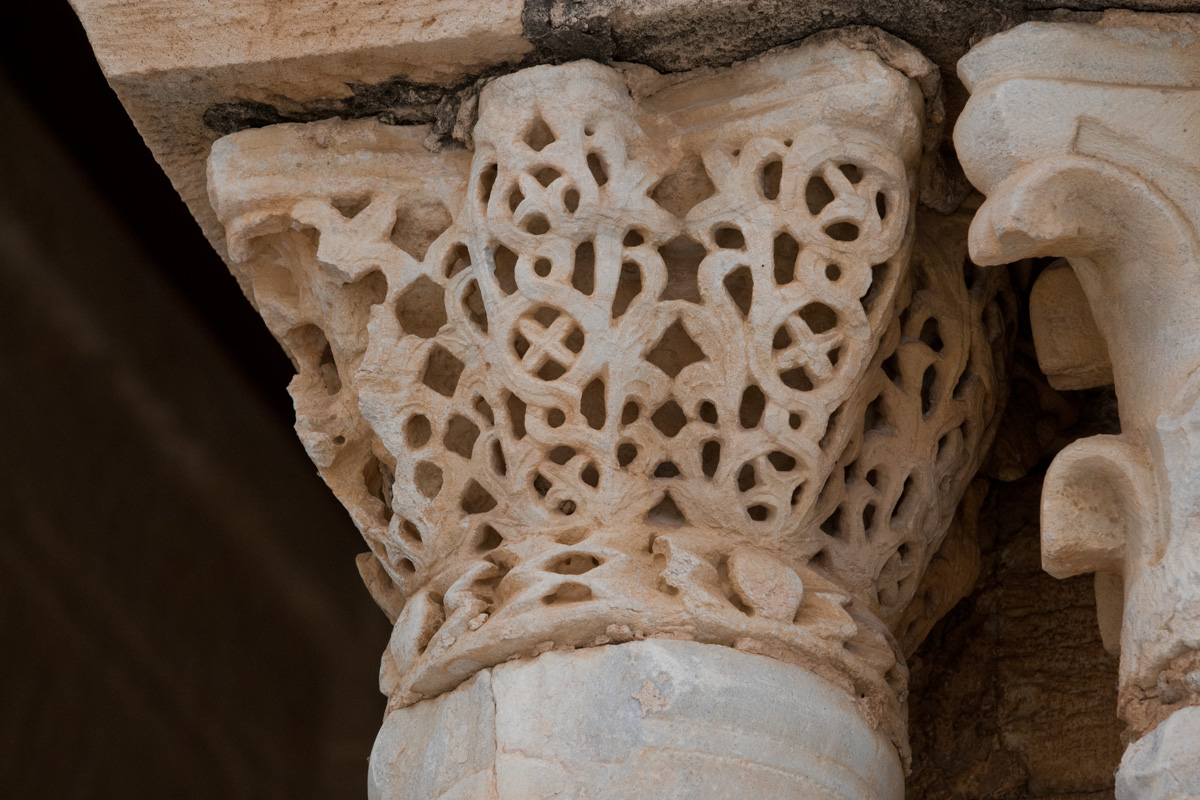
Візантійська капітель, нині Туніс, Кайруан, Велика мечеть.
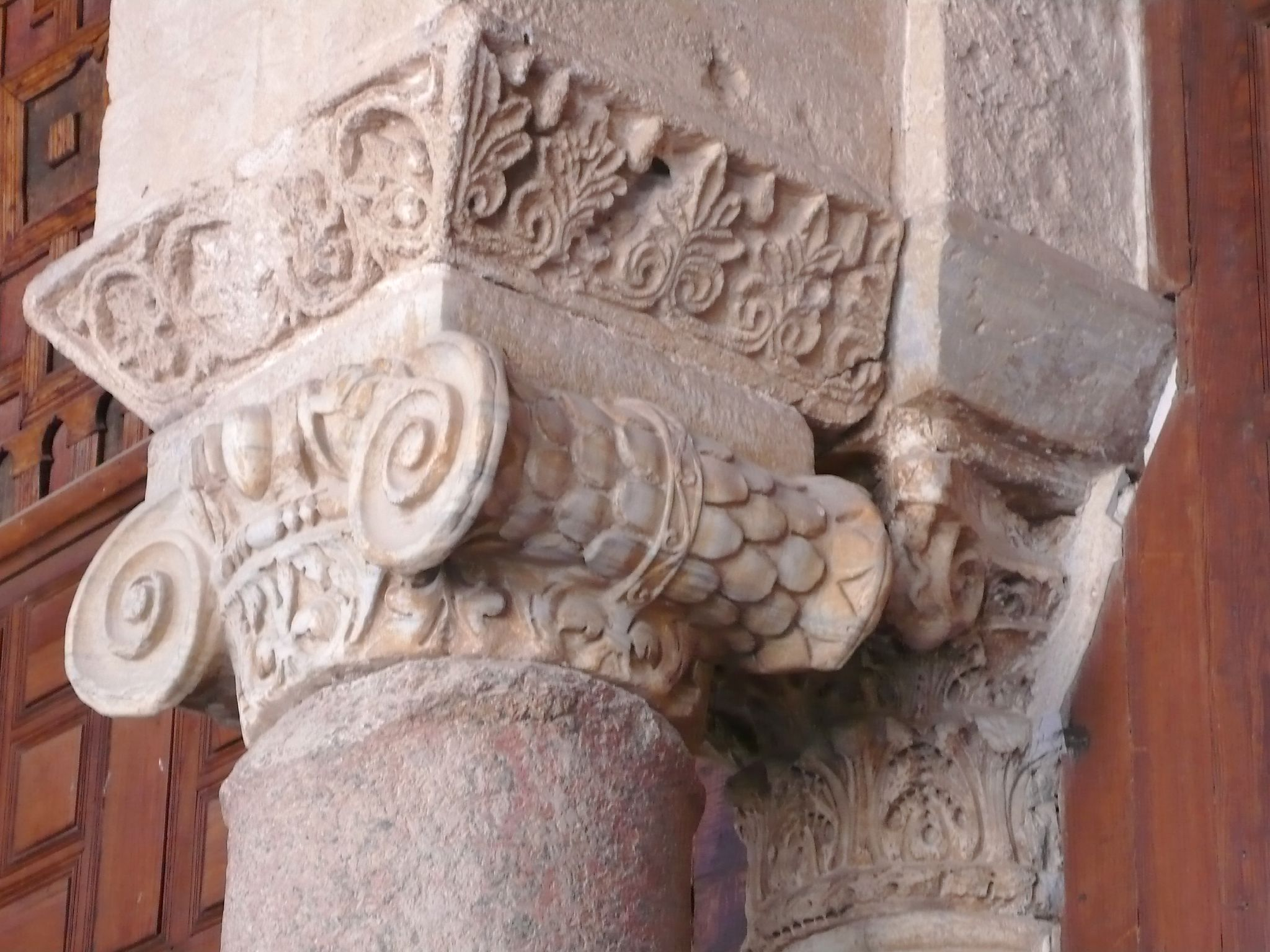
Візантійська іонійська капітель, нині Туніс, Кайруан, Велика мечеть.
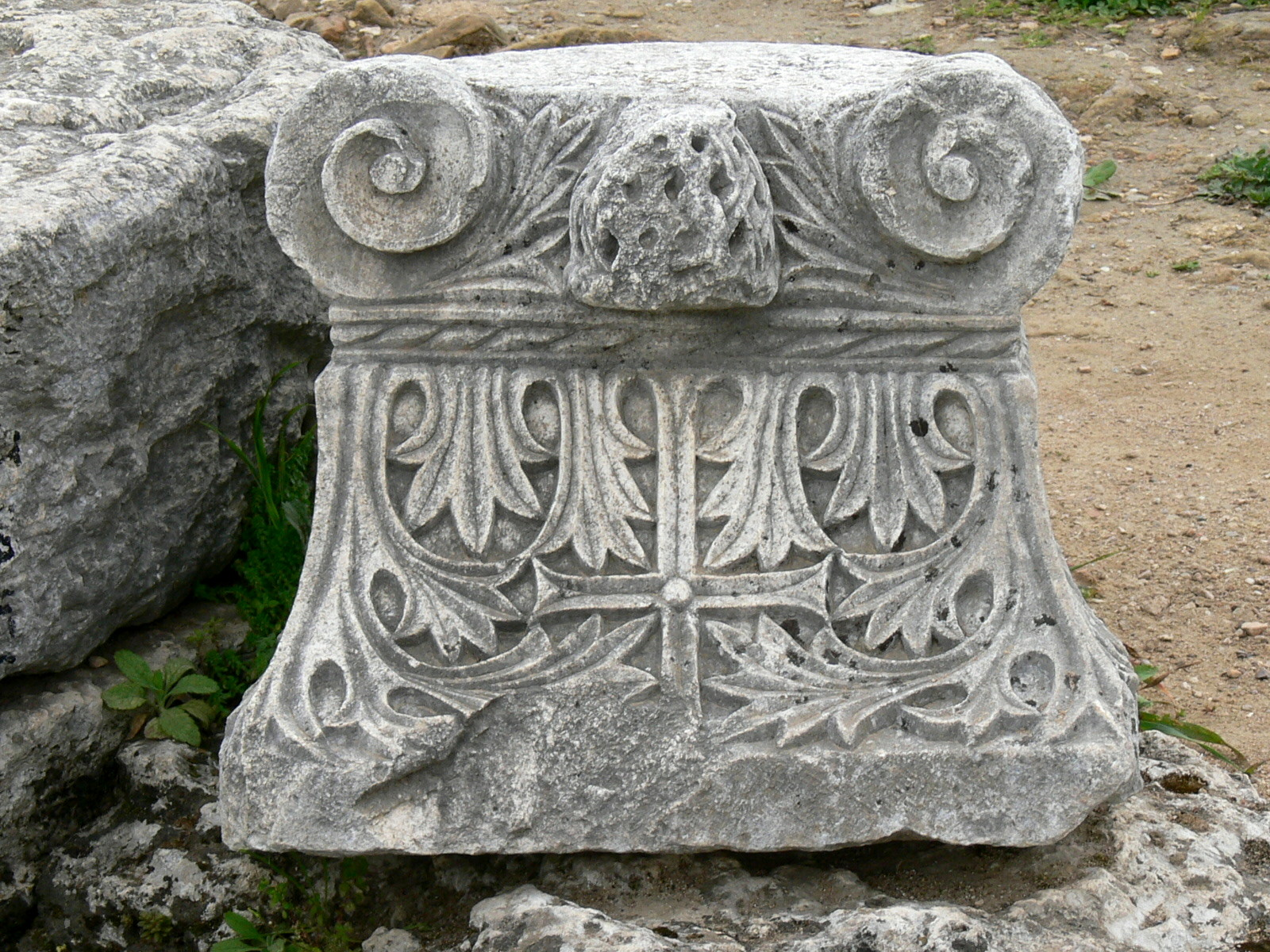
Віантійська капітель, Перге, Анталія, Туреччина
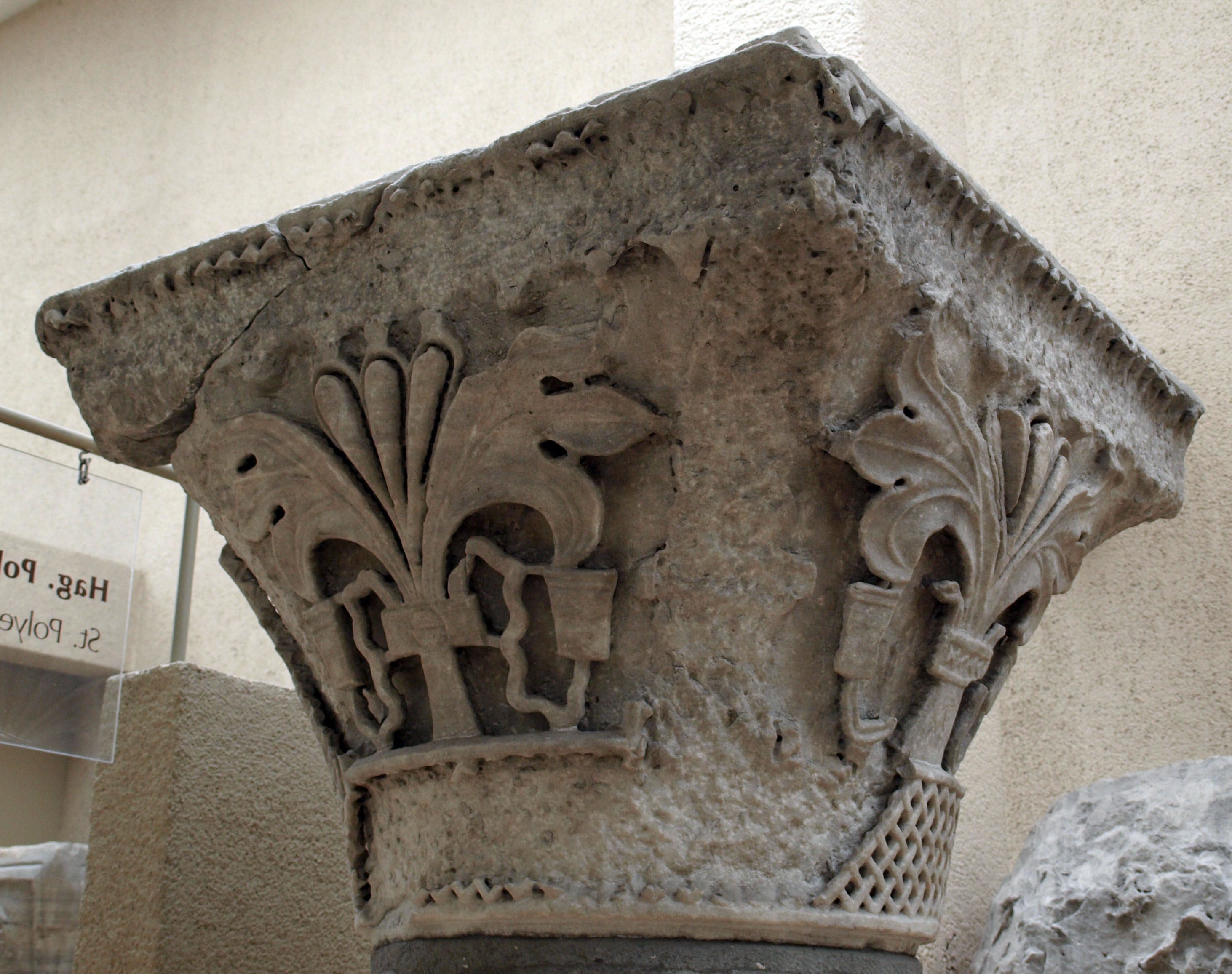
Капітель з символічним зображенням пальм, Археологічний музей Стамбула, Туреччина
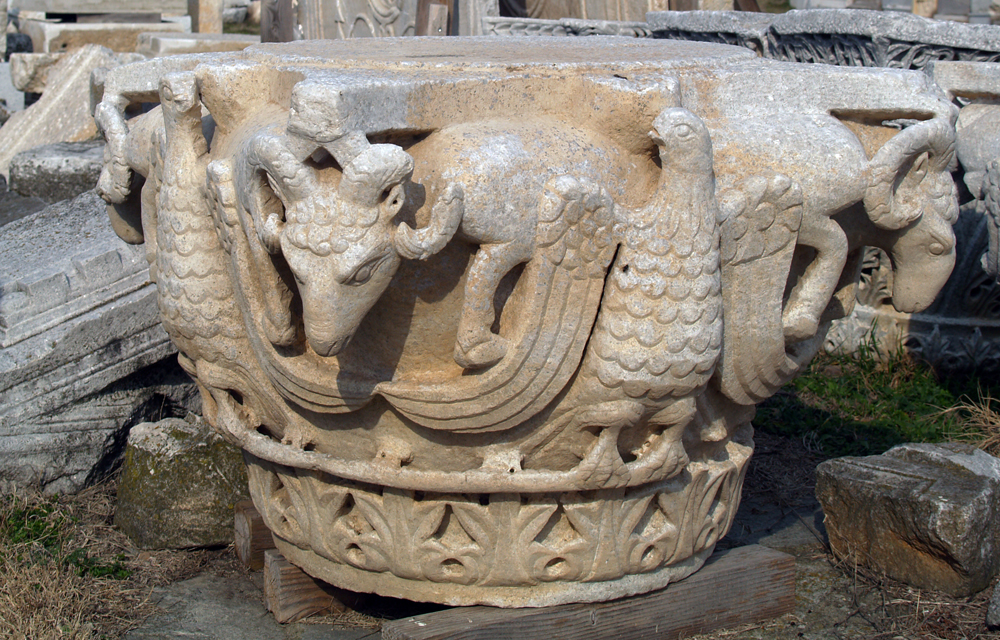
Капітель і архітектурні уламки в музеї міста Філіппи, Греція.
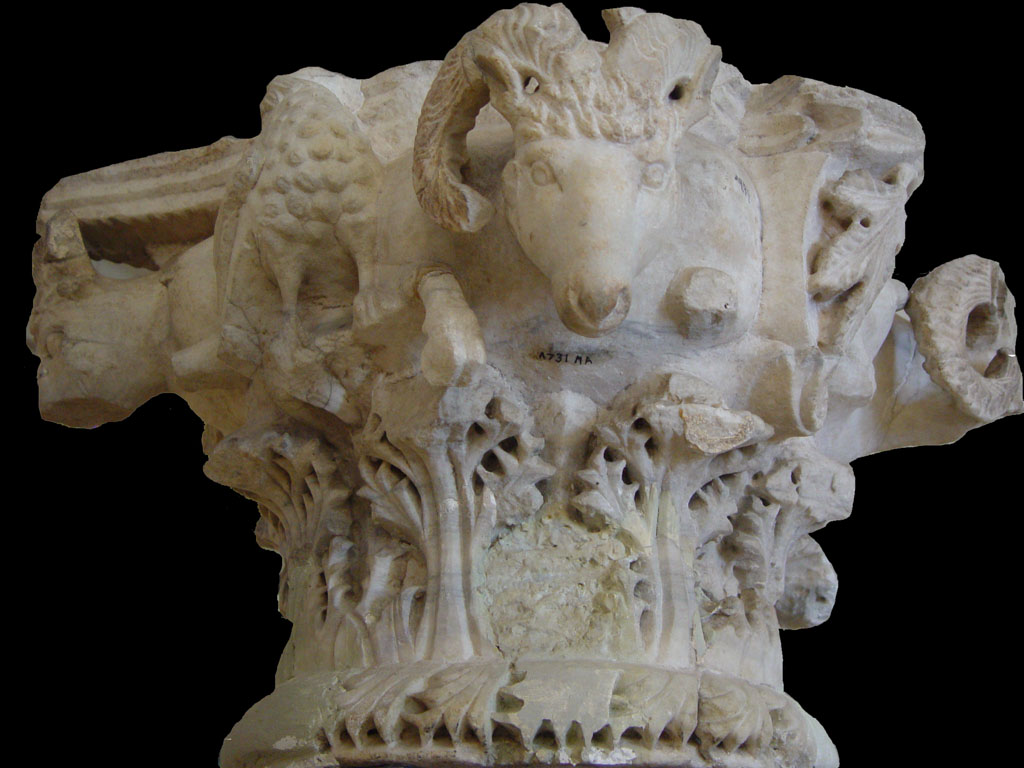
Візантійська капітель з голівками кіз.

## Зразки X—XII ст

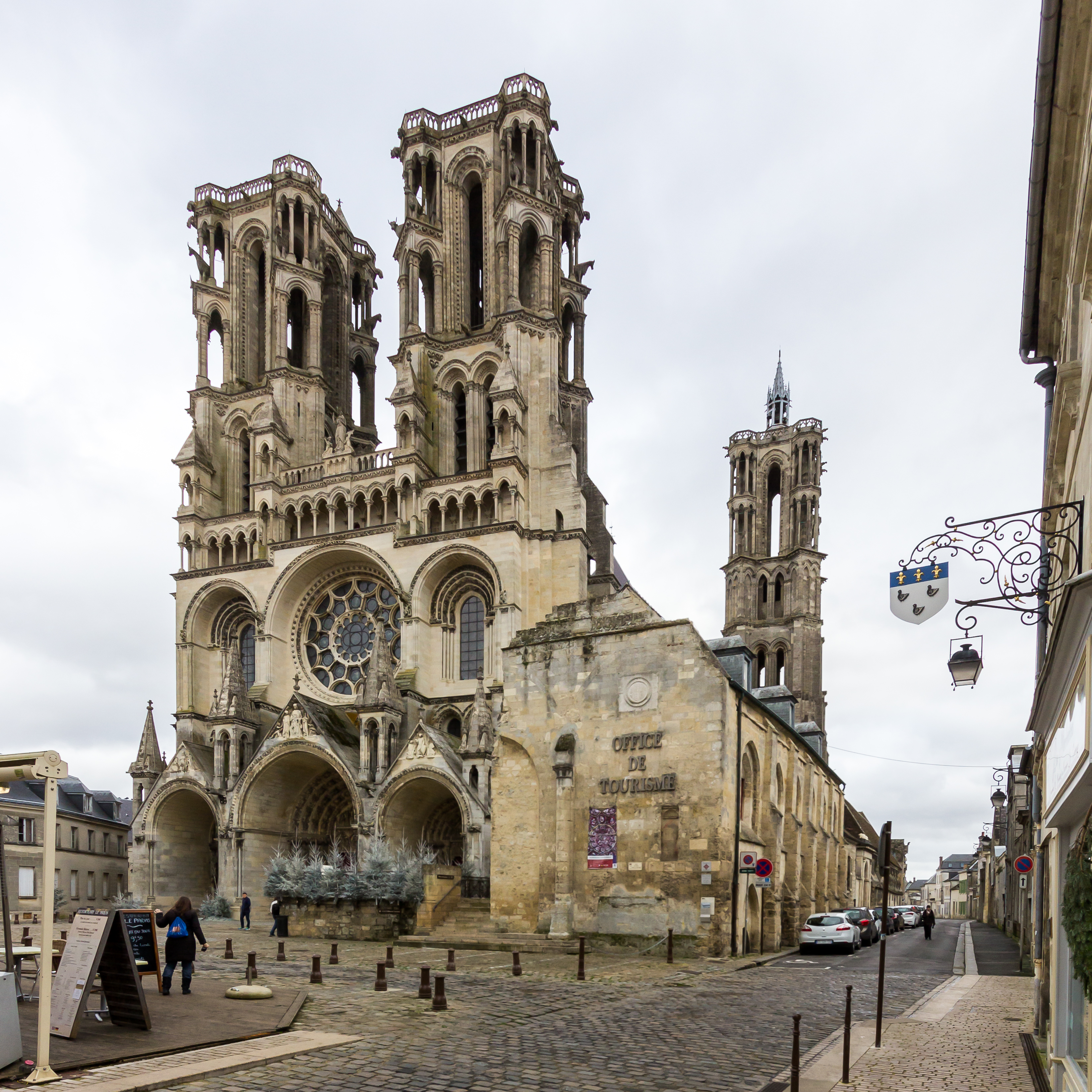
Ланський собор, Франція. Довжина собору 110,5 м

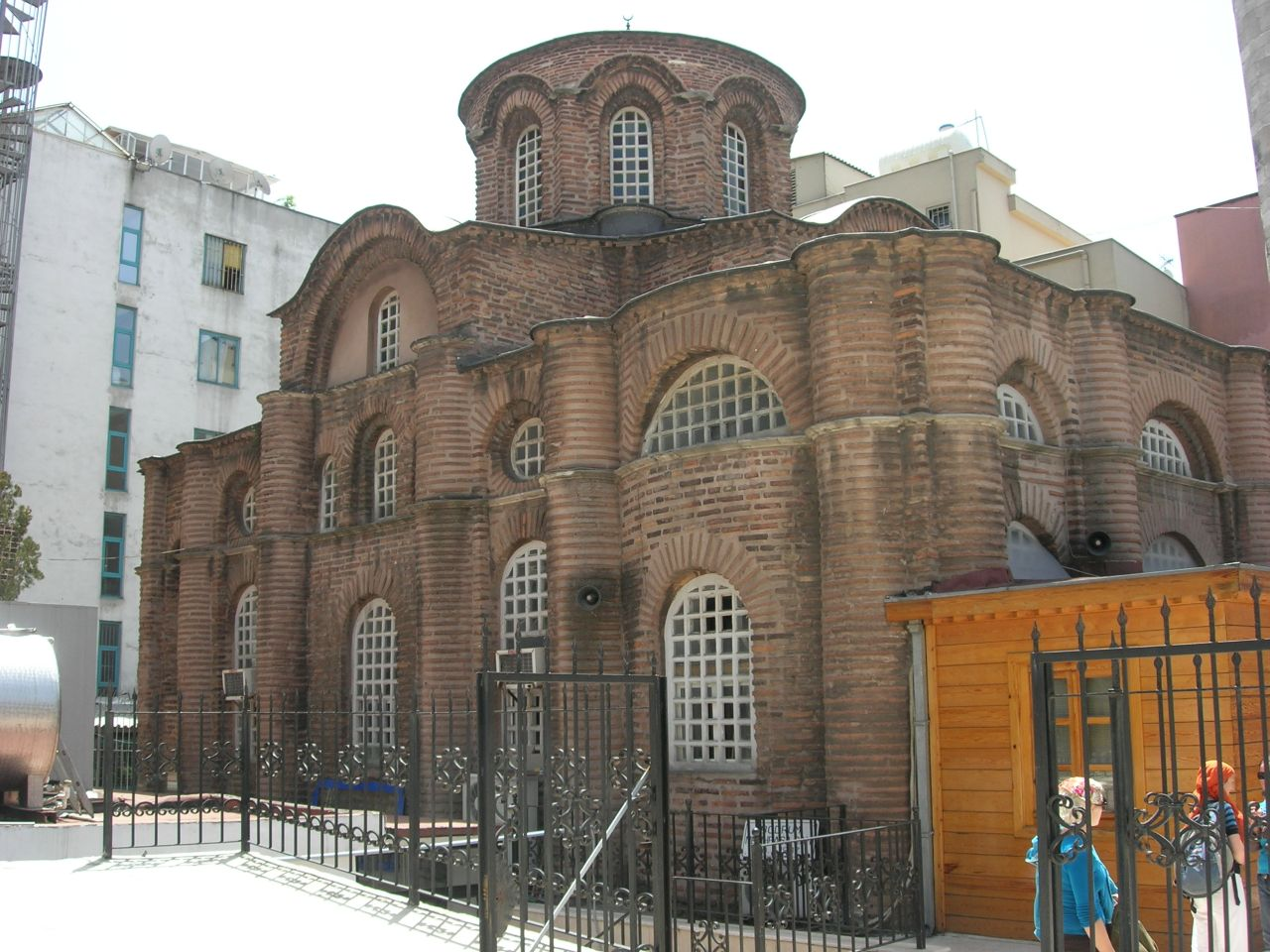
Колишня припалацова церква Мірелейон, Стамбул, фото 2007 року.

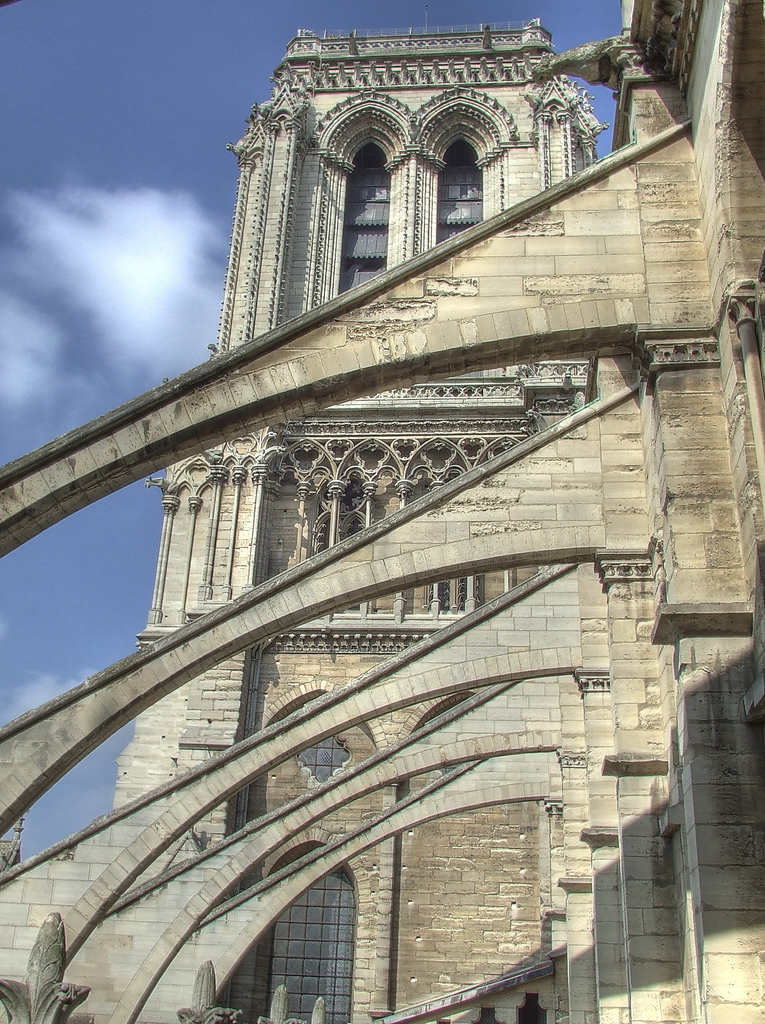
Собор Паризької Богоматері,

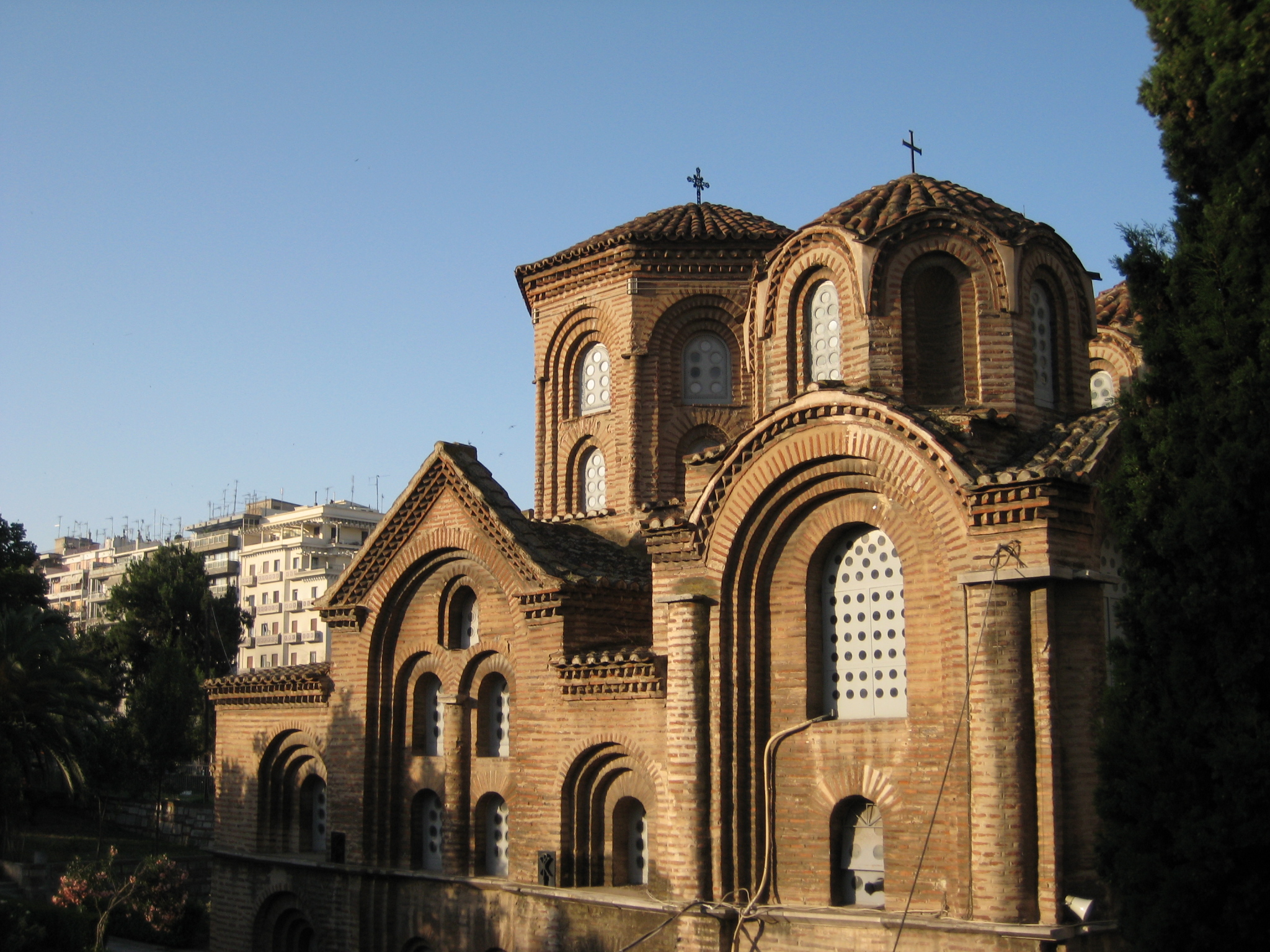
Церква Панагія Халкеон, Салоніки.

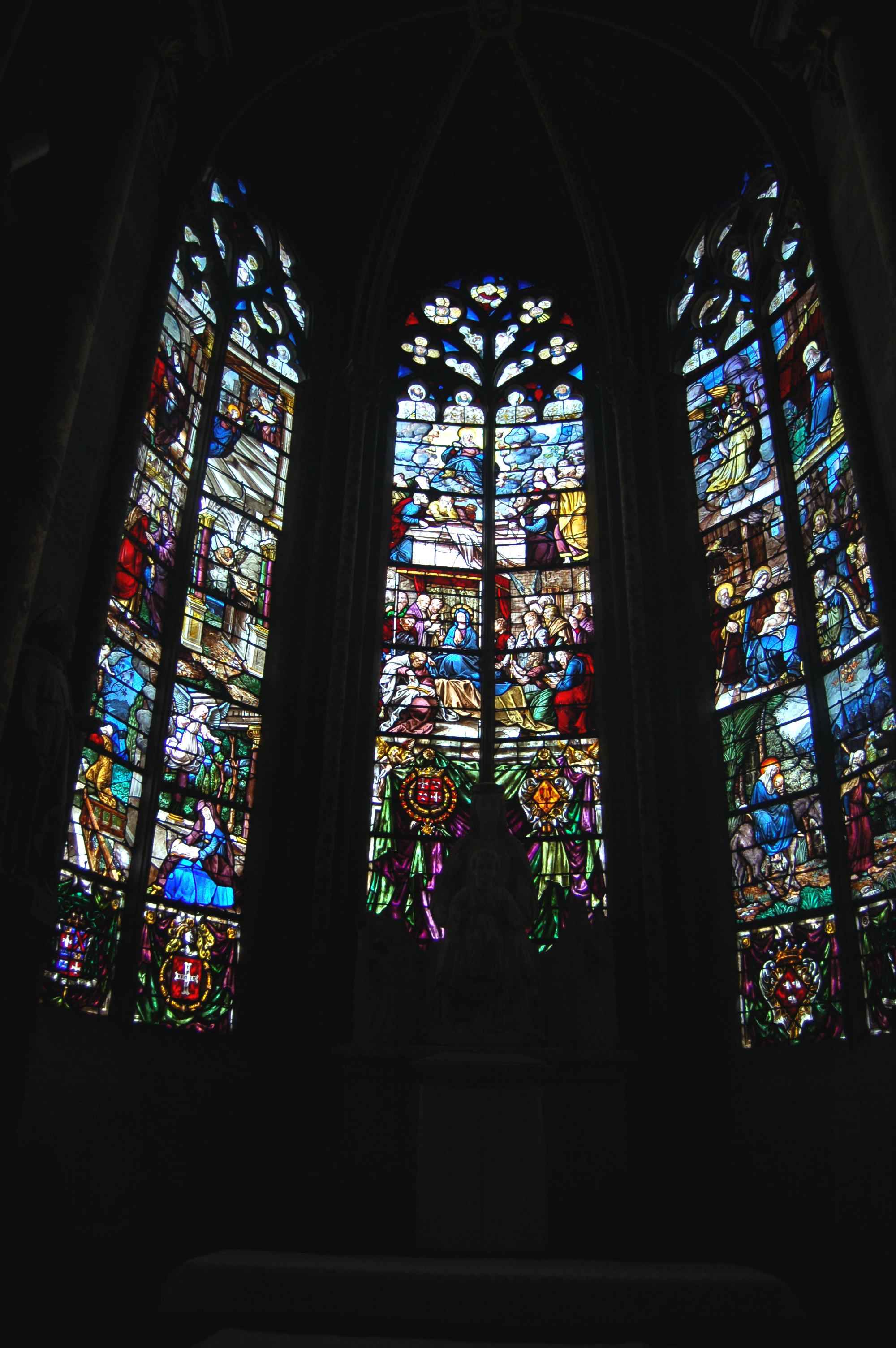
Собор в місті Бурж, вітражі.

Тривалий розвиток хрестово-купольної архітектури у VII—VIII століттях н. е. став головувати, а згодом витіснив із візантійської архітектури базиліку як тип. Хрестово-купольна архітектура стала єдино сприйнятою, практично обов'язковою. В цьому теж був відбиток давнього відходу візантійського мистецтва від античних прототипів, подолання античного спадку, як то було в живопису і, досить послідовно, в візантійській скульптурі.
На ранніх етапах розвитку візантійської архітектури будівничі і замовники мало звертали уваги на фасади споруд, переносячи всю силу вражень на інтер'єри храмів, прикрашених кольоровими мармурами, коштовними металами, мозаїками, тканинами тощо. Візантійська архітектура X—XII ст. практично відмовилась від величних споруд, а типові храми не перебільшують в довжину 30–39 метрів. Так, візантійський історик Михайло Псьол вважав церкву св. Георгія в Манганах надто великою, тоді як її довжина досягала лише 30 метрів. Зменшення храмових розмірів пояснюють замовами окремих монастирів, окремих феодалів у власних маєтках, релігійними громадами міського кварталу, провінційного міста чи села. Нарешті стали звертати увагу і на зовнішні фасади храмів. Фасади почали відігравати власну роль, вони більш пов'язані з композицією храму, їм притаманна пластичність, ритмична побудова, котра віддзеркалювала внутрішню побудову споруди. В архітектурі виокремлюються місцеві школи — в Греції, в Македонії, в Грузії, в Сербії і слов'янських державних утвореннях. Головує константинопольська архітектурна школа, саме тут ще активно будують (храм Петра і Марка 9-го століття (нині мечеть Аттік-Мустафа-джамі), церкву Христа Акаталепта (нині мечеть Календер-джамі), надгробкову церкву візантійського імператора Романа Лакапіна (920—944) — Мірелейон (мечеть Бодрум-джамі). Остання вибудувана на штучній платформі і мала два поверхи, але її довжина тільки сімнадцять (17) метрів. Зате фасади церкви Мірелейон пластичні, прямокутні лопатки замінені на напівколони, дивує ретельна, високоякісна, цегляна кладка, що стала додатковим засобом декору і виразності всіх її фасадів. Не мав невеликий храм і звичних хор. З 1986 року споруду колишньої церкви Мірелейон ремонтували (відновлені дахи, вікна і дерев'яна галерея на місці колишнього екзонартекса) і передали під місцеву мечеть.
Дослідники помітили, що монументальна храмова архітектура навіть в Константинополі не мала нових принципових рішень в першій половині XII століття. Гордовиті візантійці не помічають значних і позитивних зрушень в романській архітектурі Франції і Іспанії, нічому у них не вчаться. Візантійську архітектуру практично неможливо зарахувати до романської архітектури (настільки вона особиста і орієнтована на власні стародавні зразки), тоді як романика у Франції логічно перейде в величну готику. Колишні західноєвропейські учні Візантії — давно її наздогнали і в освіті, і в творчості, і перебільшили в інженерно-будівельних навичках і відкриттях. Вони творчо переробили колишній римський тип базиліки, виробивши також власні блискучі і самостійні рішення фасадів, дахів, системи опор-стовпів і невізантійського декорування (відмова від мозаїк на склепіннях, поширення вітражного мистецтва, власний розвиток скульптурного декору). Архітектура Франції на цьому етапі практично повністю відмовилась від купольної архітектури візантійського зразка і замінила її нервюрами, здатними перекривати як симетричні, так і несиметричні приміщення, ретельно розробила інженерну складову готичної каркасної конструкції. З'явився відчутний розрив як між планами храмових споруд Візантії і Франції 12 століття, так і між їх інженерними розрахунками, декором фасадів і інтер'єрів, був відчутний розрив між будівельними матеріалами і будівельними технологіями. Висотні стіни французьких храмів створені з тесаного каменю, каркасна система готичних споруд надала можливість надто збільшити вікна, прикрашені вітражами. Візантійці практично відмовились від круглої скульптури, котра нагадувала їм ідоли язичників. Готична скульптура Франції і Німеччини переживе новий злет і розквіт, другий після античності в Європі.
В візантійських провінційних містах практично неможливо знайти собори, де б могло розміститися усе місто. Навпаки, все місто спокійно могло розміститись в головному готичному соборі провінційної Франції, бо гнучка готична система (на відміну від візантійської) дозволяла створити собор будь-якої довжини. (Технологічні обмеження були лише по висоті)

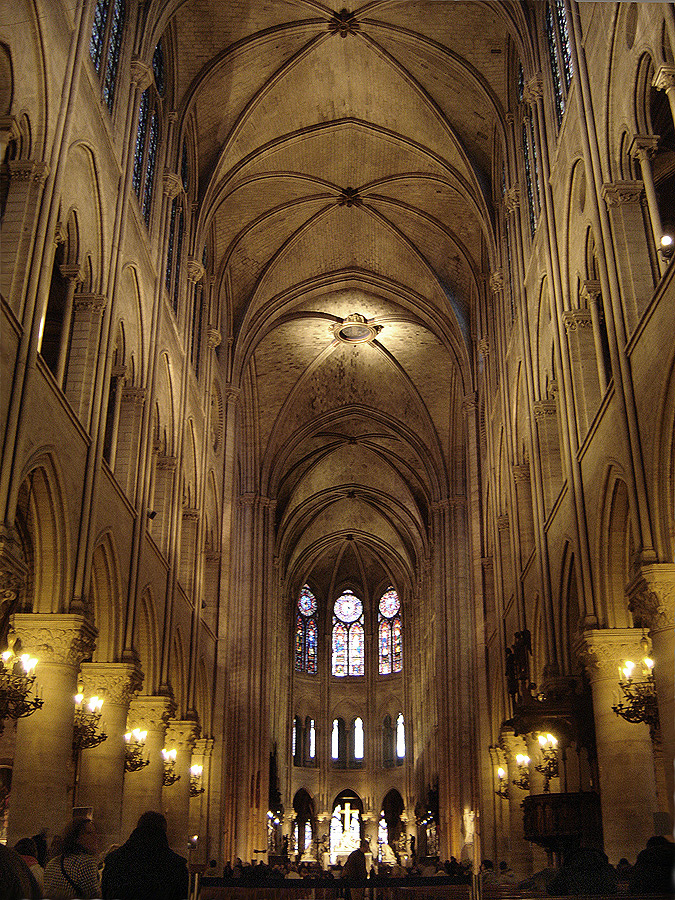
Собор Паризької Богоматері, головна нава висотою 33,7 м.
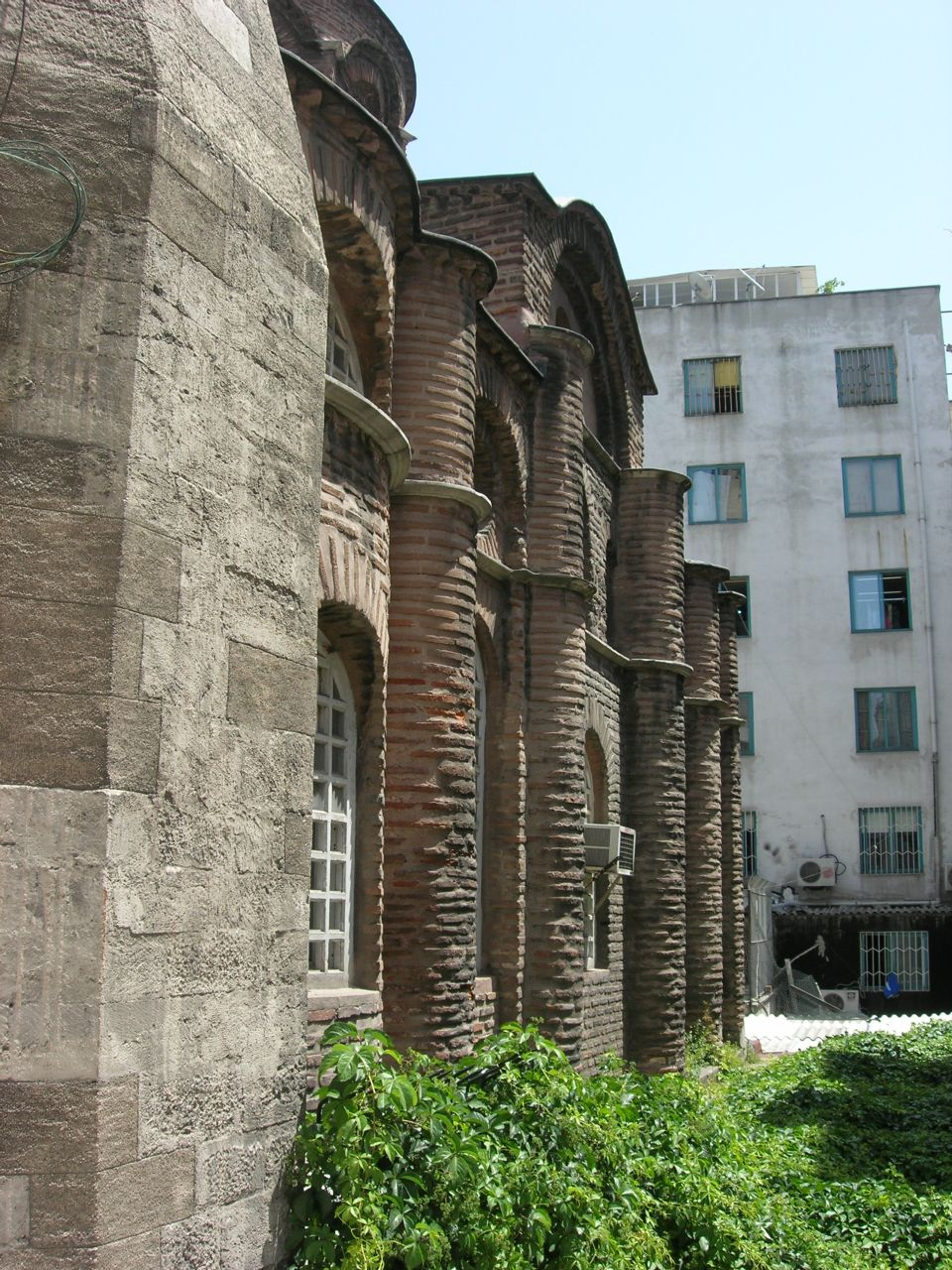
Мірелейон, цегляний фасад.
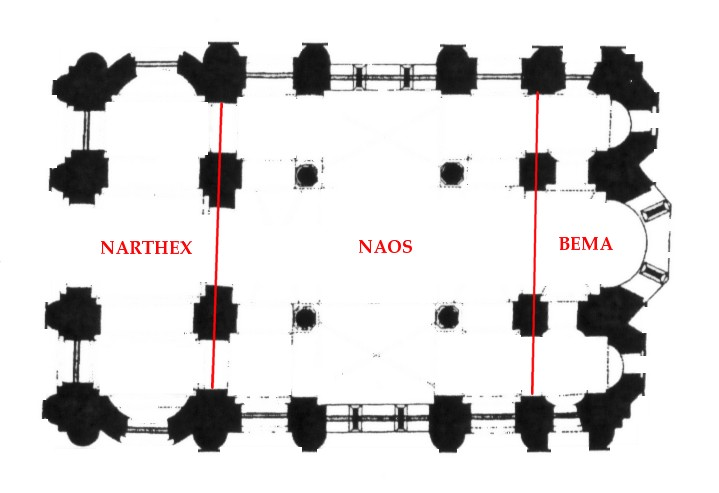
Мірелейон, план збереженої припалацової церкви без зруйнованого екзонартекса.
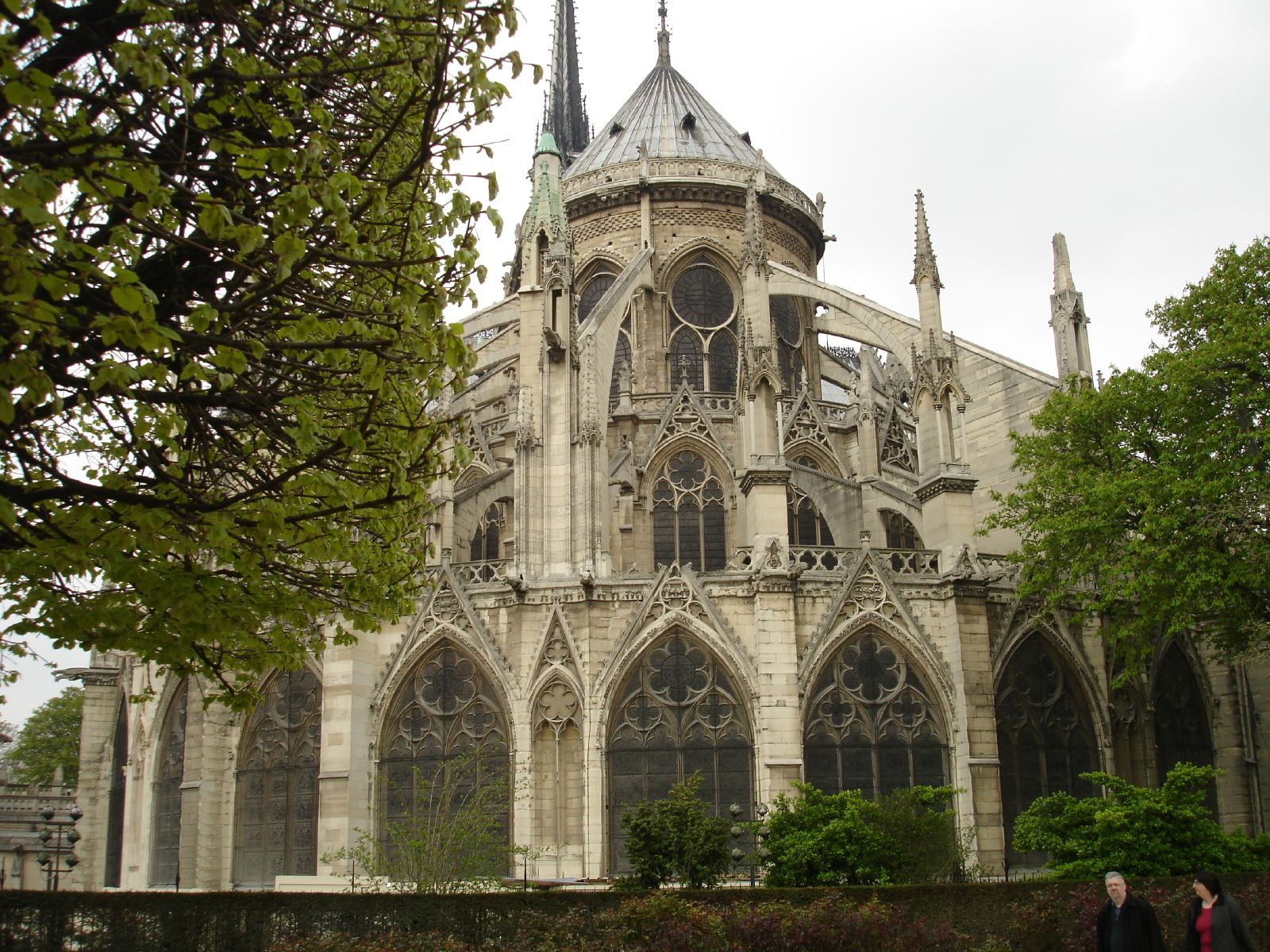
Собор Паризької Богоматері, фасад вівтарної частини.
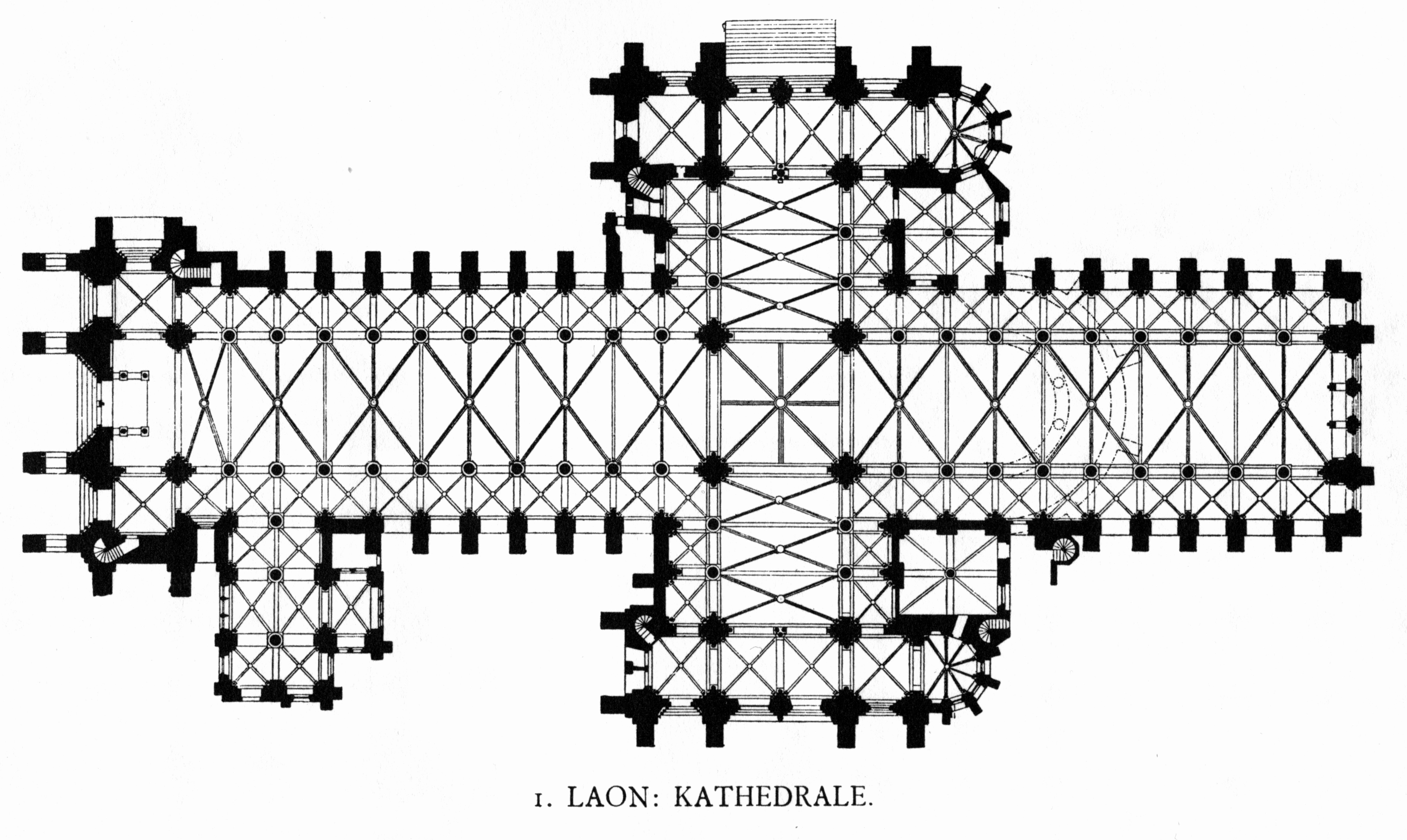
Катедральний собор в місті Лан, план.
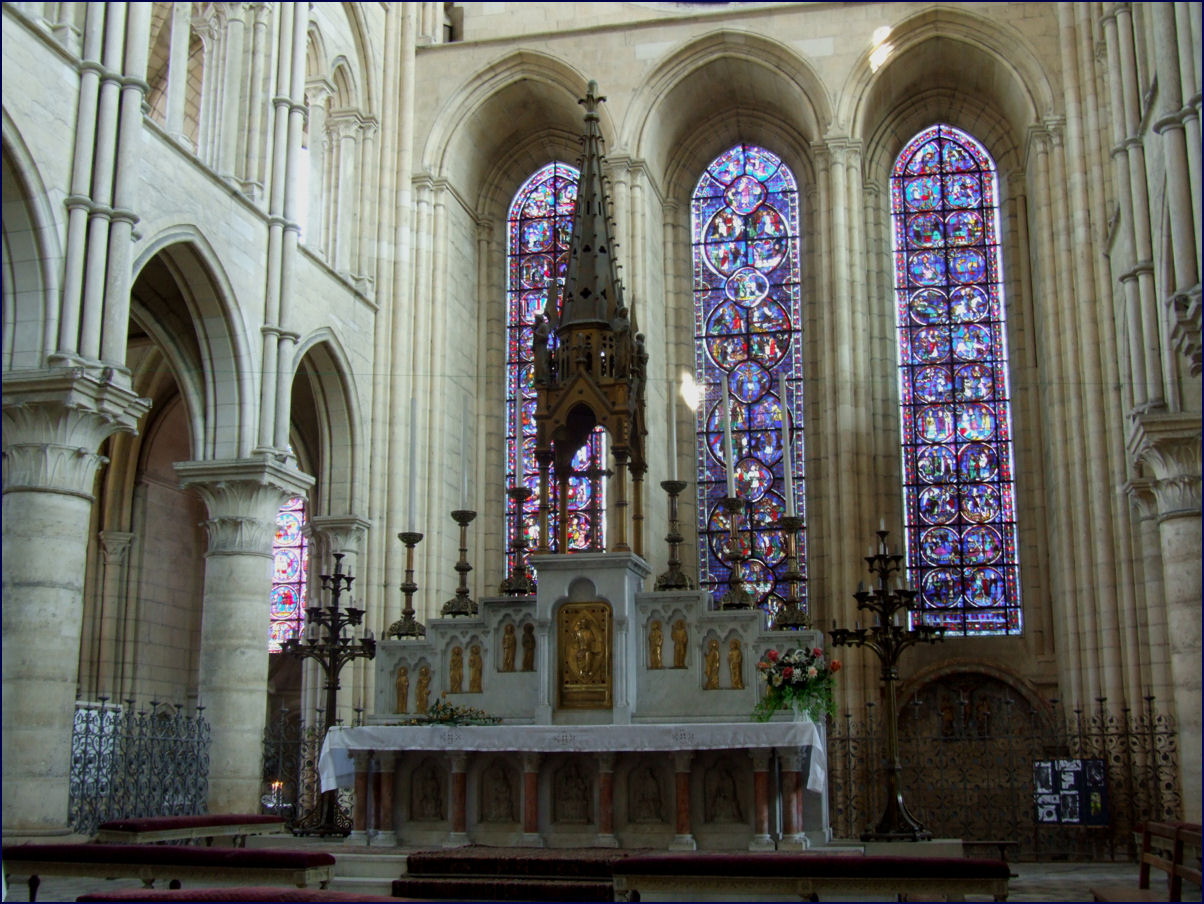
Катедральний собор в місті Лан, вівтар
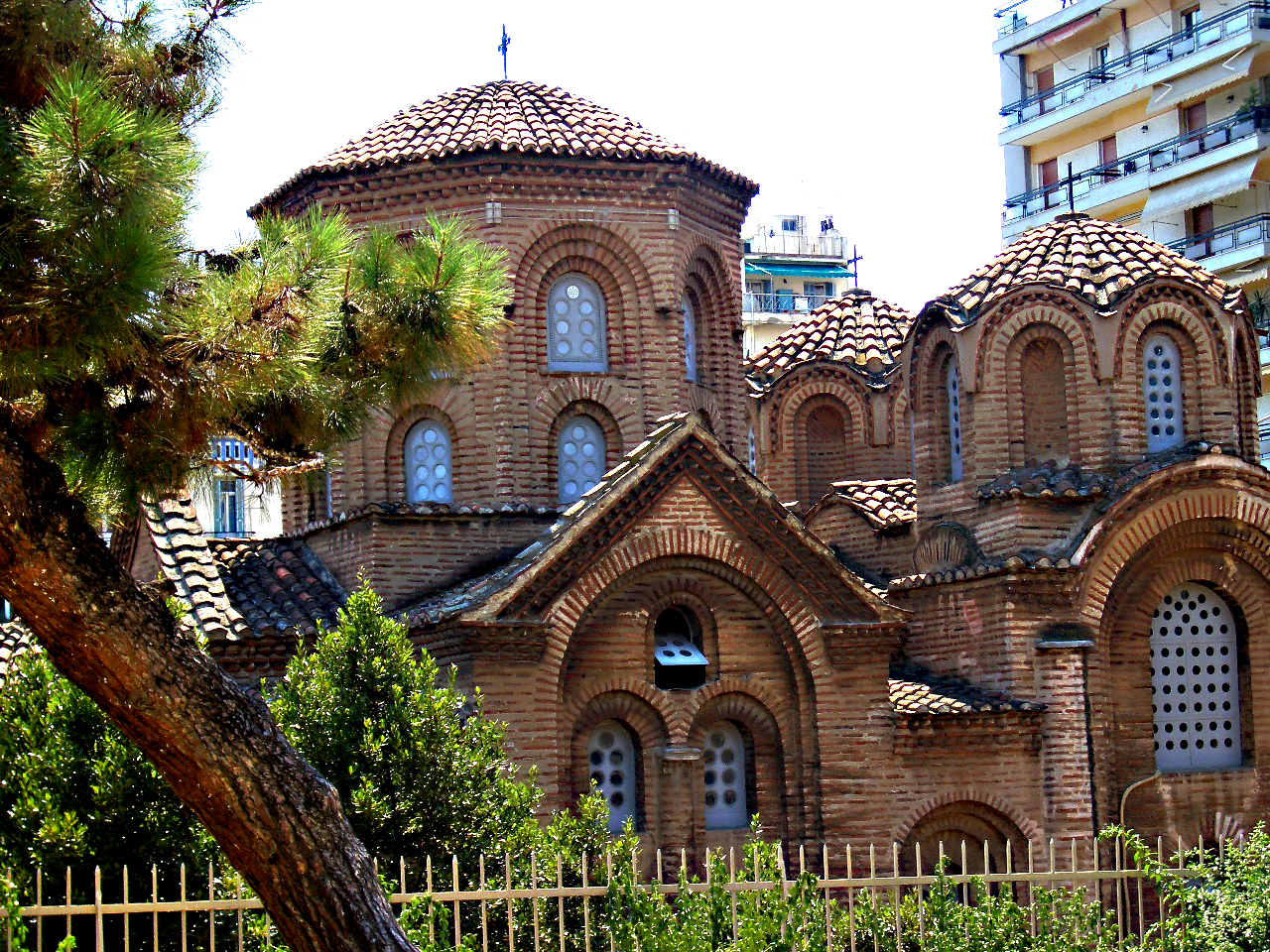
Церква Панагія Халкеон, Салоніки, фото 2007 року.
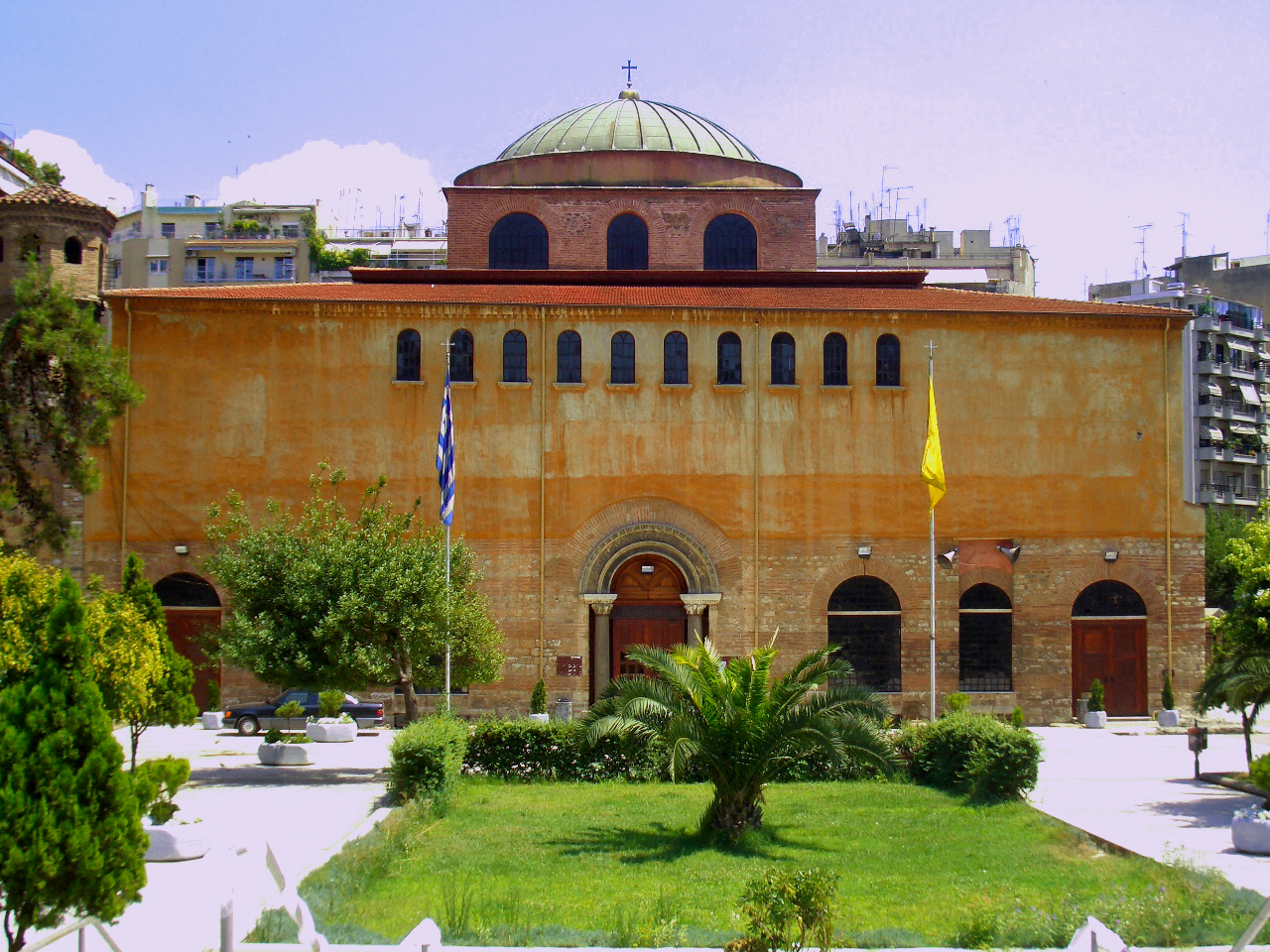
Базиліка святої Софії, Салоніки.
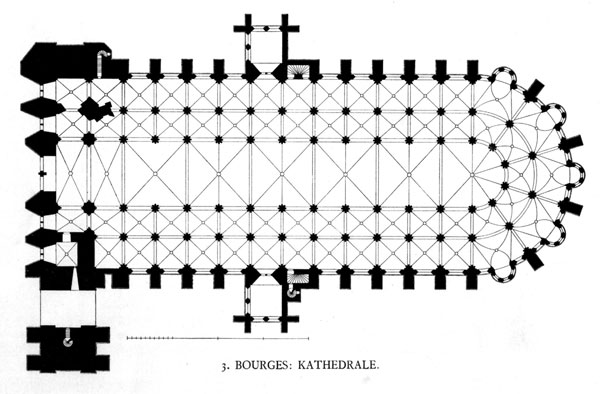
Собор в місті Бурж, Франція, поземний план
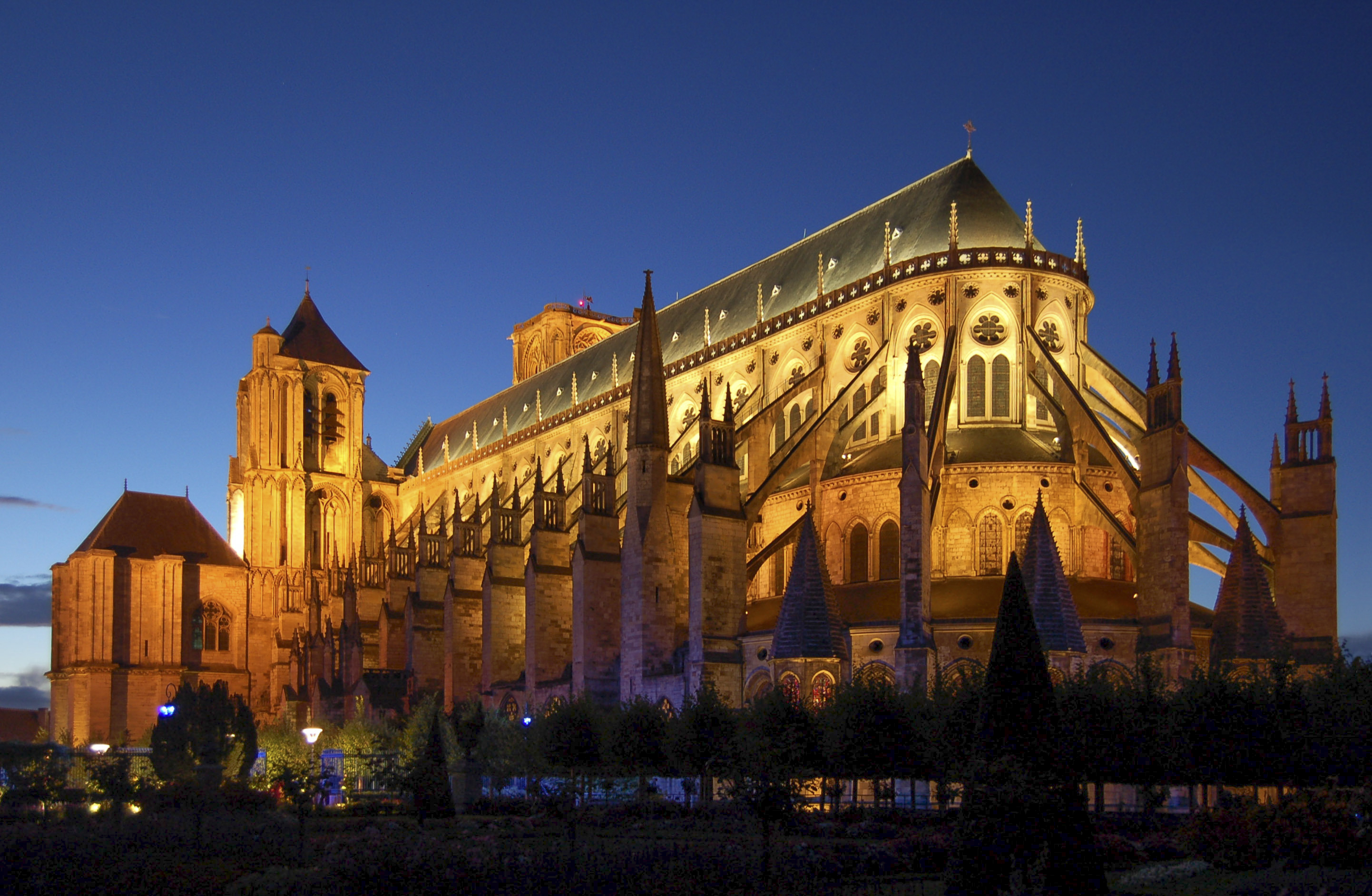
Собор в місті Бурж, Франція

## Політичні випробування і доба кризи в архітектурі

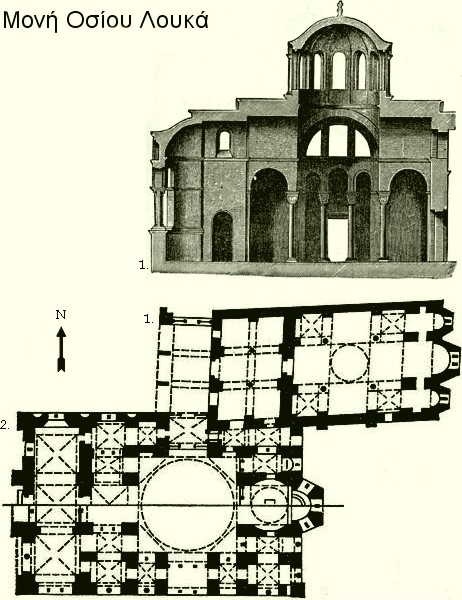
План і розріз, кафолікон і прибудована церква. Монастир Осіос-Лукас.

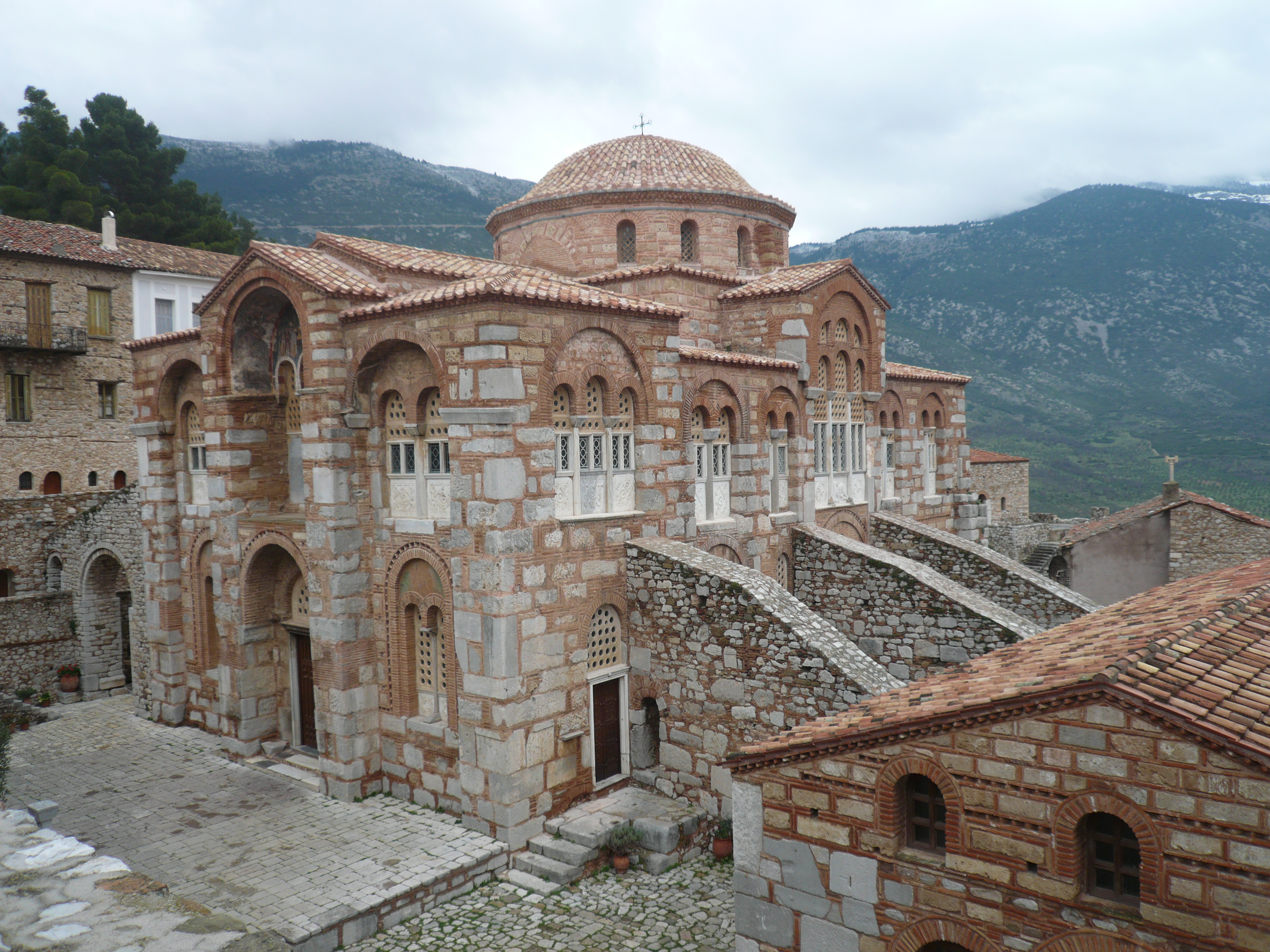
Монастир Осіос-Лукас, головний храм.

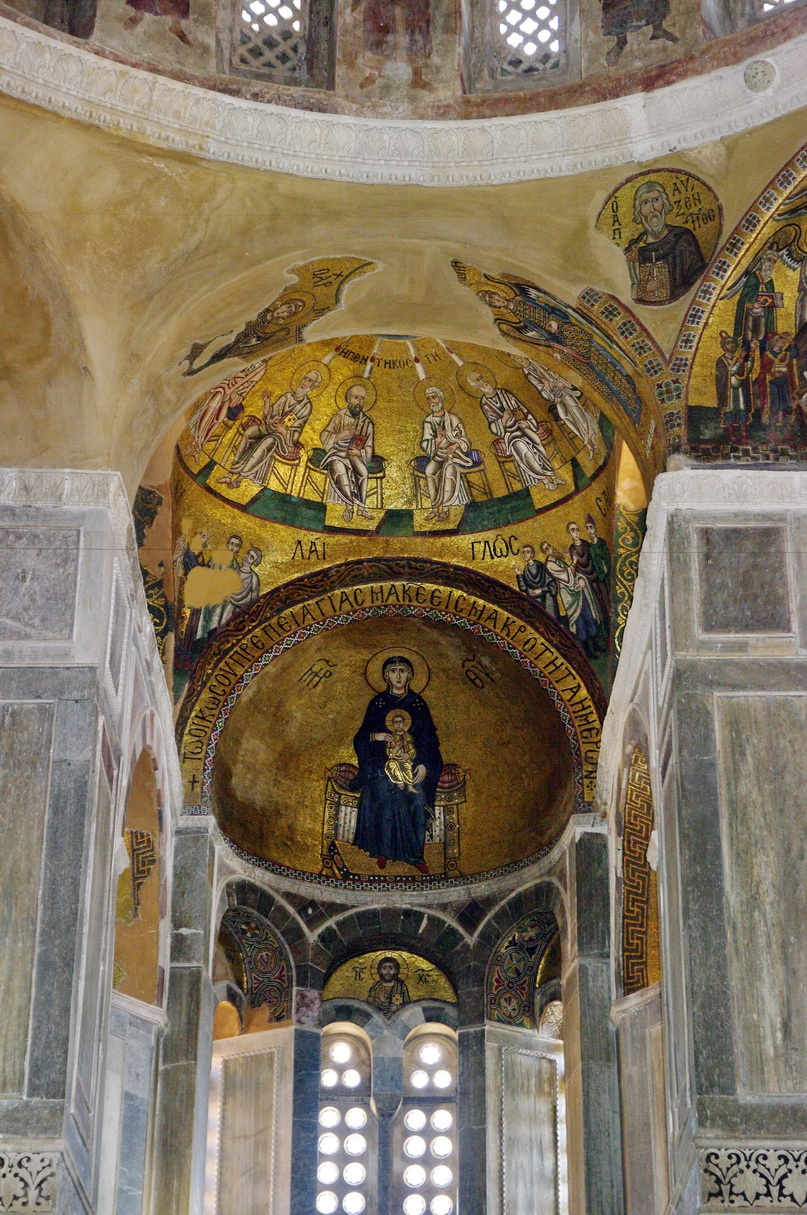
Монастир Осіос-Лукас, залишки візантійських мозаїк.

В XI—XII століттях Візантія перейшла в добу розвинених феодальних відносин. Завершувалось формування великих земельних володінь як феодалів, так і візантійських монастирів. Рабовласництво зберігається, але його витісняє закріпачення селян і частки рабів. В державі смута, візантійські імператори намагаються утримати владу і проводять низку реформ, спрямованих на зміцнення власної влади, хоча це не завжди спрацьовує, не допомагає. Так, історіограф і письменник Михайло Пселл (1018—1196) працював впродовж життя при шести візантійських імператорах.
В XI—XII століттях іде нова хвиля підкорення мистецтва Візантії церквою, бо ускладнилось богослужіння через запеклі богословські дискусії. 1054 року пройшов остаточний розкол між східними і західними церквами на православну та католицьку гілки. Візантія обрала православну, а її богослужіння помітно відрізняється від католицького. Ці настанови і примушують віддзеркалювати в творах візантійських митців.
Столичний Константинополь ще залишається центром з помітною будівельною активністю. Перш за все це монастирське будівництво. Кожний із патріархів, заступаючи на престол, починав будівництво нового монастиря, котрий підтримує все власне життя. Так, Михайло Керуларій заснував монастир власного патрона — Архангела Михаїла, Костянтин Ліхуд — церкву і монастир Богородиці, Іван Ксифилін — монастир Аргурія тощо. Нові споруди будують на горі Афон, на півострові Халкідіка.
В XI столітті виникає і типова схема розбудови монастиря візантійського зразка. Це комплекс споруд сакрального, господарчого і житлового призначення. Територію облямовували фортечні мури з брамою і вежами. Монастир мав відокремлювати чернецтво від грішного світу. Вхідна бара була одна, котру зачиняли на ніч і відкривали лише вранці. Головував на території кафолікон — головний храм. Серед житлових і господарчих споруд — келії, трапезна, склади, власна лікарня, скрипторій, котрі часто перебудовували.
Чим більшим був монастир, тим, відповідно, більшим і складнішим за архітектурою був його головний храм, як Осіос-Лукас в Фокіді. Він вибудований 1011 року за наказом імператора Василя ІІ Болгаробойця в пам'ять перемог над болгарами.

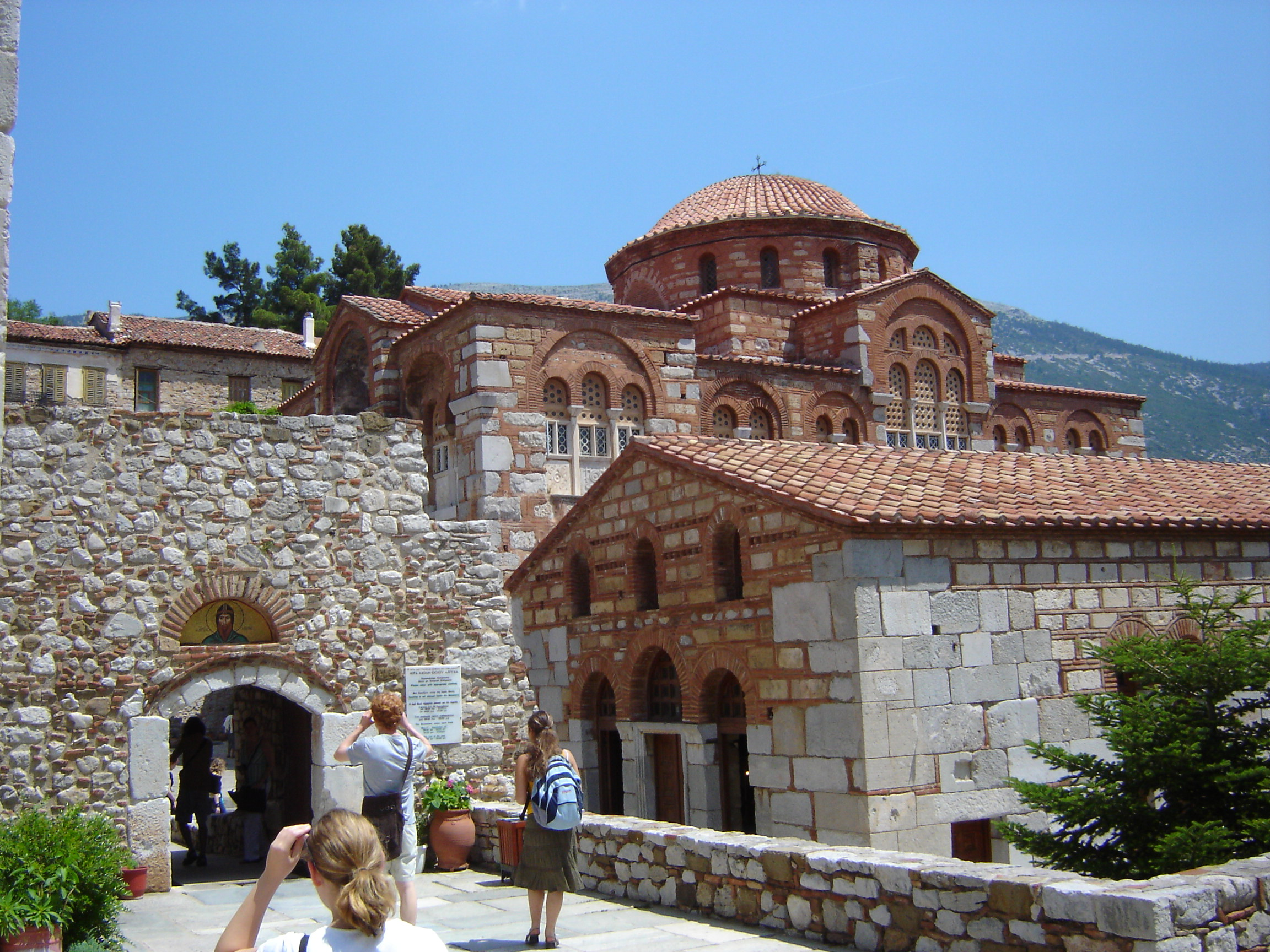
Монастир Осіос-Лукас, загальний вигдяд
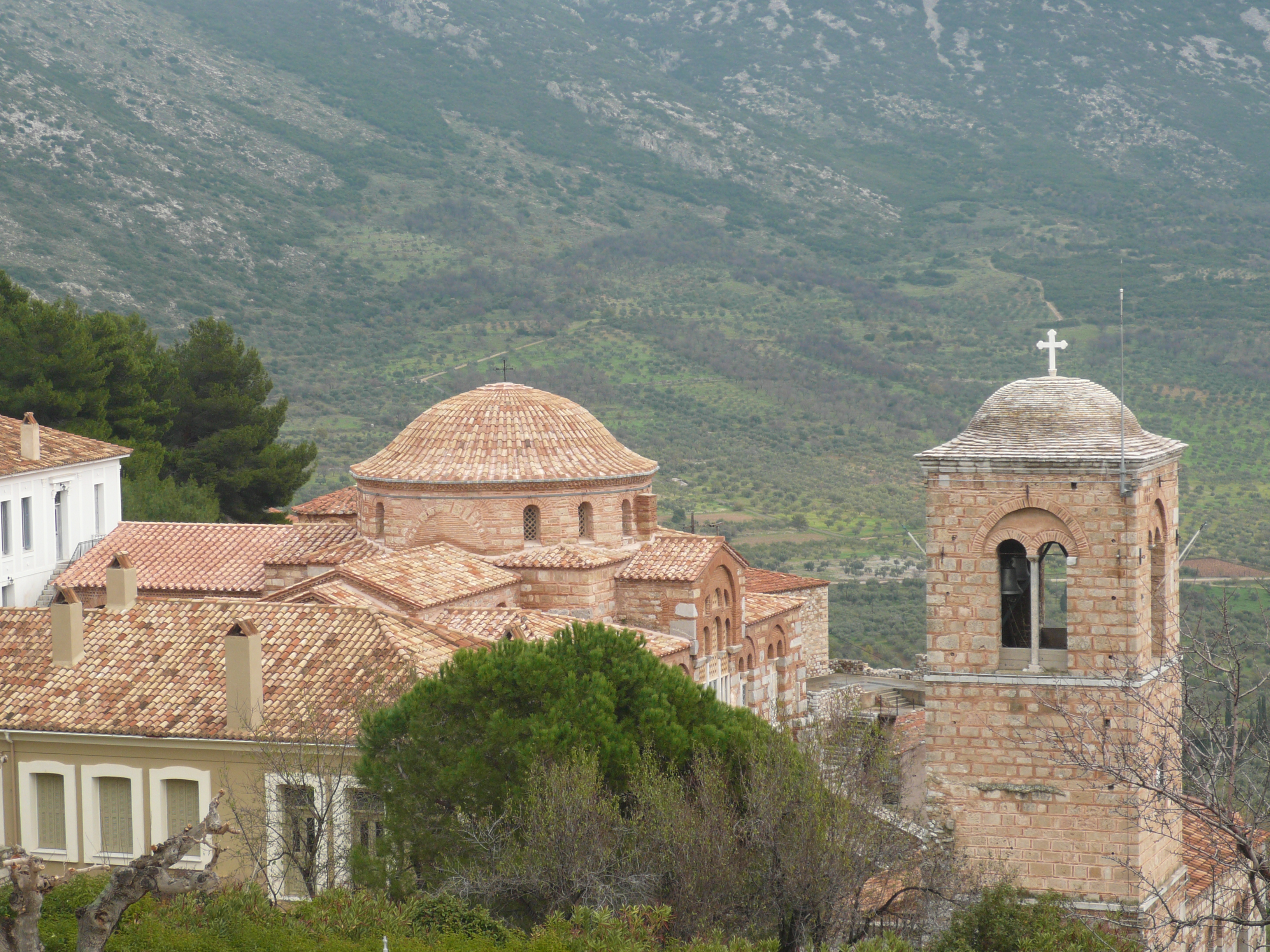
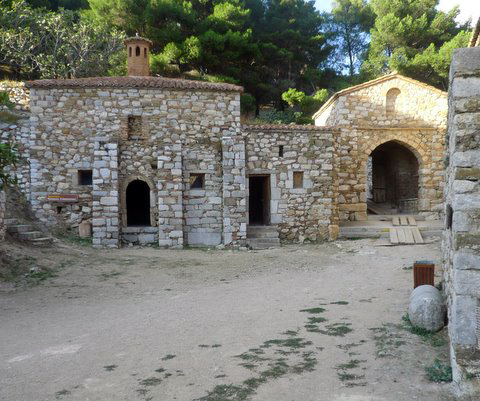
Вхідна брама
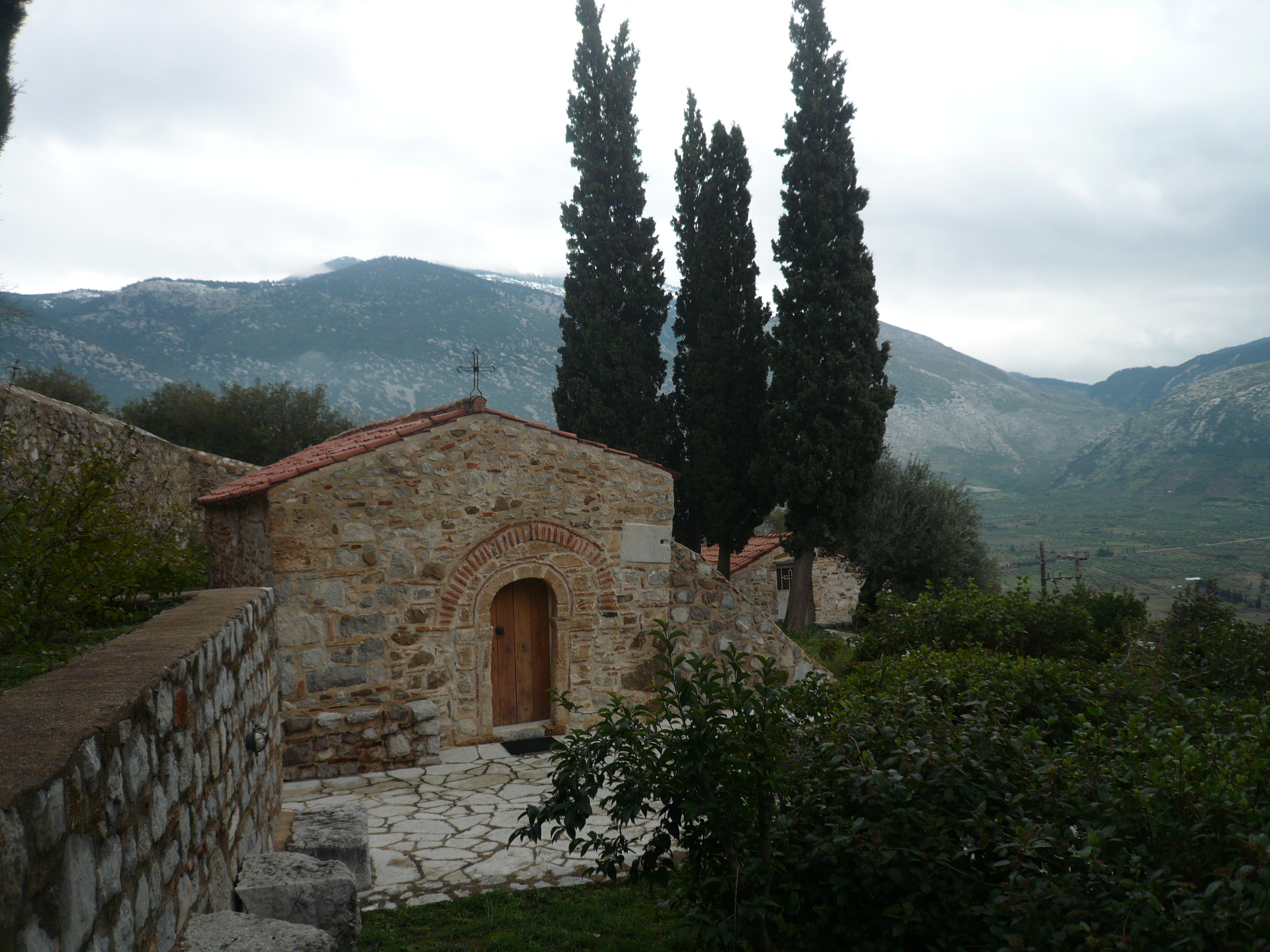

Головний храм монастиря Осіос-Лукас в Фокіді хрестово-купольний, але видовжений за віссю схід — захід через наявність нартекса. Він однобанний, діаметр якої лише дев'ять метрів. Баня невисока, приземкувата, гранчаста, з обмеженою кількістю віконних отворів. Мури храму товсті, єдина окраса фасадів — подвоєні вікна. Землетруси примусили зміцнити мури храму товстими контрфорсами. Збережені старовинні мармури на підлогах, фрески і мозаїки — лише фрагментами. Кафолікон (головний храм) Осіос-Лукас в Фокіді став зразком для побудови храму в монастирі Дафні поблизу Афін, але храм останнього помітно менший за кафолікон Осіос-Лукас.
Імператор Мануїл Комнін 1150 року наказав вибудувати новий палац (Влахернський), але подалі від старого Великого, біля фортечних мурів, котрі спускались до затоки Золотий Ріг. Назва "Влахернський палац походить від близькості до церкви Богородиці Влахернської, де головною реліквією вважали ризи Богородиці. Саме у Влахернському палаці була резиденція візантійського імператора Ісаака Ангела, коли Константинополь захопили хрестоносці 1204 року і на руїнах Візантії виникає низка дрібних державних утворень, малих імперій.

## Плани церкви Хора

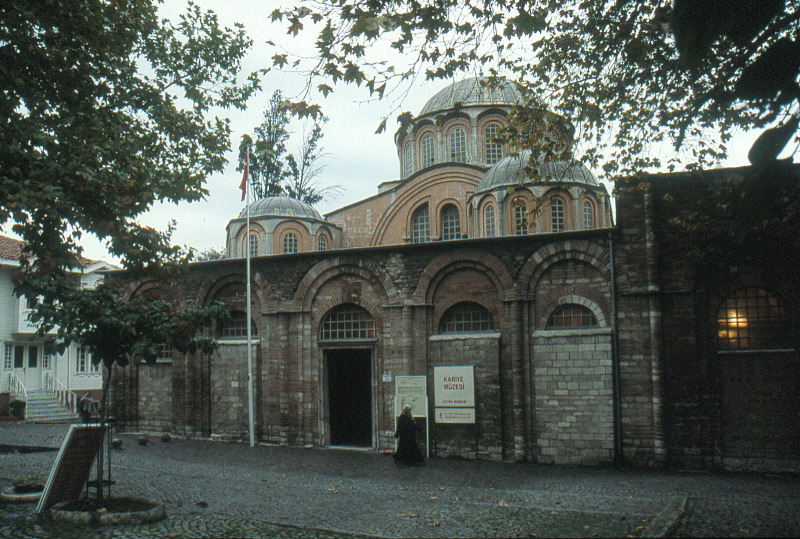
Колишня церква Хора як музей, фото 2005 року.

Первіний план церкви Христа Спасителя без бічних добудов
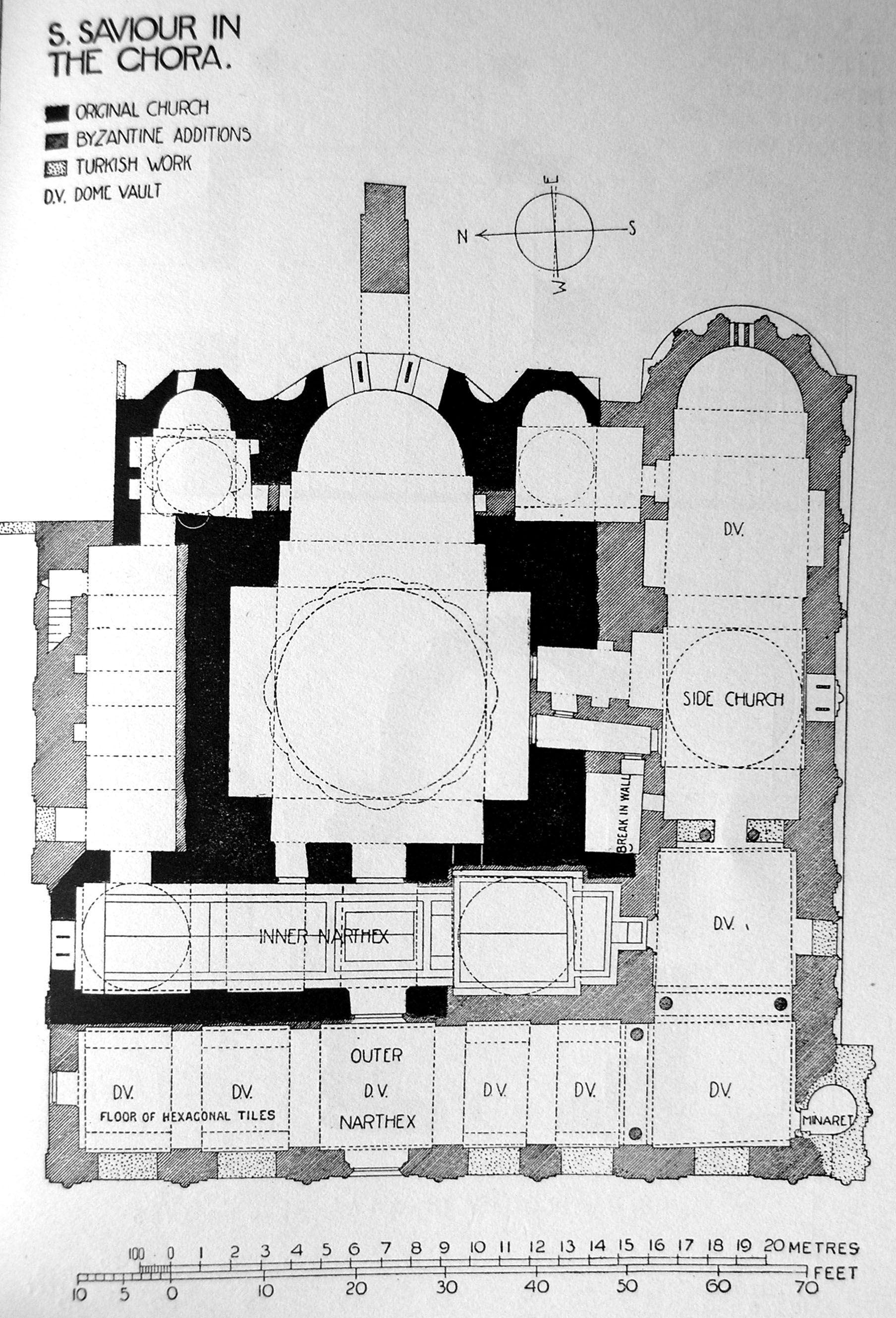
Церква Хора з бічними добудовами і двома нартексами та контрфорсом зі сходу.
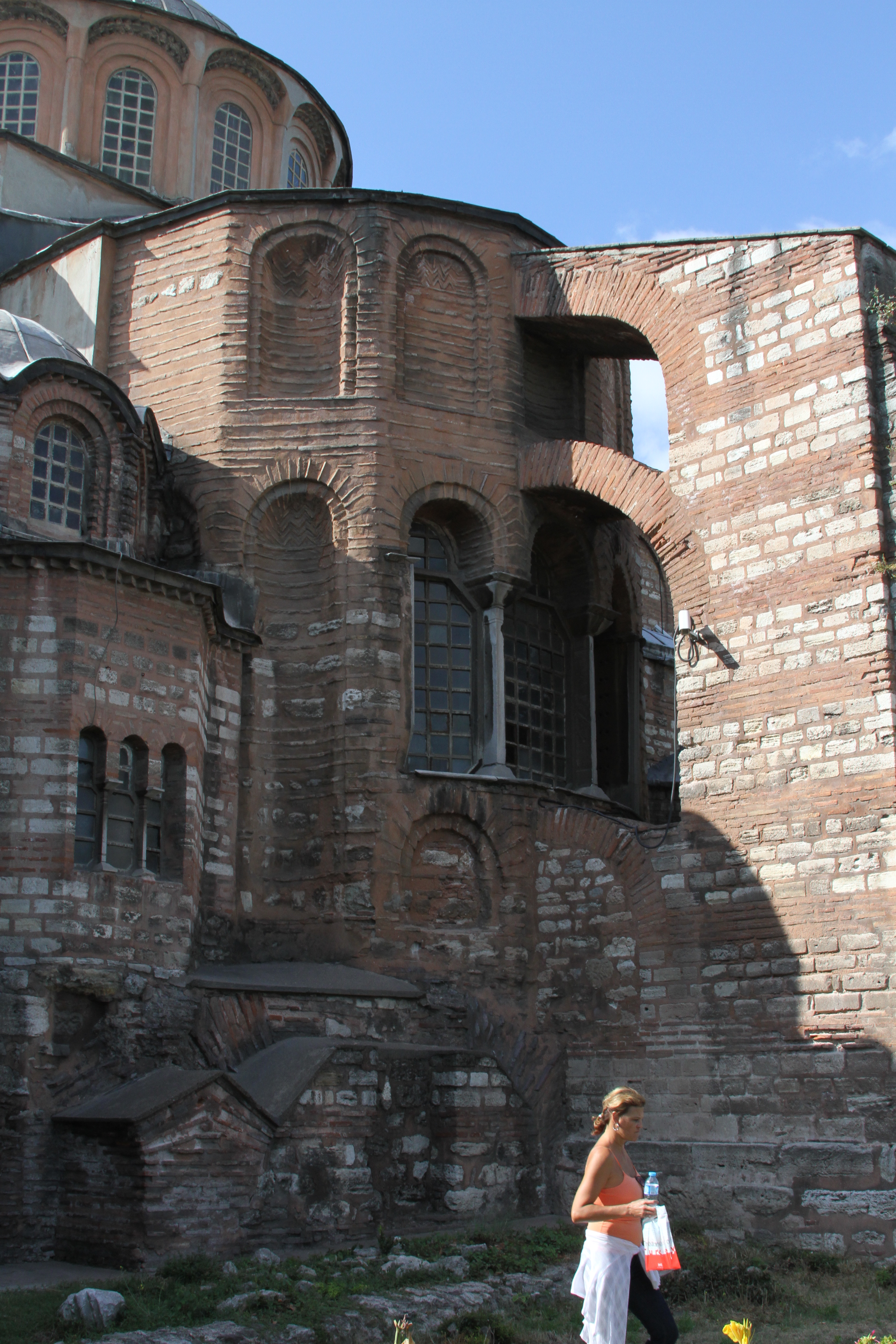
Контрфорс зі сходу церкви Хора.
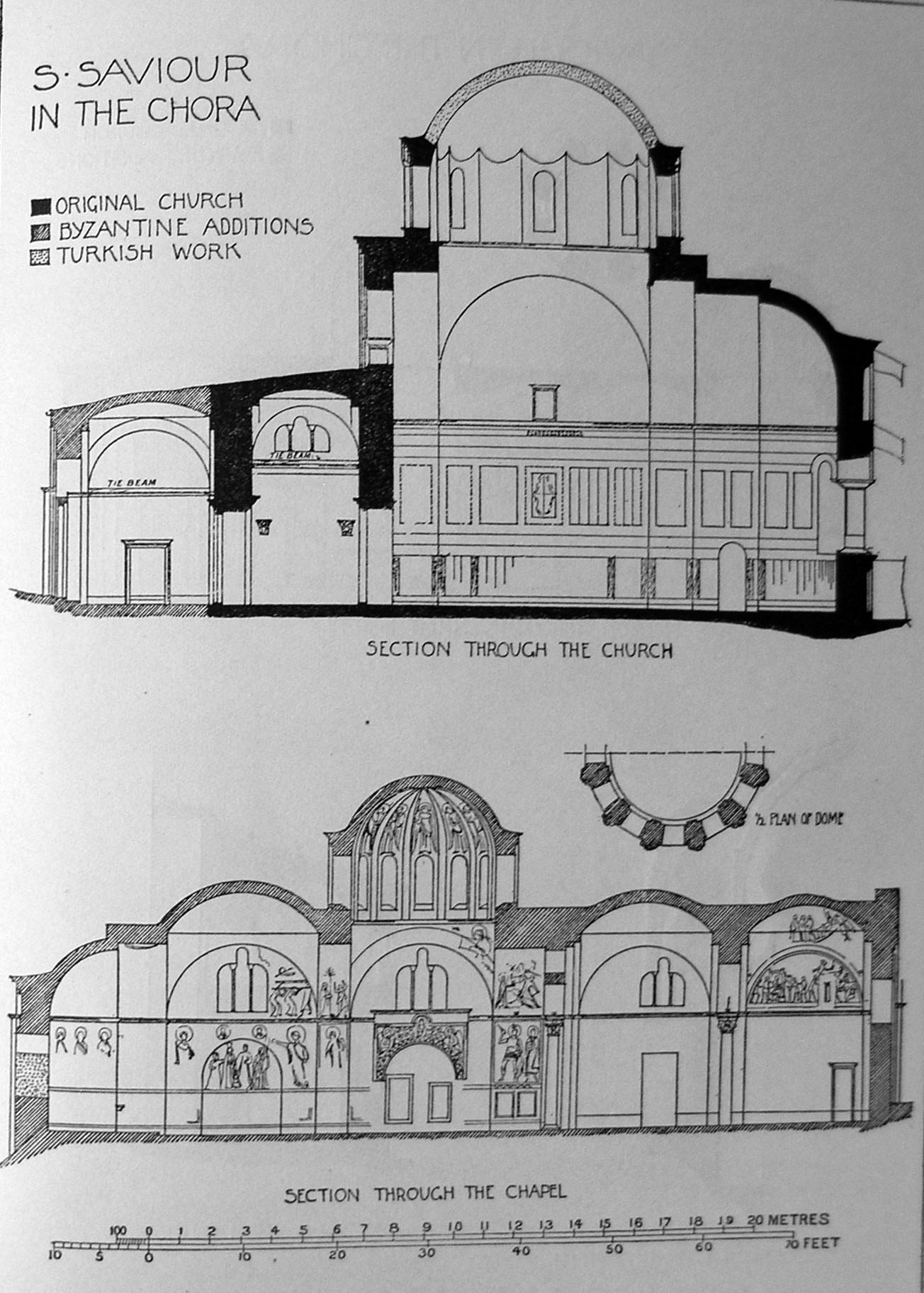
Церква Хора, повздовжний розріз

## Мозаїки церкви Хора

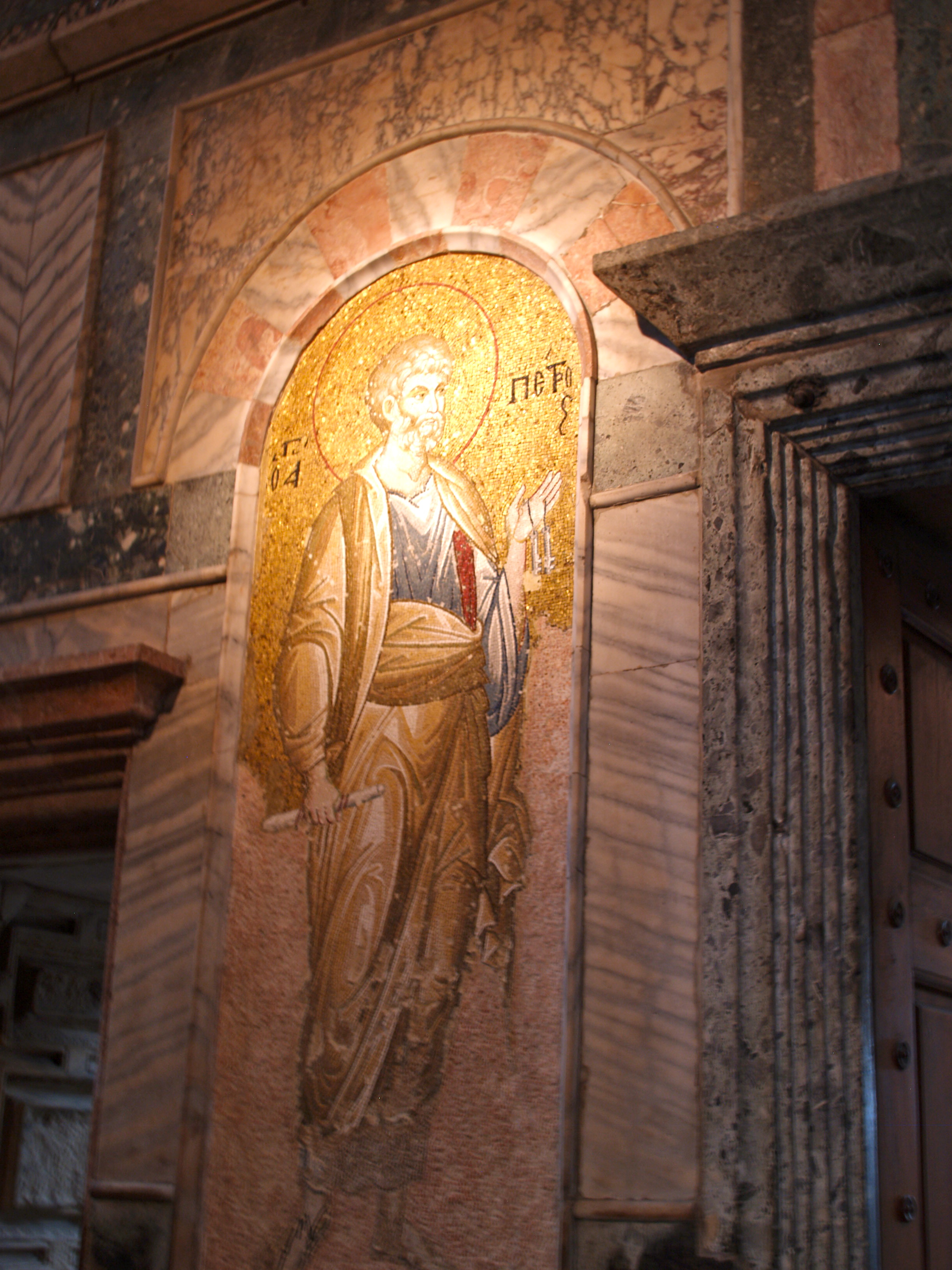

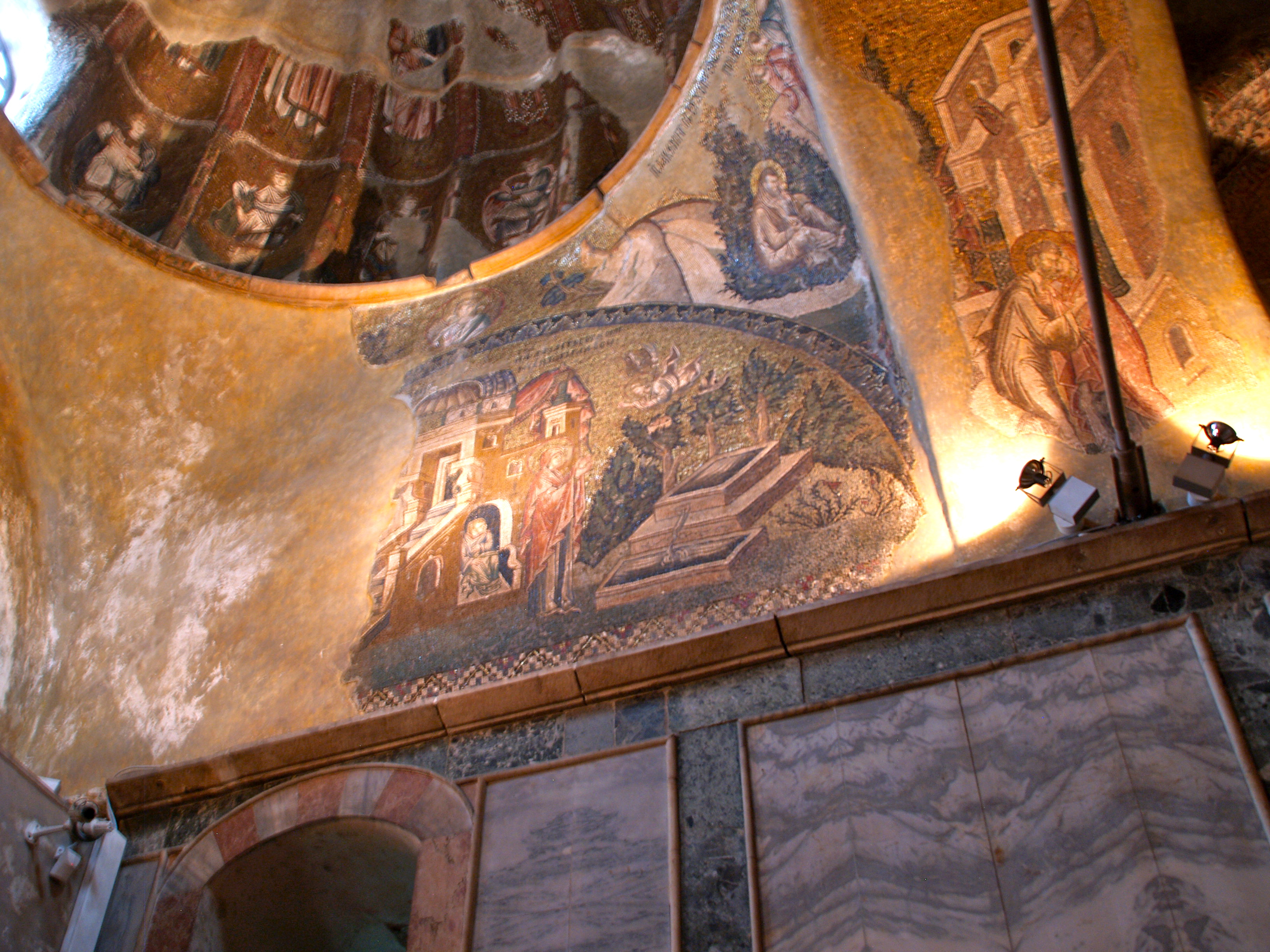
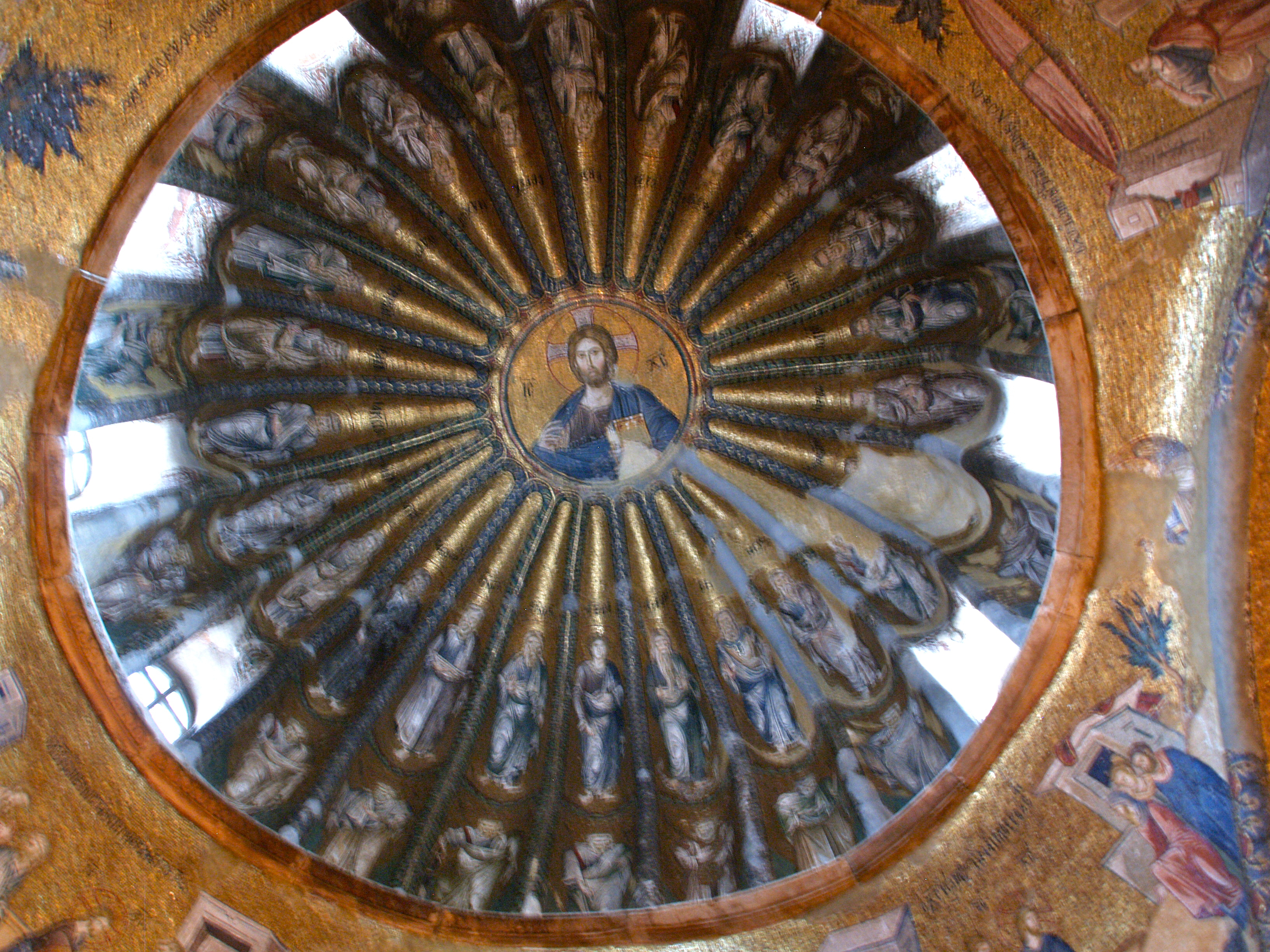
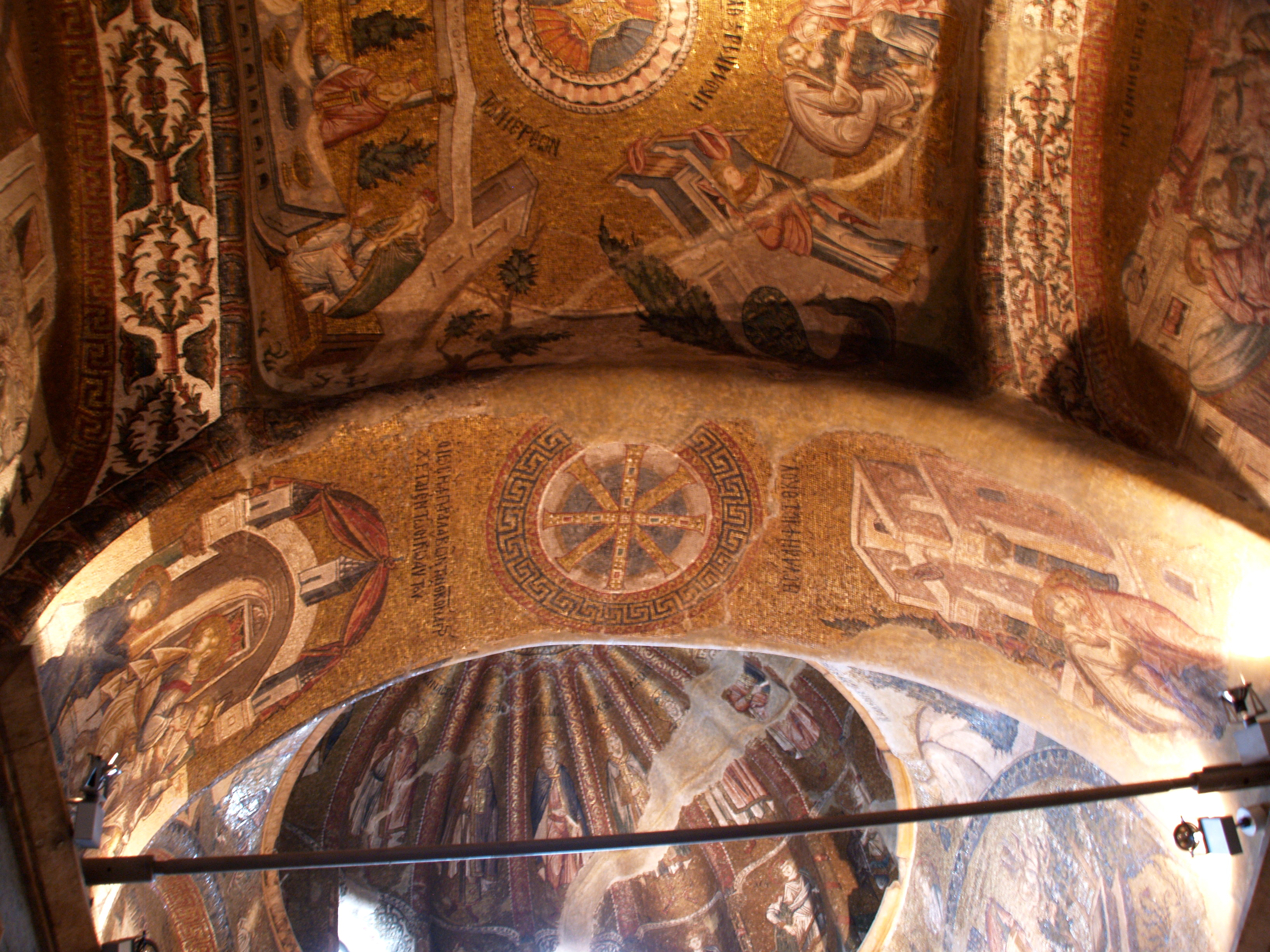
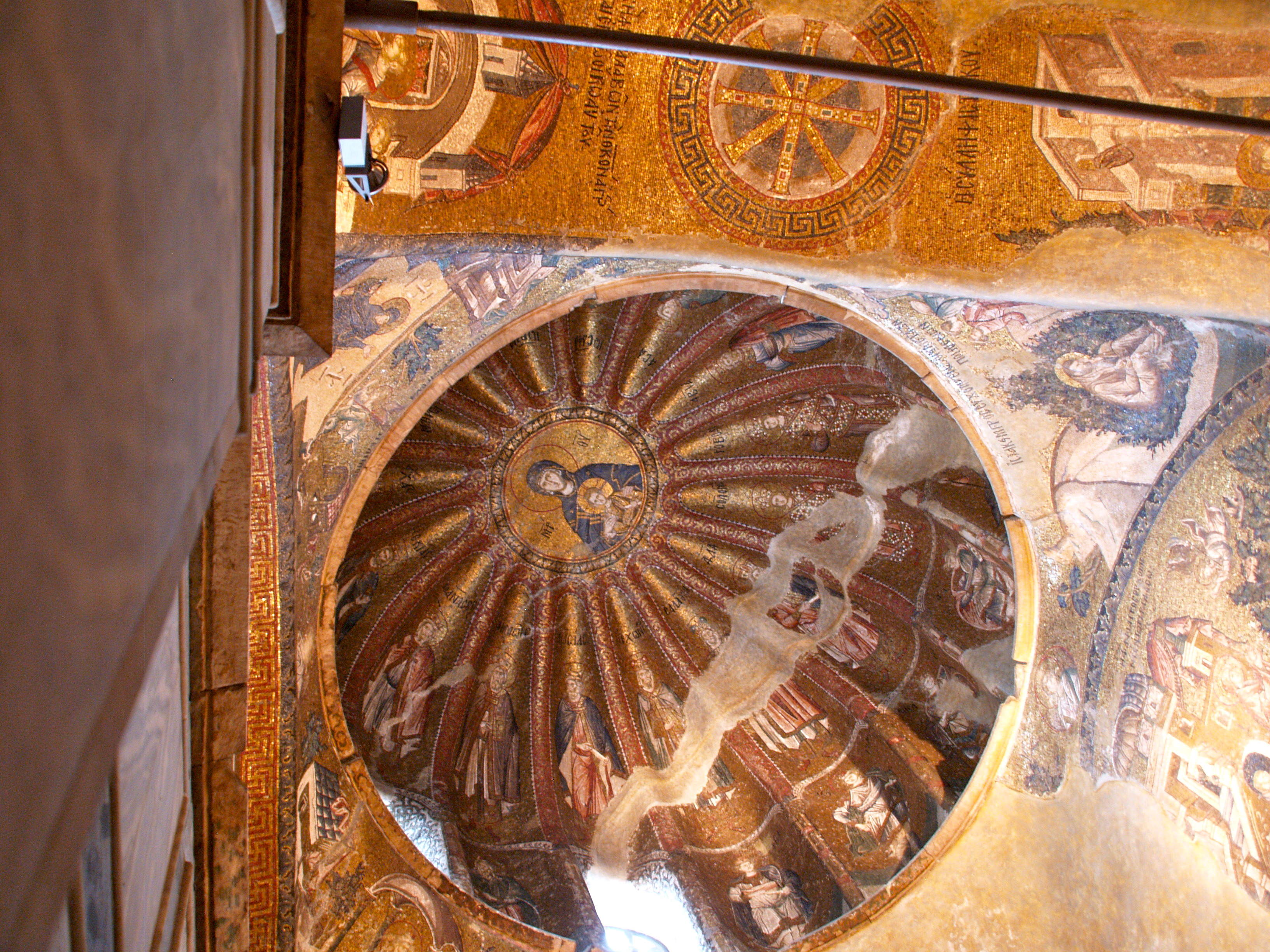
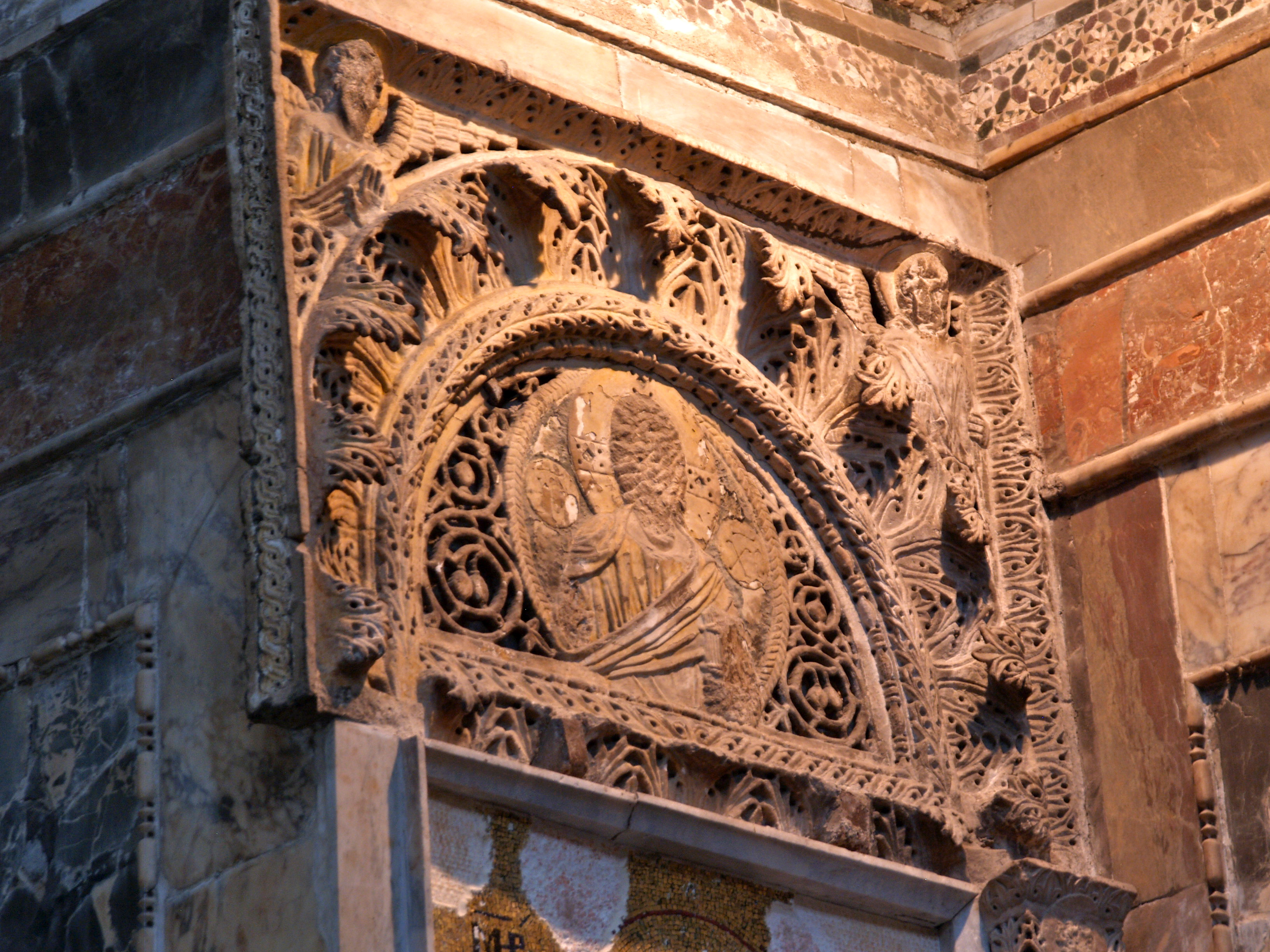
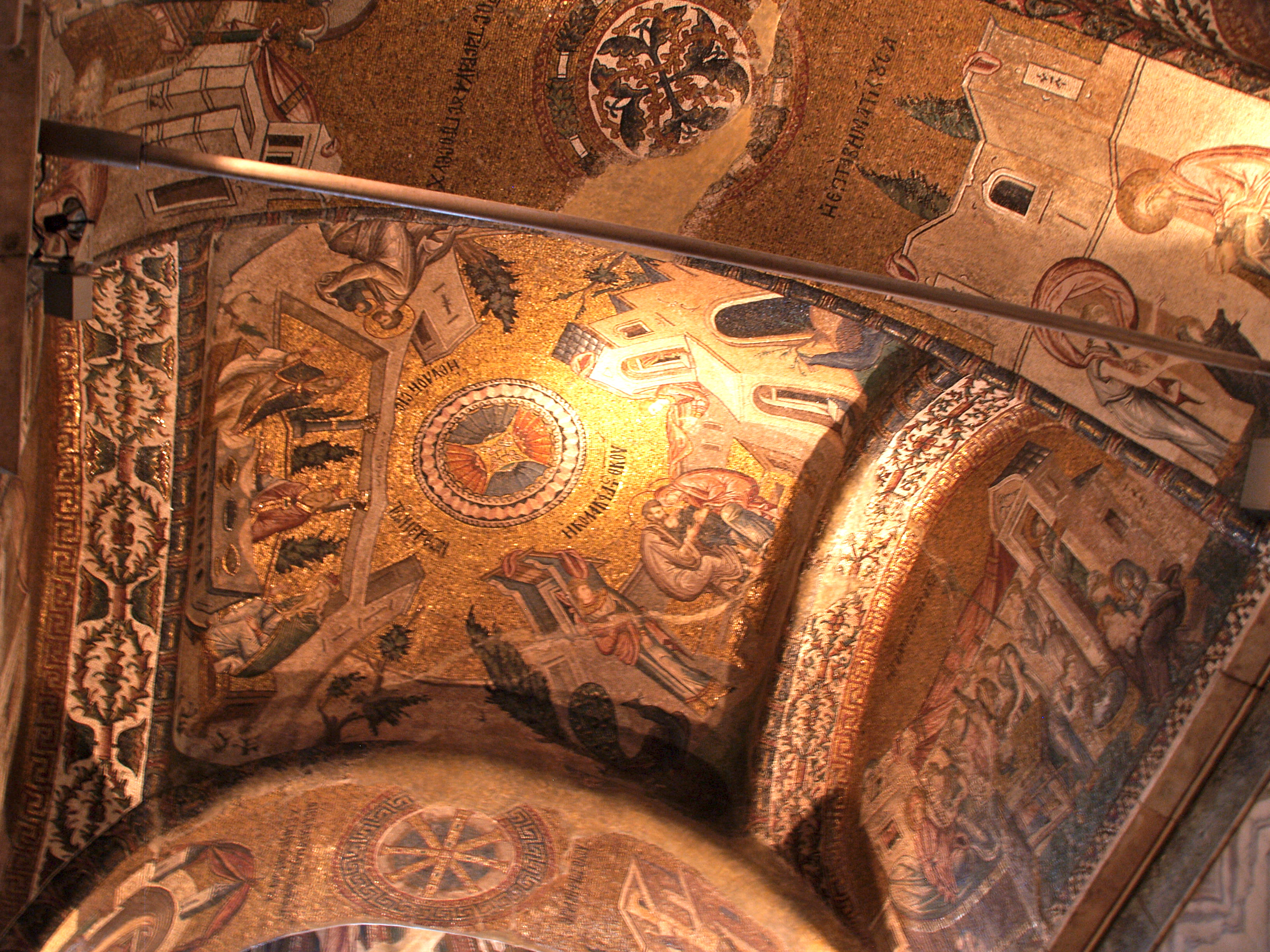

## Зв'язки з іншими державами

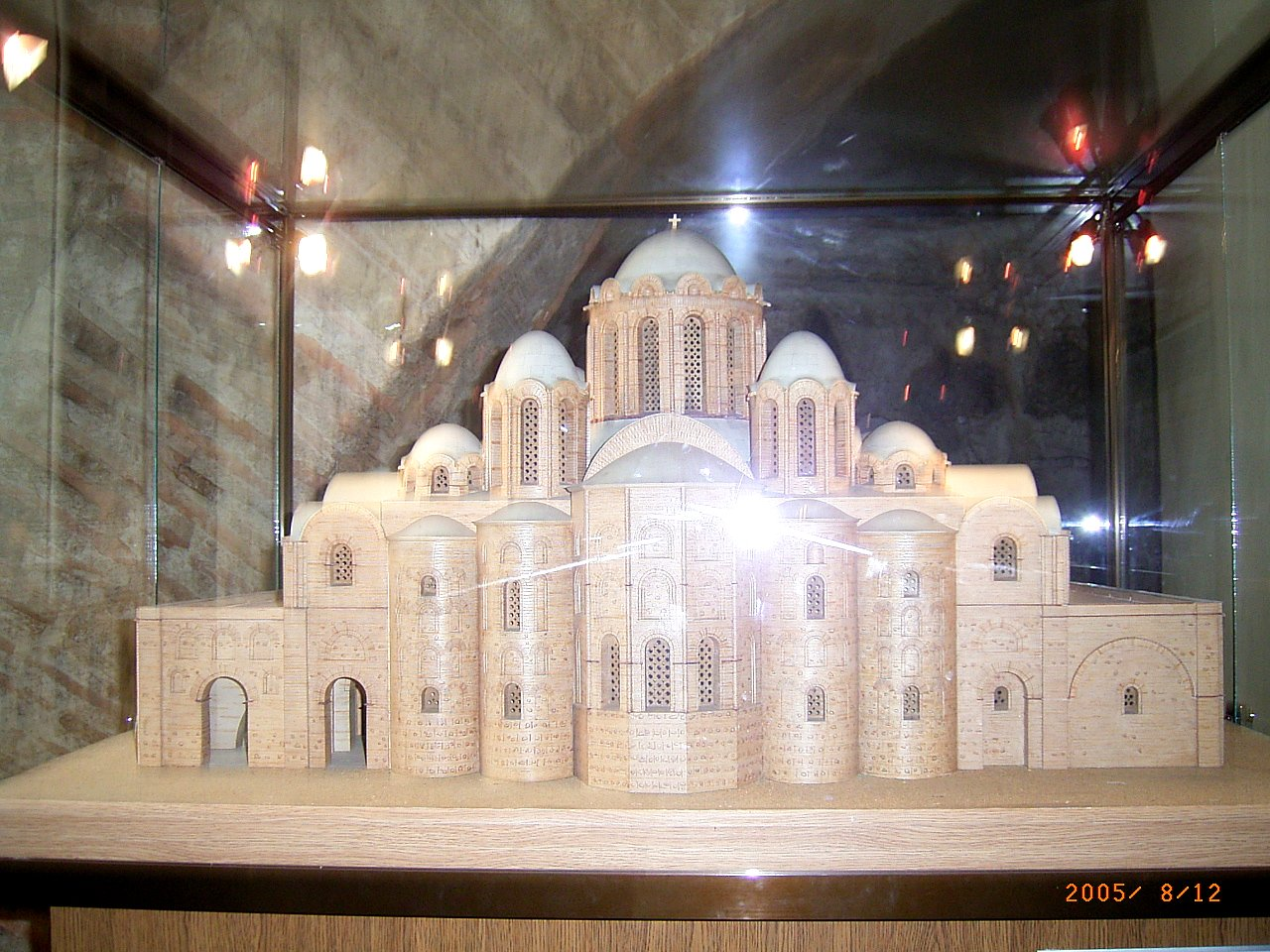
Реконструкція (макет) первісного вигляду Софійського Собору. Східний фасад.

Софія Київська, план 2-го поверху.

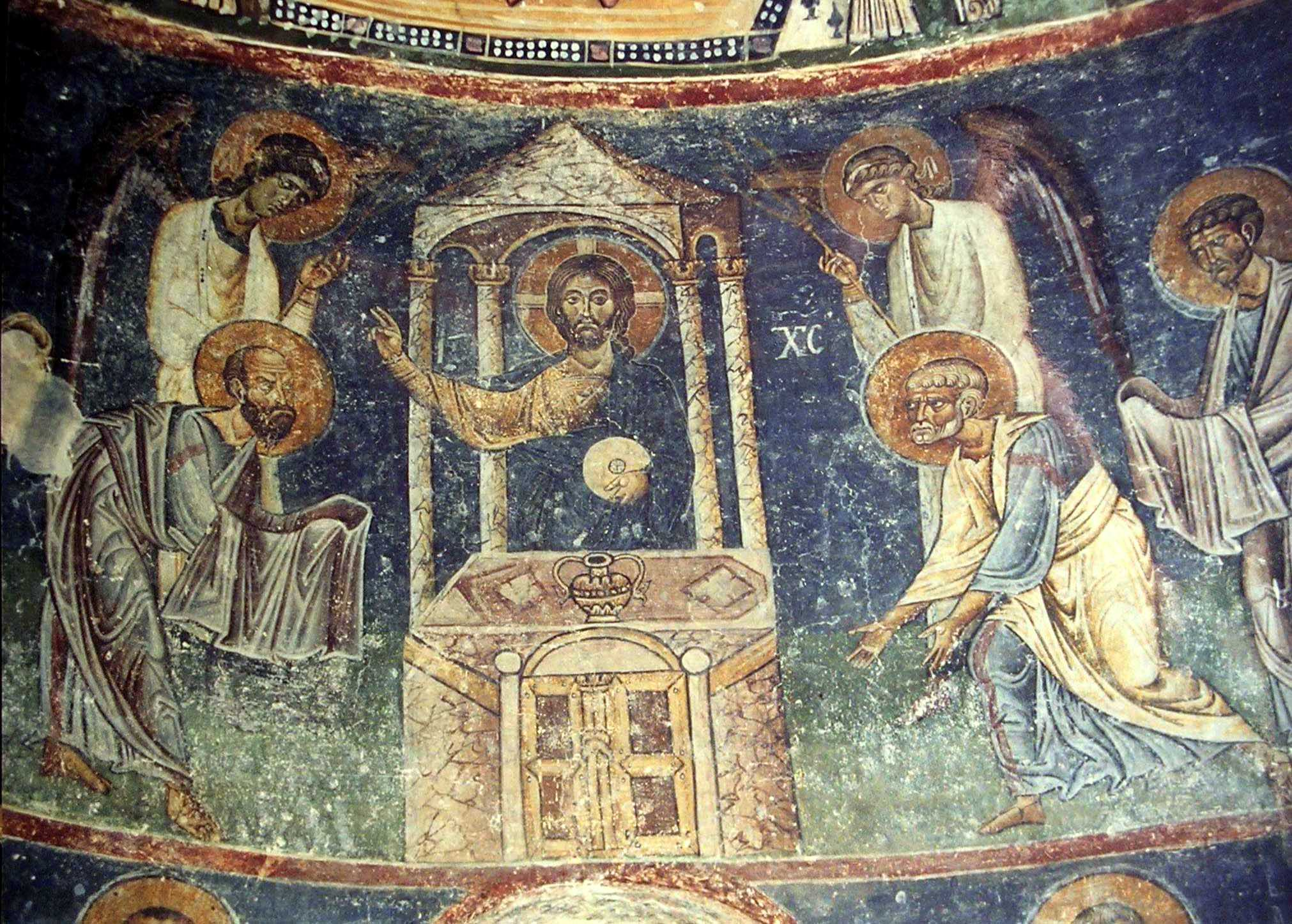
Євхаристія апостолів. фреска в соборі міста Охрид. Північна Македонія

Характерною особливістю XI—XII ст. були досить широкі зв'язки Візантійської імперії з іншими державами, особливо з Грузією, Сербією, Півднем Італії, Венецією, Київською Руссю.
До кола візантійських споруд слід віднести і Софійський собор в Києві. В той період точилася гостра боротьба культури низового народу з культурою феодально-церковною, провідниками якої були місцеві князі і візантійське священство. Створенню Софійського собору передувала Десятинна церква, зведена за князя Володимира у 989–996 рр. Вона була тринавна, хрестово-купольна, триапсидна з шістьма внутрішніми стовпами. Згодом її облямували відкритими галереями з трьох боків.
Збільшення міста і вірян спонукало до побудови нового і більшого храму. Його вибудували на шляху від Золотих воріт до князівського центру і помешкань (палацу) міста Володимира.
Показовою для візантійської споруди долею може служити Софійський собор в Києві. Запрошені майстри не відрізнялись новаціями в архітектурі, тому збільшення храму досягнуто лише за рахунок збільшення нав, їх п'ять. Не дуже відрізнявся Софійський собор ні композицією, ні розмірами. Це хрестово-купольний храм з хорами для князя і наближених до нього осіб та прибудованими зовнішніми галереями. Ширина центральної нави сім з половиною (7,5) метрів, котру перетинає трансепт того ж розміру. Перехрестя нав перекрито банею не круглої, а параболічної форми з внутрішнім діаметром сім з половиною (7,5) метрів. Найбільша висота первісного храму від підлоги до зеніту досягала 29 метрів. Тобто, Софійський собор в Києві не надто відрізнявся розмірами від типового храму Візантії тої доби. Як і Десятинну церкву, з трьох боків собор оточили відкритими одноповерховими галереями.
Прорахунки будівничих і нестача їх освіти під час будівництва викликали необхідність зміцнення споруди, котра пішла тріщинами. Мури Софійського храму зміцнили системою піварок (аркбутанів). Дослідники в XX ст. пояснили це малою глибиною закладання підмурків собору та нерівномірністю осаду готової споруди. Кресальний М. Й. зауважив, що первісні фасади собору дійшли до середини XX ст. дуже зміненими, практично невпізнаними через пожежі, перебудови і руйнації, через які пройшов собор. Руйнації і перебудови мали місце і всередині споруди. Так, в XVII ст. завалилася трипрорізна арка, котра замикала західну частину планового хреста, котру так і не відбудували (два її гранчасті стовпа виявили дослідники лише 1939 року).
Достеменно невідомо, як саме князь і князівське оточення піднімались на хори. Можливо, первісно існував окремий перехід до собору із палацу, який не збережено. Це типова візантійська система зв'язку храму з палацом володаря, яку мали наслідувати і київські князі. Згодом вибудували сходові вежі. Південно-західна вежа вбудована в кут між південною галереєю та нартексом. Поряд з нею колись обладнали невелику прямокутну хрещальню, прикрашену стінописами. Пізньою за часом побудови була північно-західна сходова вежа на хори. Вона асиметрична і за розташуванням на фасаді (симетрії не дуже дотримувались середньовічні будівники), і за поземним планом. За припущеннями, створення сходових веж передбачалось в первісному начерку плану. Але уповільнене будівництво храму впродовж декількох десятиліть обумовило будівництво собору частинами, тому до побудови сходових веж звернулись в останню чергу. Хрещате розпланування в центрі собору добре виявлене фіксаційним планом 2-го поверху. Кутові приміщення обабіч хреста на заході з центральним стовпом посередині були перетворені на світські приміщення для князівських зборів.
При Софійському соборі був створений центр літописання, а також перша в столиці бібліотека. Протягом багатьох років Софійський собор був місцем поховання київських князів і митрополитів створеної тоді київської митрополії.
- 1054 року тут поховали фундатора собору Ярослава Мудрого.
- 1093 року тут поховали його сина Всеволода та онука Ростислава Всеволодовича.
- 1125 р. поховано Володимира Мономаха.
- 1154 р. — Вячеслава Володимировича, сина Володимира Мономаха[26].

## Архітектурний консерватизм ідей
Хрестово-купольна архітектура Візантійської імперії абсолютно відмовилась від античної ордерної системи. Важкі маси візантійської архітектури та її важкі опори не підкорені раціональному ордерному ладу. Тектоніка візантійського храму має власну логіку, але сполучає різні елементи і різні масштаби цих елементів. Втрачене і співвідношення архітектури з масштабом реальної людини, яким відрізнялась архітектура Стародавньої Греції. Вплив на людину зберігався, але це вплив підкорення, відриву від реальності заради спорідненості з небом і Богом, спорідненості з вічністю і заради обіцянки вічного життя після смерті.
З XIII століття пошуки нового і творче продовження найкращих здобутків власної архітектури практично припинилось. Візантійська архітектура перейшла в період довгої стагнації. Іноді до неї додають запозичені елементи, але вони не змінюють сутність консервативних підходів і форм. Наприкінці існування Східної Римської імперії ця галузь візантійського мистецтва приречена до постійних повторів вже давно вироблених образів і форм.